# Jean Sylvain Bailly
Jean Sylvain Bailly (/ʒɑ̃ silvɛ̃ bɑji/; Parigi, 15 settembre 1736 – Parigi, 12 novembre 1793) è stato un astronomo, matematico, politico e letterato francese, primo sindaco di Parigi e primo presidente dell'Assemblea Nazionale di Francia.
Uomo universale, spaziò in numerosi campi: dalla storiografia alle arti, fino, soprattutto, alle scienze. Unico, assieme a Fontenelle, a far parte di tutte e tre le principali accademie francesi (ovvero l'Académie française, l'Académie des sciences e l'Académie des inscriptions et belles-lettres), quale astronomo e letterato Bailly si interessò soprattutto di paleoastronomia, elaborando numerosi trattati sull'astronomia antica, moderna e orientale. Di lui si ricordano anche le numerose osservazioni (tra le quali, particolarmente notevoli, quelle su due comete, tra cui quella di Halley, nonché il saggio sulla teoria dei satelliti di Giove). Famosa è inoltre la sua corrispondenza epistolare con Voltaire. Bailly, oltre a ciò, partecipò anche all'indagine sul fenomeno parascientifico del mesmerismo con altri eminenti scienziati dell'epoca, quali Benjamin Franklin, Antoine Lavoisier e il medico Joseph-Ignace Guillotin.
Membro di alcune logge massoniche francesi, Bailly ebbe un'impressionante ma rapida carriera politica. Eletto come rappresentante del Terzo Stato agli Stati generali del 1789, fu uno dei politici più influenti durante la prima parte della Rivoluzione francese. Dopo essere stato eletto presidente del Terzo Stato, divenne il primo presidente dell'Assemblea Nazionale, quando i deputati si autoproclamarono tali; dopo aver guidato il Giuramento della Pallacorda, divenne in seguito il primo sindaco eletto di Parigi, rimanendo in carica dal luglio 1789 al novembre 1791. Amico e collaboratore del marchese La Fayette, fondò assieme a lui il Club dei Foglianti nel tentativo di limitare la deriva repubblicana in atto, provando a mantenere la costituzione del 1791. Costretto a dare le dimissioni da sindaco parigino nel novembre 1791, alcuni mesi dopo il massacro del Campo di Marte, Bailly si ritirò a vita privata a Nantes, riprendendo gli studi scientifici. Però, malvisto dai giacobini per le sue tendenze moderate, fu arrestato a Melun, mentre dimorava dall'amico Pierre Simon Laplace. Processato, fu immediatamente condannato a morte nel 1793 durante il Regime del Terrore e fu infine ghigliottinato il 12 novembre.

## Biografia

### Giovinezza
Nato a Parigi il 15 settembre 1736, Bailly era figlio maggiore di Jacques II Bailly (1701-1768), artista e supervisore del Louvre come Garde des Tableaux de la Couronne, ovvero responsabile della protezione dei dipinti del re, e di Marie Cécile Guichon. Bailly aveva inoltre un fratello minore, Saint-Paulin, e una sorella, anch'ella più giovane di lui. Il nonno paterno era Nicolas Bailly, anch'egli artista e pittore di corte, che come il figlio era stato Garde des Tableaux. Da oltre 115 anni, fin da Jacques I, bisnonno di Sylvain, la famiglia Bailly si occupava della custodia dei dipinti reali. Il nonno materno era Pierre Guichon, Visiteur-Général delle Poste di Francia.
Bailly fu battezzato nel chiostro di San Tommaso del Louvre. Il padrino, da cui probabilmente il piccolo Sylvain prese il nome, era Jean Silvain Cartaud, architetto della casata Borbone-Orléans - col titolo di «primo architetto del duca di Berry» - e membro dell'Académie royale d'architecture, il quale aveva sposato Jeanne Bailly (1677-1755), sorella di Nicolas Bailly. La madrina era invece Marguerite Le Brun, vedova di Pierre Guichon e nonna materna di Sylvain.
Poco si sa dell'infanzia di Bailly, ma i suoi biografi sono d'accordo sul fatto che fu spesa nello studio e nella solitudine. Bailly infatti non si allontanò dalla sua dimora durante l'infanzia per studiare in un istituto privato ma, probabilmente per un eccesso di «tenerezza» della madre, fu spinto a rimanere a casa, studiando sotto la supervisione dei genitori.
Per quanto riguarda il rapporto con il padre Jacques, come ricorda Arago nella sua biografia di Bailly, bisogna dire che fu piacevole per il piccolo Sylvain. I due avevano delle personalità ben differenti: il padre aveva un carattere leggero e svogliato; invece il giovane Sylvain aveva mostrato già precocemente un vivace intelletto e una forte passione per lo studio. Così Jacques fu l'unico vero e proprio elemento di allegria «rumorosa» nell'infanzia del giovane Bailly, che lo ricordava perciò affettuosamente. Per il padre un eventuale isolamento sarebbe stato fatale; la sua vita, irrequieta, era piena di movimento, tra uscite, piacevoli conversazioni e facili feste gratuite. Invece il figlio riusciva a rimanere da solo anche per giorni interi, restando addirittura in assoluto silenzio, né Sylvain ebbe mai bisogno di cercare la compagnia dei coetanei. Già nell'infanzia, scrive Arago, Bailly «era di una grande sobrietà sia nelle abitudini sia nei gusti».
Arago riporta proprio alcune parole rivolte dal padre ai suoi domestici o a qualche suo amico, dopo aver commesso una qualche piccola impudenza:
(Parole del padre di Bailly riportate nella Biographie de Jean-Sylvain Bailly di François Arago)
È ragionevole supporre che Sylvain, come figlio maggiore, fosse destinato a continuare la tradizione di famiglia nell'arte. E, in effetti, respirando arte in casa, Bailly quasi naturalmente si interessò dei principi artistici e ne fece studio «profondo e fecondo», diventando anche «un artista teoretico di primo lignaggio», anche se in realtà, diversamente dal padre che invece «disegnava splendidamente», Bailly non aveva mai imparato né a disegnare né a dipingere, se non mediocremente. Sainte-Beuve invece riporta che egli imparò a disegnare, ma non a dipingere. Sembra quindi che Bailly si fosse allenato sin da giovanissimo nella critica artistica, anche perché i suoi lavori furono sempre infarciti di riferimenti ai pittori. Tra i suoi libri pubblicati postumi, c'è una compilazione abbozzata, forse il profilo di un più ampio lavoro, intitolata Vie des peintres allemands. Questo potrebbe essere l'unico contributo di Bailly al mondo della critica d'arte, anche perché non ci sono conferme sul fatto che proseguì su questa strada. Anche se va detto che, secondo una testimonianza, non confermata, di Merard de Saint-Just, biografo di Bailly, egli non solo fu un esperto critico d'arte, ma addirittura «dimostrò davanti ai sovrani di Danimarca, di Svezia e a diversi principi stranieri, che come pittore teorico non era al di sotto della fiducia che si aveva sui suoi lumières».
Jacques e Sylvain avevano però entrambi un forte punto di contatto, un interesse comune: la poesia e il teatro. Jacques compose canzoni, intermezzi e parades, ossia scenette per i teatri itineranti utilizzati nella commedia dell'arte per attirare il pubblico. Due volumi con le sue commedie, Théâtre et œuvres mêlées, apparvero prima della sua morte, mentre il suo Catalogue des tableaux du cabinet du roi au Luxembourg apparve postumo nel 1777 e molto probabilmente attraverso gli sforzi di Jean-Sylvain). Verso il 1752 il giovane Bailly esordì a sedici anni con un lavoro serio e di lunga durata, una tragedia intitolata Clotaire: l'opera, tratta da una storia abbastanza antica, raccontava le torture che una barbara folla aveva fatto provare a un sindaco di Parigi e fu profetica, per ironia della sorte, del destino di Bailly. Lemontey dichiarò di aver letto il dramma, e i biografi successivi hanno generalmente accettato la sua dichiarazione. Sainte-Beuve, tuttavia, sembra sospettare che sia una leggenda. Merard de Saint-Just, invece, si riferisce a essa come semplicemente a «una tragedia in cinque atti e rimata».
Il lavoro era stato presentato all'attore e commediografo francese La Noue, amico del padre di Bailly, il quale, pur dando a Bailly un lusinghiero incoraggiamento, aveva francamente esposto le sue perplessità a proposito di un'eventuale esecuzione pubblica dell'opera. Su indicazione di La Noue, Bailly comunque riprese il soggetto di Ifigenia in Tauride per comporre un'altra opera teatrale, Iphigénie en Taurid, sperando in un maggior successo. Tale fu l'ardore di Bailly, che in soli tre mesi aveva già terminato il quinto atto della nuova tragedia e, dopo averla conclusa e revisionata, corse a Passy, dove si trovava La Noue, per sollecitarlo a prendere una nuova decisione, fiducioso questa volta di un responso positivo. Ma La Noue - leggendo l'opera - si rese conto che Bailly non era destinato alla carriera del teatro, e glielo disse in faccia senza mezzi termini. Bailly allora, amareggiato, decise di bruciare entrambe le tragedie, gettandole nel fuoco.
Del suo "periodo tragico" abbiamo soltanto alcune poésies fugitives, perlopiù versi occasionali in uno stile pastorale artificiale. Tra questi, i primi furono due Chansons del 1754 indirizzate a Madame M*** (probabilmente Martinot) e Madame H*** (probabilmente Haudigué). Queste donne, infatti, furono onorate per nome l'anno successivo con dei Prologues per le loro feste. Il fratello di Bailly, molti anni dopo, definì questi poemi «dei fiori che ha seminato molto tempo prima dei suoi primi passi nella carriera scientifica». In effetti Bailly continuò per tutta la vita a scrivere questi versi; alcuni di questi sono stati conservati dal suo amico e biografo Michel de Cubières. Cubières parlò anche di una commedia scritta da Bailly, dal titolo Le Soupçonneux, che, secondo lui, dimostrava che «Bailly aveva una grande conoscenza del mondo e anche un certo talento per la versificazione». Questo lavoro è comunque andato perduto.
In ogni caso, fortuitamente, avvenne l'incontro di Bailly con la matematica. Il suo primo insegnante fu, molto verosimilmente, il famoso matematico Robert Benet de Montcarville, cavaliere, docente al Collège Royal dal 1742 al 1770, prima come supplente di Joseph Delisle, quando questi andò in Russia, e infine come titolare di una cattedra di matematica, succedendo a François Chevalier. Egli si era offerto di insegnare questa materia a Bailly in cambio delle lezioni di disegno che il proprio figlio aveva ricevuto da Jacques. I genitori si misero d'accordo e Bailly incominciò a studiare matematica e geometria sotto la sua supervisione. I progressi di Bailly in questi nuovi studi furono veloci e brillanti.

### L'incontro con l'astronomia: allievo di Lacaille e Clairault

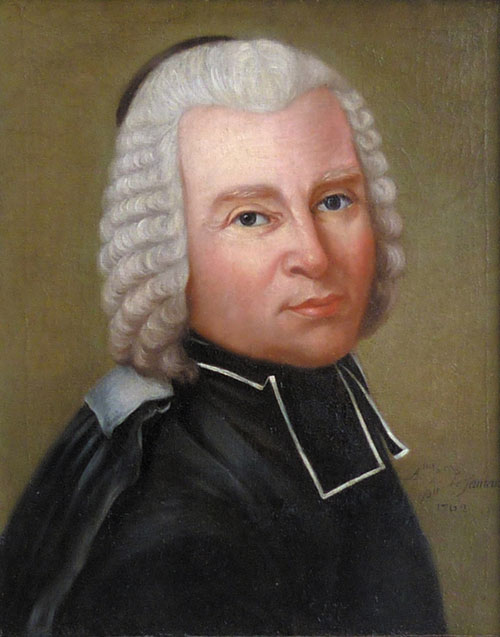
Nicolas-Louis de Lacaille

Eccellente giovane studente di matematica con una «memoria particolarmente estesa e un'inesauribile pazienza», Bailly poco tempo dopo ebbe un incontro provvidenziale per la sua carriera futura: era stato a casa di un'artista, Mademoiselle Lejeuneux, conosciuta in seguito come Madame La Chenaye, che Nicolas de Lacaille aveva incontrato per la prima volta Bailly. Egli era un insigne astronomo, membro dell'Académie des Sciences. Il contegno attento, serio, e modesto dello studente incantò il famoso astronomo, che dimostrò in maniera inequivocabile la sua ammirazione verso il giovane, offrendosi di diventare suo maestro e guida negli studi astronomici e promettendogli di metterlo in contatto con l'insigne astronomo Alexis Clairault. Si dice che sin dal suo primo incontro con Lacaille, Bailly abbia mostrato una decisa vocazione per l'astronomia. In effetti, al periodo della prima apparizione di Lacaille troviamo associate alcune delle indagini di Bailly più laboriose e difficili.
Comunque, già poco tempo dopo il primo incontro con Lacaille, quest'ultimo prese in grande simpatia il giovane Bailly, che fu da lui avviato, assieme all'altro maestro Clairault, ai misteri dell'alta matematica e dell'astronomia. Bailly poteva dunque fregiarsi di avere come insegnanti due dei più grandi astronomi di Francia, Lacaille, considerato «il più grande astronomo osservativo di Francia» e Clairault, «il più grande astronomo teorico».
La prima ricerca astronomica di Bailly fu legata al calcolo dell'orbita della cometa di Halley, basato sulle osservazioni fatte in tutta Europa nel 1759, anno in cui la cometa era riapparsa. In effetti Halley aveva annunciato che la cometa del 1682 era in realtà la stessa che era apparsa nel 1531 e nel 1607 e aveva predetto il suo ritorno tra la fine del 1758 e l'inizio del 1759. Il maestro di Bailly, Clairault, in un documento letto all'Académie des Sciences il 14 novembre 1758, predisse attraverso l'analisi matematica con il calcolo integrale (scoperto da Isaac Newton) che la cometa sarebbe stata al perielio il 13 aprile 1759. Questo calcolo era basato sulle influenze perturbanti di Saturno e Giove e aveva lo scopo di spiegare le variazioni nel periodo della cometa. A vent'anni di distanza Bailly era ancora abile di ricatturare l'eccitazione di questo evento astronomico: «questo ritorno doveva essere una prova sensibile per la ragione volgare; si doveva giustificare il fatto che Newton avesse assegnato alle comete delle curve chiuse e dei periodi regolari, come per i pianeti».

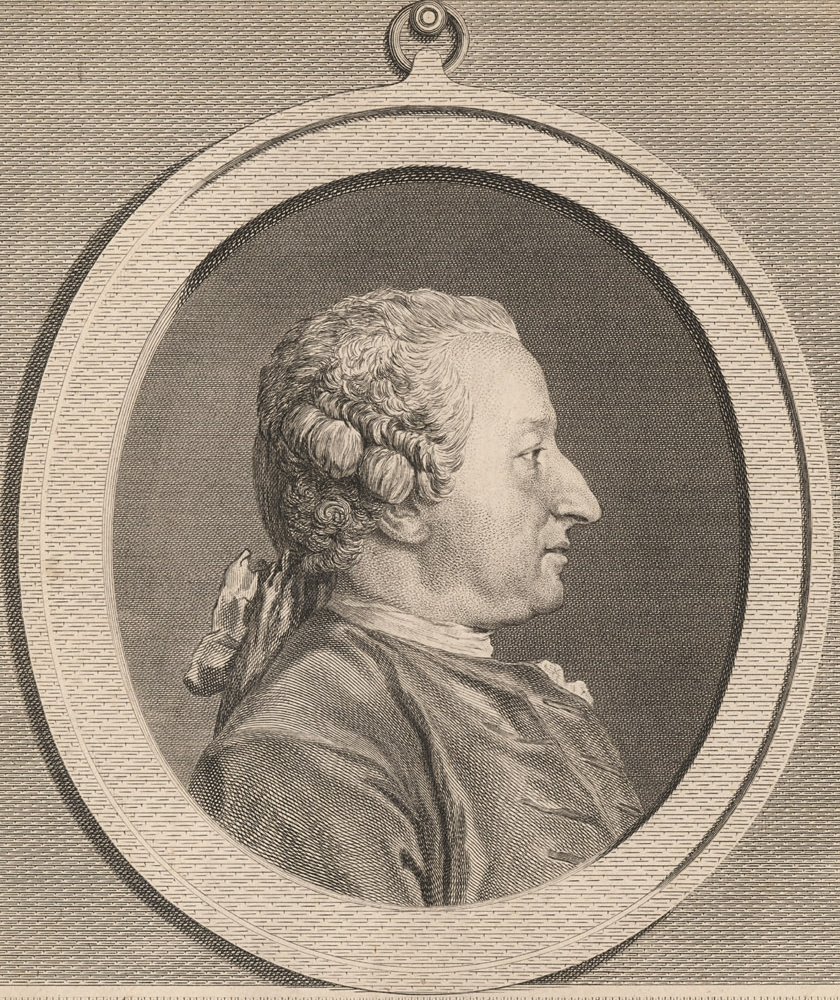
Alexis Claude Clairault

La cometa apparve inizialmente nel cielo verso la fine di dicembre 1758 e raggiunse il suo perielio il 13 marzo 1759, solo 22 giorni prima della predizione di Clairaut.
Così gli studi portati avanti dagli astronomi in quegli anni stabilirono che le comete erano corpi celesti distinti dalle meteore sublunari; non solo, le osservazioni dimostrarono definitivamente che molte di esse avevano, come orbite, delle curve chiuse, invece che parabole o mere e semplici linee rette; in altre parole, questi corpi avevano cessato per sempre di essere responsabili di superstizioni.
L'importanza di questi risultati sarebbe naturalmente stata proporzionale alla somiglianza tra l'orbita preannunciata dai calcoli matematici e l'orbita reale. Questo spinse moltissimi astronomi a darsi da fare, in tutta Europa, per calcolare l'orbita della cometa minuziosamente a partire dalle osservazioni fatte nel 1759. Alimentato dall'entusiasmo per questa scoperta appena fatta, Bailly fu uno dei molti zelanti matematici (Clairaut, d'Alembert ed Eulero furono i principali) che si mise a calcolare l'orbita della cometa, nel tentativo di ridurre il margine di errore del maestro Clairaut. A quanto pare, Lacaille ebbe molta fiducia nella capacità di calcolo del suo allievo, al punto che permise a Bailly di leggere davanti all'Accademia delle Scienze la relazione che il giovane astronomo aveva scritto sulla cometa: la Mémoire sur la théorie de la comète de 1759. Questo rapporto fu giudicato degno di essere stampato nella collezione di documenti dotti dell'accademia.
Il documento di Bailly includeva il calcolo del perielio della cometa, della longitudine del nodo ascendente e dell'inclinazione della sua orbita. Una delle sue osservazioni meritò addirittura un cenno di approvazione dal segretario dell'Accademia. Si legge sulla raccolta dell'Accademia: «Una delle più curiose osservazioni del signor Bailly nella sua memoria è che, assumendo due ellissi che hanno la stessa distanza dal perielio, la prima delle quali è coperta in 27.900 giorni, mentre la seconda in 27.735, allora il tempo che la cometa impiega per andare a 180 o a 90 gradi su entrambi i lati del perielio, sarà lo stesso tempo di 6′ 20″ in prossimità delle due ellissi; ne consegue che per quanto lunga sia l'apparizione di una cometa, non è possibile concludere con esattezza la durata della sua rivoluzione; è un'osservazione ingegnosa e ben appropriata per risparmiare dei tentativi inutili su questo punto».
Bailly risiedeva al Louvre. Era determinato a svolgere contemporaneamente studi teorici e pratici di astronomia avanzata e perciò si era fatto costruire un osservatorio, nel 1760, in una delle finestre del piano superiore della galleria sud che si affacciava sul Pont des Arts. Sebbene la galleria del Louvre, esposta a sud, sulla Senna, sembrava in una posizione abbastanza favorevole per le osservazioni astronomiche, Bailly non era completamente soddisfatto. Non c'era nulla da desiderare in termini di solidità; la stanza era realizzata interamente sulle volte, e gli strumenti poggiavano direttamente sulle pareti che, anche se erano spesse sei piedi, possedevano altri inconvenienti. La camera in sé aveva un'area di 5×6 piedi e impediva l'uso di grandi telescopi. C'era un piccolo balcone fuori dalla finestra e Bailly disponeva di un telaio che poteva essere spostato per alcune decine di pollici al di là della finestra; questo gli consentiva delle osservazioni sia a est sia a ovest. Nella pratica, tuttavia, la maggior parte delle sue osservazioni le doveva compiere al meridiano. Per i suoi scopi Bailly utilizzava uno strumento di transito con un sestante dal raggio di sei piedi. Anche così, però, le sue osservazioni erano limitate, perché non riusciva a vedere nulla a un'altitudine superiore ai 65°. Grazie al suo modesto osservatorio, Bailly poté comunque effettuare numerose osservazioni, registrando accuratamente le minuzie dei movimenti celesti. Le prime osservazioni fatte da lui sono datate agli inizi del 1760, quando il giovane alunno di Lacaille non aveva ancora 24 anni di età. Queste prime osservazioni, fatte con molta diligenza, si riferiscono alle opposizioni del pianeta Marte (7 marzo), di Giove (14 agosto) e di Saturno (17 settembre).
Queste osservazioni, come afferma lo stesso Bailly, sono state effettuate indipendentemente e scritte in una relazione. Anche se in realtà sappiamo che, comunque, l'osservatorio di Lacaille era collocato appena oltre il fiume, al Collège des Quatre-Nations, e sembrerebbe ragionevole supporre che Bailly fosse in costante comunicazione con il suo insegnante.
Nel giugno 1761 Bailly e Lacaille osservarono insieme il transito di Venere sul disco del Sole. Fu uno straordinario colpo di fortuna, per l'inizio della vita scientifica di Bailly, aver testimoniato e documentato in successione due degli eventi astronomici più interessanti dell'epoca: il ritorno predetto e ben definito di una cometa e un'eclissi parziale del Sole causata dalla congiunzione con Venere, evento che si ripete solo dopo un periodo di 110 anni. Sebbene meno spettacolare, la congiunzione tra Venere e il Sole fu infinitamente importante per gli scienziati che si aspettavano, attraverso i dati raccolti nelle osservazioni, per misurare più accuratamente la parallasse del Sole, e di conseguenza la sua distanza. L'Histoire de l'Académie royale des Science, dal 1757 in poi, è piena di osservazioni riguardanti questo evento e di dettagli relativi alla pianificazione di un'osservazione coordinata su di esso. Lacaille, ad esempio, l'osservò a Conflans-Sainte-Honorine mentre Bailly stava con lui. Infatti Bailly venne citato nel rapporto ufficiale di Lacaille proprio in virtù dell'aiuto che gli aveva dato. I due infatti avevano fatto delle osservazioni indipendenti e alla fine raffrontarono i risultati: quelli di Bailly confermavano i calcoli di Lacaille.
Nel settembre 1761 Bailly era ancora alla sua finestra del Louvre, impegnato con le opposizioni di Giove (21 settembre) e Saturno (30 settembre). Poco dopo egli probabilmente iniziò i suoi calcoli sui satelliti di Giove, ispirati alla soluzione de suo maestro Clairaut del problema dei tre corpi e dalla sua teoria della luna, perché Bailly lesse la sua prima relazione su tale materia all'Accademia delle Scienze il 27 marzo 1762. Nell'aprile dello stesso anno, Bailly osservò un'ulteriore opposizione di Marte. Il 17 maggio osservò una nuova cometa, nonostante i disagi dovuti al maltempo, della quale calcolò la traiettoria parabolica.
Sulla base di ulteriori osservazioni fatte tra il 4 giugno e il 25 giugno, Bailly determinò l'inclinazione dell'orbita della cometa, della posizione del suo nodo e la posizione/distanza del suo perielio. Il 26 giugno presentò queste informazioni all'Accademia delle Scienze. Nel mese di ottobre 1762 Bailly osservò un'altra opposizione di Saturno, mentre il 2 dicembre presentò all'Accademia il suo secondo documento sui satelliti di Giove.

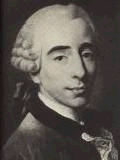
Bailly in giovane età

Questi tre documenti edotti, assieme alla partecipazione di Bailly all'osservazione e al calcolo dei due maggiori eventi astronomici (il ritorno della cometa di Halley e il transito di Venere) e assieme al patrocinio di Lacaille e Clairaut, due dei più stimati astronomi dell'epoca, permisero a Bailly di ottenere, alla giovane età di 26 anni, un seggio all'Académie des Sciences agli inizi del 1763.

### All'Accademia delle Scienze e ricerche sui satelliti di Giove
Bailly fu nominato membro dell'Accademia delle Scienze, secondo i biografi di Bailly, Lalande e Arago, e secondo Fernand-Lauren, il 29 gennaio 1763. Invece, secondo la fonte più ufficiale, Les Membres et les correspondants de l'Académie royale des Sciences, Bailly fu eletto il 27 aprile 1763. Bailly fu comunque nominato adjoint-astronome, rimpiazzando Guillaume Le Gentil che era diventato associé.
L'elezione all'Accademia delle Scienze come adjoint-astronome fu comunque altamente combattuta e non ebbe luogo in modo normale. Il Segretario Perpetuo dell'Accademia, Grandjean de Fouchy, la racconta come un'elezione controversa. Innanzitutto gli astronomi associés e pensionnaires, ovvero i membri più importanti, avevano proposto all'Accademia, per il seggio lasciato vacante da Le Gentil, quattro astronomi: Charles Messier, Edme-Sébastien Jeaurat, Thuillier e, ovviamente, Bailly. Si procedette dunque all'elezione ordinaria: ogni elettore aveva il dovere, per regolamento, di votare due dei candidati proposti. Questo perché l'Académie des Sciences doveva sempre presentare due nomi al re per ottenere la ratificazione, quello che aveva ottenuto più voti e il secondo classificato. Contando i biglietti si trovò che Bailly aveva ricevuto 14 voti mentre Messier e Jeaurat ne avevano ottenuti entrambi 13. Ma c'era un biglietto che fu dichiarato nullo, perché portava il solo nome di Jeaurat al posto dei due nomi che necessariamente dovevano essere apposti per regolamento. Gli scrutinatori fecero notare che, se questo biglietto avesse contenuto i nomi di Jeaurat e Messier, loro e Bailly avrebbero avuto un numero esattamente uguale di voti; mentre se questo biglietto avesse avuto il nome di Thuillier con quello di Jeaurat, allora quest'ultimo avrebbe avuto gli stessi voti di Bailly. Il presidente quindi rientrò nell'assemblea per proporre due possibilità: o designare il più votato e poi proseguire a uno scrutino tra i secondi, come prevedevano le normali procedure, oppure ricominciare l'elezione da zero. Si scelse di procedere normalmente; quindi, chi aveva ricevuto la maggior parte dei voti, ovvero Bailly, sarebbe stato considerato e sarebbe stato presentato come primo eletto qualunque fosse stato il numero di voti che avrebbe ricevuto colui che, tra i due arrivati secondi, sarebbe stato scelto; in conseguenza di ciò, si realizzò un ulteriore scrutinio tra Jeaurat e Messier e la maggior parte dei voti andò a Jeaurat, che ne ottenne 14 e risultò come secondo eletto. Fu poi deciso di inviare il certificato dell'elezione a Louis Phélypeaux, conte di Saint-Florentin, membro dell'Accademia e del governo, che perciò avrebbe comunicato i risultati al re.
Il matematico Joseph-Nicolas Delisle, che aveva sostenuto con forza Messier, raccontò alcuni dettagli in più in una lettera al conte di Saint-Florentin, affermando che poi si era scoperto che la persona il cui biglietto era stato dichiarato nullo si era dimenticata di scrivere proprio il nome di Messier assieme a quello di Jeaurat, e questo avrebbe completamente riaperto la partita.
In ogni caso, alla fine, il risultato di questo confronto fu che il re scelse Bailly come astronome-adjoint, in virtù dei più voti ricevuti, mentre Jeaurat fu scelto come adjoint surnuméraire. Messier dovette attendere ancora altri sette anni prima di essere ammesso all'Accademia.
Da quel momento lo zelo astronomico di Bailly non conobbe più alcun limite, grazie alla moltitudine di lavori letterari e scientifici che lui scrisse in pochissimi anni.
Nel conteggio dei lavori astronomici di Bailly, che lui eseguì dopo essere diventato membro dell'Accademia delle Scienze, bisogna aggiungere vari altri risultati ottenuti: una discussione su quarantadue osservazioni della Luna di La Hire, un lavoro dettagliato destinato a fungere da punto di partenza per qualsiasi persona che si occupava di teoria lunare, e infine la descrizione di 515 stelle zodiacali nell'Observations sur 515 étoiles du Zodiaque (pubblicato nel 1763), osservate precedentemente da Lacaille tra il 1760 e il 1761.
Le prime ricerche di Bailly sui satelliti di Giove iniziarono nel 1763. Come scrive Arago: «avendoli studiati in tutte le loro generalità, [Bailly] si mostrò un calcolatore infaticabile, un geometra chiaroveggente, e un osservatore operoso e capace. Le ricerche di Bailly sui satelliti di Giove, saranno per sempre la sua prima e principale rivendicazione di gloria scientifica».
Prima di lui, Giacomo Filippo Maraldi, James Bradley e Pehr Wargentin avevano scoperto empiricamente alcune delle principali perturbazioni che i satelliti di Giove subivano nei loro movimenti di rotazione attorno al pianeta; ma, fino ad allora, non erano ancora stati scoperti i principi di attrazione universale. Bailly fu il primo a muoversi in questo senso, comparando i precedenti dati sperimentali con le nuove teorie fisiche newtoniane.
Come Bailly stesso ricordava nelle sue Mémoires, sviluppò una serie di esperimenti, con l'aiuto dei quali ciascuna osservazione poteva dare l'istante preciso della scomparsa reale di un satellite, distinto dall'istante della scomparsa apparente, qualunque fossero la potenza del telescopio utilizzato e l'altezza del corpo eclissato sopra l'orizzonte e, di conseguenza, qualunque fossero la trasparenza degli strati atmosferici attraverso cui il fenomeno si osservava, la distanza di tale corpo dal Sole o dal pianeta e infine qualunque fosse la sensibilità della vista dell'osservatore. Tutte queste condizioni influenzavano notevolmente il tempo di scomparsa apparente. La stessa serie di osservazioni ingegnose e delicate portarono l'insigne astronomo, molto curiosamente, alla determinazione dei veri diametri dei satelliti, vale a dire, il diametro di piccoli punti luminosi che, con i telescopi allora in uso, non mostravano un diametro effettivamente percepibile. Bisogna osservare, in effetti, che i diaframmi utilizzati da Bailly non erano destinati solo a diminuire la quantità di luce che contribuiva alla formazione delle immagini, ma aumentavano considerevolmente il diametro, almeno nel caso di stelle.
Bailly pubblicò i suoi risultati, all'inizio del 1766, in un lavoro separato con il titolo di Saggio sulla teoria dei satelliti di Giove in cui l'autore, prima di esporre le conclusioni a cui era giunto, incominciava a parlare della storia degli studi astronomici sui satelliti di Giove. La storia conteneva un'analisi quasi completa delle scoperte di Maraldi, Bradley e Wargentin, mentre invece descriveva le fatiche di Galileo e dei suoi contemporanei con meno dettagli e precisione.
La conoscenza dei moti dei satelliti si basava quasi interamente sulla osservazione del preciso momento in cui ciascuno di essi scompariva, entrando nell'ombra conica che il grande globo opaco di Giove proiettava sul lato opposto al Sole. Nel corso di una discussione su una moltitudine di queste eclissi, Bailly non tardò a percepire che la computazione delle tabelle sui satelliti lavorava su dati numerici che non erano affatto paragonabili gli uni con gli altri. Questo sembrava di poca importanza nell'epoca antecedente alla nascita della teoria delle perturbazioni; ma, dopo la scoperta analitica delle perturbazioni, divenne opportuno stimare i possibili errori di osservazione e proporre mezzi per la loro, almeno parziale ma quantomeno significativa, eliminazione. Questo fu l'oggetto del notevole lavoro che Bailly avrebbe presentato all'Accademia nel 1771, ovvero la Memoria sulle disuguaglianze della luce dei satelliti di Giove.

### Le opere letterarie: gli elogi

Jean Baptiste Le Rond d'Alembert

Quando Bailly entrò nell'Accademia delle Scienze, il Segretario Perpetuo era Grandjean de Fouchy. La pessima salute del segretario aveva portato tutti a pensare a una morte imminente, e perciò a un posto vacante che si sarebbe presto liberato. Il famoso matematico ed enciclopedista d'Alembert vide in Bailly il probabile successore di Fouchy e gli propose di scrivere alcune biografie di insigni personaggi (necessarie per l'avanzamento nelle accademie), in modo tale da prepararsi a diventarlo. Bailly seguì il consiglio dell'illustre matematico e scelse come oggetto dei suoi studi, gli éloge proposti in numerose accademie, principalmente dall'Accademia di Francia.
Dall'anno 1671 fino all'anno 1758, il prix d'eloquence proposto dall'Accademia di Francia era relativo a questioni religiose e morali. L'eloquenza dei candidati avrebbe dunque dovuto esercitarsi sulla conoscenza dei temi religiosi più importanti: la salvezza, il merito, la dignità del martirio, la purezza dell'anima e del corpo, il pericolo esistente in taluni percorsi di vita che invece appaiono sicuri e così via. Addirittura i candidati dovevano parafrasare l′Ave Maria. Secondo le intenzioni letterali del fondatore (Jean-Louis Guez de Balzac), ogni scritto doveva essere concluso da una breve preghiera. Charles Pinot Duclos pensò, nel 1758, che ormai prediche simili tra di loro avevano esaurito completamente la questione religiosa, e su sua proposta l'Accademia stabilì che, in futuro, come premio per l'eloquenza si sarebbero presi in considerazione gli elogi dei grandi uomini della nazione. Nella lista dei questi patrioti nazionali figuravano all'inizio personaggi quali il Maresciallo de Saxe, René Duguay-Trouin, il Duca di Sully, D'Aguesseau e Cartesio. Più tardi, l'Accademia si sentì autorizzata a proporre éloge per i re stessi, richiedendo, all'inizio del 1767, l'elogio di Carlo V.
Bailly era entrato nelle liste dei candidati, scrivendo un elogio di Carlo V, ma il suo saggio ottenne solo una menzione d'onore.
Commentando l'éloge a Carlo V, Arago scrive: «Niente è più istruttivo che fare ricerche riguardanti le epoche nelle quali si erano originati i principi e le opinioni di quelle persone che poi agirono ruoli importanti sulla scena politica, e su come tali opinioni si fossero poi sviluppate. Con una fatalità molto deplorevole, gli elementi di queste indagini sono poco numerosi e raramente fedeli. Noi non dobbiamo esprimere questi rimpianti relativamente a Bailly: ogni composizione ci mostra la serena, candida, e virtuosa mente dell'insigne scrittore, attraverso un nuovo e vero punto di vista. L'elogio di Carlo V è stato il suo punto di partenza, seguito poi da una lunga serie di altri lavori».
Gli scritti approvati dall'Accademia di Francia non raggiungevano però gli occhi del pubblico se non dopo essere stati sottoposti alla severa censura di quattro Dottori in Teologia. Se siamo sicuri di possedere integralmente l'elogio di Bailly a Carlo V, lo possiamo intuire dalla penna dello stesso autore; se non abbiamo motivo di temere che nessun suo pensiero subì una qualche mutilazione, lo dobbiamo a un breve discorso che Bailly pronunciò durante una seduta dell'Accademia delle Scienze nel 1767. Questi pensieri, però, avrebbero sfidato, come scrive Arago, «le menti più schizzinose, la suscettibilità più oscure». «Il panegirista [Bailly] — continua Arago — srotola con emozione le disgrazie terribili che assalivano la Francia durante il regno di re Giovanni. La temerarietà, l'imprevidenza di quel monarca; le passioni vergognose del re di Navarra; i suoi tradimenti; l'avidità barbara della nobiltà; la sediziosa disposizione del popolo; i saccheggi sanguinosi delle grandi imprese; l'insolenza ricorrente dell'Inghilterra; esprimendo tutto questo senza veli, ma con estrema moderazione. Nessun tratto rivela, nessun fatto narrato prefigura l'autore come futuro presidente dell'Assemblea nazionale costituente, né tanto meno come sindaco di Parigi nel corso di una effervescenza rivoluzionaria».
Nel 1767 l'Accademia di Berlino premiò Bailly per il suo elogio di Leibniz. Il pubblico ne fu sorpreso: l'elogio a Leibniz di Bernard le Bovier de Fontenelle era stato così forte, completo e dettagliato che nessuno pensava potesse essere addirittura eguagliato. Ma quando il saggio di Bailly, incoronato in Prussia, fu pubblicato, le vecchie impressioni erano abbastanza cambiate. Molti critici affermarono che l'elogio di Bailly a Leibniz poteva essere letto con piacere e beneficio anche dopo quello di Fontenelle.
Bailly così scrisse nell'Elogio di Leibniz:
(Bailly nel suo Elogio di Leibniz.)
Nel 1768, Bailly ottenne l′accessit al prix d'eloquence proposto dall'Accademia di Rouen con il suo elogio a Pierre Corneille. «Leggendo questo lavoro [di Bailly] — scrive Arago — possiamo rimanere un po' sorpresi dalla distanza immensa che il modesto, timido e sensibile Bailly pone tra il grande Corneille, il suo prediletto autore teatrale, e Jean Racine».
Quando l'Accademia di Francia, nel 1768, propose una competizione per gli elogi a Molière, Bailly ottenne anche questa volta l'accessit, venendo sconfitto però da Chamfort. «Tuttavia — come scrive Arago — [...] forse mi permetto di affermare che, nonostante una certa inferiorità di stile, il discorso di Bailly ha offerto un più ordinato, più vero e più filosofico apprezzamento dei pezzi principali di quel poeta immortale [rispetto a quello di Chamfort]».
Non solo, Bailly scrisse anche un éloge, l′Elogio di Lacaille, dedicato al suo maestro Lacaille, scomparso nel 1762. Nell'elogio Bailly scrisse: «Non voglio aggiungere nulla agli onori che lui ha ricevuto; ma avrò onorato me stesso nel fare un suo elogio; quest'ultimo tributo mancava tra i doveri che mi sarebbe piaciuto fargli. [...] È stato grazie alla gentilezza di M. Lacaille che io ho potuto avere le mie prime conoscenze dell'astronomia; perciò permettetemi di elogiare il mio maestro. Non voglio essere incolpato ripetendo le lodi di un uomo illustre e virtuoso. Ma non si possono non aumentare i doveri dell'amicizia e della riconoscenza, e gli uomini utili non hanno mai abbastanza lodi».
Al periodo di questi "elogi" si potrebbe datare anche la germinazione di numerose idee di Bailly che trovarono la luce nelle opere successive, come l'Histoire de l'astronomie ancienne, le Lettres sur l'Atlantide de Platon e il Saggio sulle favole e sulla loro storia. In questo periodo Bailly inoltre imparò a essere articolato senza numeri e simboli, diversamente che dai suoi precedenti lavori scientifici. Gli elogi furono, dopotutto, pièces d'éloquence, e nello scriverli Bailly usufruì di un utile apprendistato, perché fu nel campo del espressione, nell'arte della scrittura, che Bailly avrebbe ottenuto il riconoscimento pubblico.

### Le elezioni a Segretario Perpetuo: la sconfitta contro Condorcet
Il 14 luglio 1770, Bailly salì di grado all'Académie des sciences, divenendo associé astronome e rimpiazzando Le Gentil, che era stato nominato vétéran.
D'Alembert, fin dal 1763, aveva incoraggiato Bailly a esercitarsi in uno stile di composizione letteraria molto apprezzato all'epoca, quello degli elogi, nella prospettiva, un giorno, di avere valide referenze letterarie per poter diventare Segretario Perpetuo dell'Accademia delle Scienze. Sei anni dopo, però d'Alembert aveva dato lo stesso suggerimento, e forse aveva teso le stesse speranze, a un giovane e promettente matematico, il marchese Nicolas de Condorcet. Condorcet, seguendo il consiglio del suo protettore, rapidamente scrisse e pubblicò degli elogi sui primi fondatori dell'Accademia: Huyghens, Mariotte e Rømer.

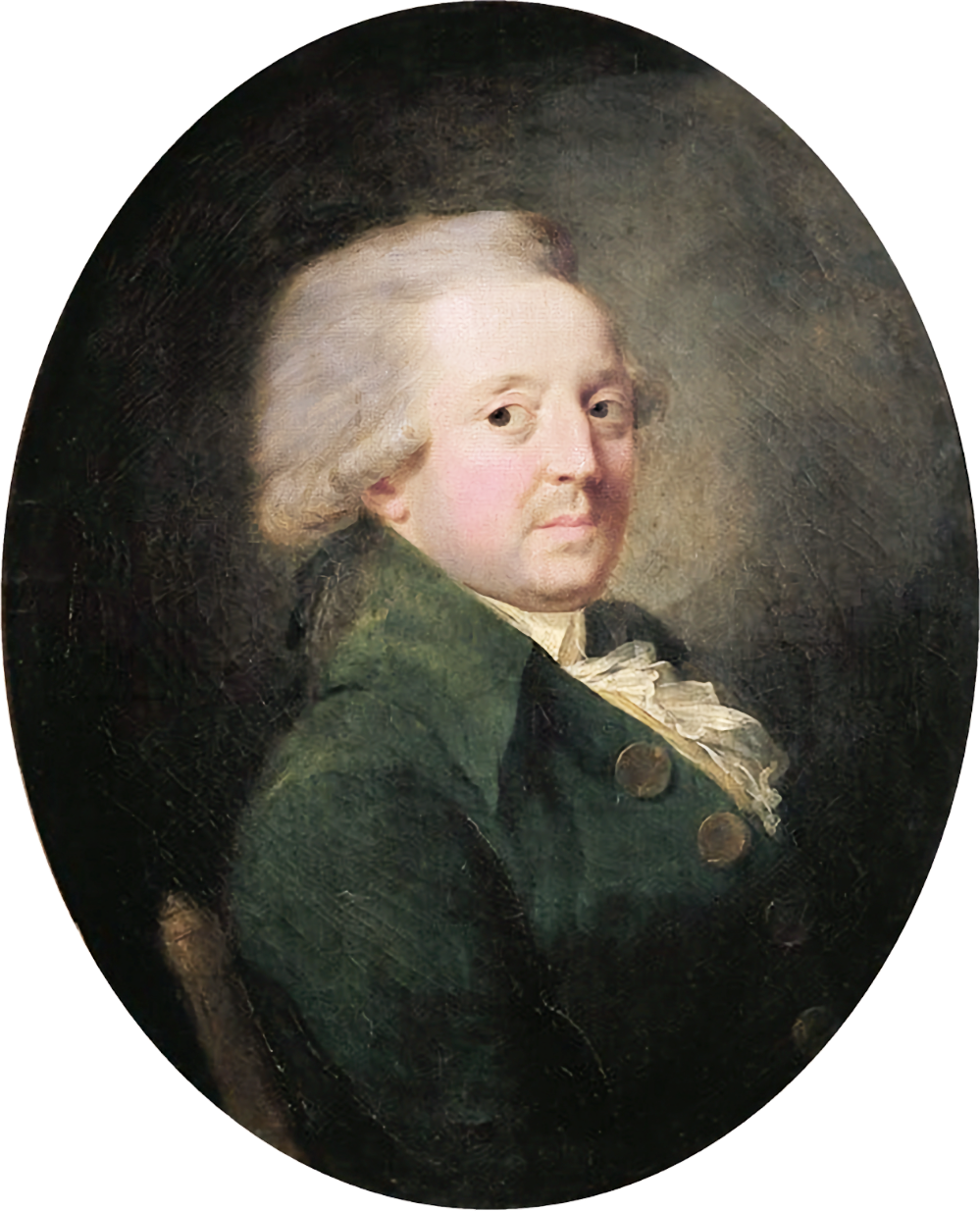
Nicolas de Condorcet

All'inizio del 1773, l'allora Segretario Perpetuo, Grandjean de Fouchy, chiese che Condorcet venisse nominato suo successore alla sua morte a condizione, ovviamente, che gli sopravvivesse. D'Alembert sostenne con forza questa candidatura. L'insigne naturalista Buffon sostenne invece, con uguale energia, Bailly; Arago riferisce che l'Accademia «per alcune settimane presentò l'aspetto di due campi nemici». Ci fu infine una battaglia elettorale fortemente contestata: il risultato fu la nomina di Condorcet a successore di de Fouchy.
La rabbia di Bailly e dei suoi sostenitori trovò sfogo con accuse e termini «di asprezza imperdonabile». Si disse che d'Alembert aveva «bassamente tradito i valori dell'amicizia, dell'onore, e i principali principi di probità» alludendo alla promessa di protezione, sostegno, e cooperazione fatta con Bailly che risaliva a dieci anni prima.
In realtà era più che naturale che d'Alembert nel dover pronunciare il suo sostegno a uno tra Bailly e Condorcet, diede la sua preferenza al candidato che più dell'altro si occupava di alta matematica, e dunque a Condorcet. Gli elogi di Condorcet erano, inoltre, per il loro stile, molto più in sintonia con quelli che l'Accademia aveva approvato nel corso dei tre quarti di secolo precedenti.
Prima della dichiarazione di Grandjean de Fouchy su Condorcet, d'Alembert aveva scritto a Voltaire il 27 febbraio 1773, rispetto alla raccolta di opere di Condorcet: «Qualcuno mi ha chiesto l'altro giorno quello che pensavo di quel lavoro. Ho risposto scrivendo sul frontespizio: "Giustizia, correttezza, conoscenza, chiarezza, precisione, gusto, eleganza, e nobiltà"». E Voltaire gli rispose, il 1º marzo: «Ho letto il piccolo libro di Condorcet: è buono nei suoi capitoli come gli elogi di Fontenelle. C'è una filosofia nobile e modesta in questo libro, anche se audace».
In realtà, tra gli elogi di Bailly, ve ne era uno, già nominato precedentemente, quello dedicato all'abate de Lacaille, che non essendo stato scritto per un'accademia letteraria, non mostrava alcuna traccia declamatoria, e poteva, secondo Arago, addirittura «competere con alcuni dei migliori elogi di Condorcet». Tuttavia, curiosamente, la biografia elogiativa su Lacaille contribuì, forse tanto quanto l'opposizione di d'Alembert, a frantumare le aspirazioni accademiche di Bailly: infatti il segretario de Fouchy aveva già scritto un elogio a Lacaille prima di lui. Bailly nell'esordio del suo elogio aveva chiesto di non essere colpevolizzato per questa ragione, esprimendo anzi la speranza di non aver scontentato de Fouchy nell'aver voluto in qualche modo proseguire le sue orme decidendo anche lui di elogiare Lacaille.
Bailly, in effetti, non fu incolpato "a voce alta"; ma de Fouchy, quando iniziò a meditare sul suo ritiro, senza tante storie, senza mostrarsi offeso nel suo amor proprio, apparentemente modesto, nello scegliere un assistente che fosse anche il suo successore, selezionò qualcuno che non si era impegnato a ripetere i suoi elogi; qualcuno che non aveva trovato «insufficiente» la sua biografia. E come scrive Arago «Questa preferenza non fu ininfluente nel risultato della competizione».

### A Chaillot: le opere famose
Bailly, anche se membro della Sezione Astronomica dell'Accademia delle Scienze non era obbligato a risiedere sempre a Parigi. Anzi, se voleva poteva ritirarsi in campagna, per sfuggire dai ladri che abbondavano soprattutto nella metropoli. Bailly sì stabilì a Chaillot nella metà degli anni 1770, forse anche perché amareggiato dalla sconfitta all'accademia. E fu proprio a Chaillot che Bailly compose le sue opere più importanti.
Ogni mattina Bailly si alzava presto dalla sua «umile dimora» a Chaillot; si recava al Bois de Boulogne, e lì, a piedi, per molte ore ogni volta, elaborava le idee destinate ai suoi libri. Bailly non iniziava a scrivere i suoi saggi fino a quando non li aveva completati nella sua mente. Come riferisce Arago: «La sua prima copia era sempre una bella copia.»
Mentre risiedeva a Chaillot inoltre Bailly fu un frequente visitatore della casa del ceroplasta e fisico svizzero Philippe Curtius dove alcuni dei più importanti scienziati della città si riunivano regolarmente.

#### La tetralogia sulla storia dell'astronomia e leLettresa Voltaire
(Bailly abbozza il piano del suo lavoro in poche righe.)
Nel 1775, Bailly aveva pubblicato un volume in quarto, dal titolo Histoire de l'astronomie ancienne, depuis son origine jusqu'à l'établissement de l'école d'Alexandrie, in cui si descriveva l'evoluzione dell'astronomia antica, dalla sua origine fino alla fondazione della scuola di Alessandria. Un lavoro analogo per il lasso di tempo successivo, compreso tra la fondazione della scuola di Alessandria e il 1730, apparve nel 1779 in due volumi, nell'Histoire de l'astronomie moderne, depuis la fondation de l'école d'Alexandrie jusqu'à l'époque de 1730. Un ulteriore volume fu pubblicato tre anni più tardi, nel 1782 con il titolo Histoire de l'astronomie moderne, jusqu'à l'époque de 1782. La quarta e ultima parte di questa immensa composizione, il Traité de l'astronomie indienne et orientale, fu invece pubblicato alcuni anni più tardi, nel 1787.
Quando Bailly aveva incominciato a progettare un'opera completa di tutta la storia dell'astronomia, non esisteva ancora niente del genere. C'erano stati degli scritti o su qualche spunto storico particolare, o sulla descrizione di alcuni episodi specifici, ma nessuno si era mai preoccupato di illustrare in modo integrale tutta la storia dell'astronomia. Un libro di Weidler, pubblicato nel 1741, che si avvicinava a questo proposito, era però in realtà una semplice nomenclatura dei principali astronomi di ogni paese ed epoca in cui erano specificate in maniera abbastanza schematica le date di nascita e di morte e i titoli delle opere più importanti e non una vera e propria descrizione dettagliata di tutta la storia dell'astronomia.
Bailly aveva in mente il contrario: una descrizione dettagliata del progresso storico dell'astronomia a partire dalle prime osservazioni fino all'epoca a lui contemporanea, per culminare in qualche modo con l'ammirazione di quell'«edificio basato sul lavoro di tutti i secoli e di tutti i popoli». Questo programma completo essenzialmente coinvolgeva nell'opera due punti nodali: una discussione attenta e abbastanza tecnica delle varie scoperte e numerosi confronti di una vasta quantità di antiche e moderne osservazioni. Se l'autore avesse completamente mescolato queste discussioni con l'intero corpo dell'opera, allora il libro sarebbe stato troppo tecnico e quindi comprensibile esclusivamente per gli astronomi. Se invece avesse soppresso tutte le discussioni, il libro avrebbe catturato l'attenzione soltanto di qualche dilettante interessato, e non dei professionisti del mestiere. Per evitare questo doppio pericolo, Bailly aveva deciso di scrivere un racconto sì allacciato in tutte le sue parti, ma narrando soprattutto la quintessenza dei fatti, scegliendo altresì di posizionare le prove e le discussioni delle parti meramente congetturali in capitoli separati sotto la denominazione di éclaircissements.
All'inizio dell′Histoire de l'astronomie ancienne, dopo aver dichiarato che sarebbe partito dalle primissime origini dell'astronomia, Bailly incomincia una pura speculazione storica - e spesso mitica - nel primo capitolo, sull'Astronomia Antidiluviana. La conclusione principale alla quale giunge, dopo un attento esame di tutte le idee positive che l'antichità aveva lasciato è che più che elementi veri e propri, ciò che abbiamo sono solo frammenti di una scienza astronomica delle antiche culture come quella caldea, quella indiana, e quella cinese.
Dopo aver trattato alcune idee di Pluche, Bailly scrive: «Il campo delle possibilità è immenso, e anche se la verità vi è contenuta, spesso non è facile distinguerla.»
Le opere di Bailly, essendo accessibili a un pubblico variegato, pur senza perdere il carattere di lavori seri e colti, contribuirono a diffondere delle nozioni precise di astronomia sia tra letterati sia nella società in generale. Nel 1775, Bailly inviò il primo volume della sua storia a Voltaire. Per ringraziarlo del regalo, Voltaire indirizzò all'autore una lettera molto lusinghiera, in cui scrisse: «Devo dirle molte grazie, perché nello stesso giorno ho ricevuto sia un grande libro sulla medicina sia il suo e, quando ero ancora malato, il primo non l'ho aperto, mentre il secondo l'ho letto invece quasi interamente, e devo dirle che adesso mi sento molto meglio.» Voltaire, infatti, aveva letto l'opera di Bailly con grande interesse, e gli aveva proposto anche alcune questioni, non convenendo su alcune opinioni dell'astronomo parigino. Bailly sulla base delle domande propostegli da Voltaire sentì in seguito la necessità di sviluppare nei libri successivi alcune idee che nell′Histoire de l'astronomie ancienne, erano solo state accennate. Queste sono state l'oggetto del volume che Bailly aveva pubblicato nel 1777 sotto il titolo di Lettres sur l'origine des sciences, et sur celle des Peuples de l'Asie, indirizzata a Voltaire e basata proprio sulla corrispondenza epistolare tra i due (Bailly infatti gli aveva scritto ben 24 lettere). Lo svolgimento dell'opera infatti si dispiegava attraverso le lettere che Voltaire gli aveva mandato e i problemi che aveva sollevato riguardanti non soltanto le origini delle scienze astronomiche ma anche le origini delle civiltà. Bailly qui, come nelle opere precedenti, tralascia l'interesse puramente scientifico e si preoccupa di trovare una spiegazione storico/mitica su come si sia sviluppata la scienza ai suoi albori elaborando una teoria tutta sua che coinvolgeva il mito di Atlantide e del diluvio universale.
Nelle Lettres Voltaire e Bailly hanno posizioni opposte: se il filosofo di Ferney riteneva che i bramini fossero il popolo più antico del mondo, Bailly, al contrario, pensava che lo fossero gli sciti, e che fossero al contempo i padri delle scienze asiatiche.
«Se vedesse, Mons. [Voltaire] – scrive Bailly nella sua seconda lettera – la casa di un contadino costruita da sassi mescolati a frammenti di colonne, in un bellissimo stile architetturale, non concludereste che erano i resti di un palazzo, costruito da un architetto più affidabile e antico degli abitanti di quella casa? I popoli dell'Asia, eredi di un popolo pre-esistente, che aveva generato le scienze, o almeno l'astronomia, erano depositari e non inventori. Questo ritengo sia vero anche nei confronti degli Indiani; e mi sforzerò di dimostrarlo più dettagliatamente. Aggiungo che alcuni fatti astronomici possono essere sperimentati solo ad una latitudine considerevolmente elevata in Asia: e questo è perfettamente vero. Considerando che questi fatti sono estremamente antichi, ho pensato che potrebbero servire per individuare il paese di un popolo primitivo. Ho congetturato che le scienze, prima crescendo a queste alte latitudini, sono poi scese verso l'equatore, "illuminando" gli Indiani e Cinesi; e che, contrariamente all'opinione accettata, la luce viaggiò da Nord a Sud. Io ho fatto questa conclusione, non come una verità dimostrata, ma come un'opinione altamente probabile; e ho finito con una sorta di romanzo filosofico. La miglior parte delle favole antiche, considerate da un punto di vista fisico, sembrano appartenere alle regioni settentrionali del globo: si potrebbe pensare che la loro interpretazione unificata permetta di tracciare le successive fasi del genere umano e il loro percorso dal Polo verso l'Equatore, in cerca di calore, e giorni di lunghezza più uguale».
Le quattro più grandi civiltà dell'Asia erano quella cinese, quella persiana, quella assiro-caldea e quella indiana; Bailly trova presso queste civiltà solo frammenti sparpagliati delle arti e delle scienze, e nega le notizie che ne attribuiscono a loro la paternità. Le sue argomentazioni sono principalmente tratte da considerazioni di tipo astronomico.
Nel 1779, Bailly pubblicò una seconda raccolta, come seguito alla precedente, intitolata Lettres sur l'Atlantide de Platon et sur l'ancienne histoire de l'Asie anch'essa organizzata sulla base della accesa corrispondenza tra Voltaire e Bailly. Voltaire era comunque morto prima che le lettere venissero pubblicate, ma Bailly continuò a rivolgersi a lui e anzi, scrisse nella prefazione: «Queste lettere non hanno intenzione di convincere M. De Voltaire; non è all'età di 85 anni che si possono cambiare le proprie opinioni per quelle opposte. [...] La morte di M. De Voltaire non ha in alcun modo cambiato la forma del dialogo utilizzata nelle prime lettere; da autore, sento ancora l'onore di parlare con M. de Voltaire. [...] Una persona è sospettata di adulazione solo lodando i vivi: ebbene io da autore, invece, mi congratulo per aver dato omaggio alle ceneri di un grande uomo.»
Nelle lettere Bailly pensa che sia strano che non ci sia alcuna informazione su questa antica civiltà fondatrice delle scienze e che, secondo lui, aveva istruito i Cinesi, così come gli Indiani, i Persiani e tutti gli altri popoli. Per rispondere a queste difficoltà ipotizza dunque che alcune civiltà del passato sono scomparse senza lasciar traccia della propria esistenza: ne cita cinque diverse e tra queste vi è quella di Atlantide. Bailly non accettava lo scetticismo di Aristotele, secondo il quale Atlantide fosse esclusivamente una finzione creata dal maestro Platone. Secondo l'astronomo francese, Platone invece parlava seriamente degli Atlantidei come di una popolazione istruita e sofisticata, ma distrutta e dimenticata. Però rifiutava l'idea che le Canarie fossero le rovine sommerse di Atlantide, anzi posizionava Atlantide a Spitsbergen, in Groenlandia, una zona ben più vivibile anticamente in base alle teorie paleoclimatiche di Buffon.

#### L'incontro con Benjamin Franklin

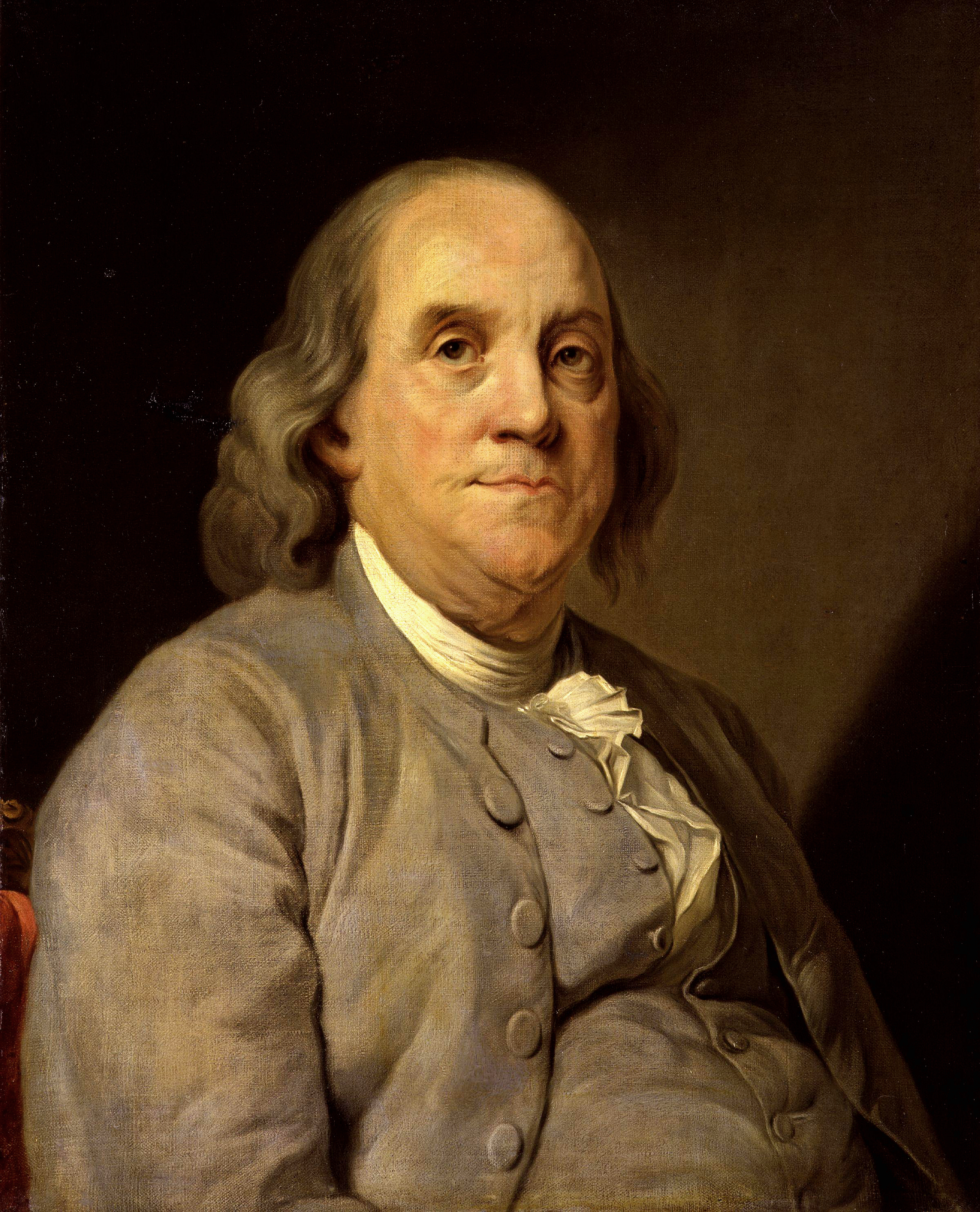
Benjamin Franklin

Bailly diventò amico intimo di Franklin al termine del 1777.
Il primo incontro tra i due fu abbastanza strano, almeno secondo i commentatori dell'epoca. Franklin arrivò nell'autunno del 1777 come ambasciatore americano in Francia: molto probabilmente arrivò con alcuni pregiudizi stereotipati sui francesi (sul loro essere loquaci, pettegoli e chiacchieroni). Franklin alloggiava proprio a Passy, precisamente in via Singer 1, nelle vicinanze di Chaillot dove abitava Bailly. Poiché ormai era diventato praticamente un vicino di casa, Bailly sentì il dovere di visitare un uomo tanto importante. Bailly si presentò e fu annunciato a Franklin il quale, conoscendo la sua reputazione, gli diede cordialmente il benvenuto. Dopo essersi scambiati alcune parole occasionali Bailly si sedette vicino a lui e, con discrezione, iniziò ad aspettare che gli venisse posta una qualche domanda; era passata circa mezz'ora ma Franklin non aveva ancora aperto bocca. Bailly allora prese la sua tabacchiera, e la porse al vicino senza una parola; Franklin con un cenno della mano fece segno di non voler fumare. L'incontro silenzioso continuò un'altra mezz'ora, dopodiché Bailly finalmente si alzò. E mentre l'astronomo francese era sul punto di salutare, Franklin, deliziato di aver finalmente trovato un francese che potesse rimanere in silenzio così a lungo, gli diede la mano e gliela strinse con molto affetto esclamando: «Molto bene, signor Bailly, molto bene!»
Saint-Albin Berville, nelle Notice sur la vie de Bailly, scrisse: «Bailly amava raccontare questo aneddoto e spesso diceva che "Molto bene" erano state le uniche parole che aveva mai ottenuto da Franklin quando fu da solo con lui».
L'amicizia comunque perdurò a lungo per tutta la permanenza di Franklin in Francia, fino al 1785. I due continuarono a scriversi lettere, a incontrarsi, disquisendo di questioni scientifiche e collaborarono in seguito insieme all'indagine sul mesmerismo.

#### L'adesione allaLoge des Neuf Sœurs
I primi anni a Chaillot Bailly sembra averli comunque spesi largamente nello studio e nella scrittura, ma Bailly non era un recluso. Egli diventò un frequentatore del salone di Fanny di Beauharnais, attraverso cui, probabilmente incontrò Michel de Cubières, Jean Dussaulx, e Merard de Saint-Just.
L'amicizia che aveva sviluppato con Franklin fu probabilmente responsabile della sua affiliazione alla Loge des Neuf Sœurs. Bailly, infatti, era ormai pronto per la dottrina extra-religiosa della massoneria.
La massoneria in Francia nella metà del XVIII secolo comprendeva sia un gruppo attivo di logge "ortodosse", ovvero fondamentalmente basate sul modello inglese, che insegnavano la filosofia newtoniana sia un altro gruppo, altrettanto attivo, di logge aristocratiche e rituali sotto il patrocinio delle grandi famiglie nobili, di una famiglia reale neutrale e di un clero che, in assenza di ordini specifici, era libero di comportarsi come voleva.
Inizialmente le logge erano il terreno comune di incontro dei philosophes, dei borghesi, degli uomini di chiesa, e dei nobili. Erano l'unico luogo in cui gli tutti i savants, indipendentemente dal rango sociale, dalla ricchezza o dalla religione, potevano incontrarsi sullo stesso piano. Il catalizzatore era la civilizzazione razionalista, scientifica e commerciale dell'Inghilterra, e ovunque in tutto il mondo nel corso del XVIII secolo i massoni inglesi erano attivi nella diffusione della dottrina della pace, della fratellanza e del progresso, in altre parole di quello che alcuni studiosi chiamano grand ordre. Questo fu senza dubbio l'aspetto della massoneria che a cui facevano appello Montesquieu, Voltaire, Benjamin Franklin, Condorcet e certamente anche Bailly.
Nel 1766, Jérôme Lalande aveva già fondato assieme a Claude-Adrien Helvétius la piccola loggia Les Sciences a Parigi, che ottenne il riconoscimento del Grande Oriente di Francia nel 1772. Helvétius, che come matematico, come discepolo di Condillac, e come autore dell'opera De l'Esprit difficilmente avrebbe potuto essere in accordo con le tendenze gerarchiche della massoneria francese, si dice che avesse poi proposto a Lalande qualche tempo dopo il 1767 la formazione di una loggia per scienziati, letterati, artisti, e in generale di persone distinte per la cultura. Non fu, però, fino al 1776, cinque anni dopo la morte Helvétius, che la loggia fu ufficialmente aperta col nome di Les Neuf Sœurs, per un totale di dieci membri. L'anno successivo invece c'erano già sessanta membri; nel 1779, circa centosessanta.
Come Lalande, anche Benjamin Franklin divenne Maestro Venerabile, mentre Court de Gébelin fu Segretario della loggia. Eccellendo nella filosofia, la loggia Les Neuf Sœeurs, era però costantemente in contrasto con il Grande Oriente e solo il fatto che Benjamin Franklin fu nominato maestro li salvò dalla dissoluzione.
Lo stesso Bailly fu, molto probabilmente, membro della loggia Les Neuf Sœurs. Sebbene il suo nome non appaia negli elenchi dei membri, il gesuita francese Augustin Barruel lo include assieme ad altre ventotto persone che similarmente non apparivano in quelle liste. Il massone Louis Amiable dimostrò che sei di questi appartennero sicuramente alla loggia (uno di loro, Claude-Emmanuel de Pastoret, ne fu addirittura Maestro Venerabile), mentre definì i restanti dei "probabili" membri. Bailly cade in quest'ultima categoria. È probabile che Bailly sia diventato membro della Loggia dopo il 1784, proprio nel periodo in cui i documenti ufficiali sono carenti, ma la sua affiliazione potrebbe essere iniziata anche in precedenza in considerazione del gran numero degli amici personali, dei corrispondenti, e dei colleghi dell'Accademia delle Scienze (così come, più tardi, i futuri colleghi dell'Accademia francese e del governo rivoluzionario) molti dei quali erano membri della Loggia quasi dalla sua nascita. Tra questi vi sono, oltre ai già citati Lalande, Franklin e Gébelin, anche Voltaire, Nicolas de Condorcet, il poeta Jean-Antoine Roucher, lo scrittore Michel de Cubières e il medico Joseph-Ignace Guillotin. Tra gli altri appartenenti, i cui nomi sarebbero presto stati associati a Bailly, c'erano Camille Desmoulins, André Chénier, Jérôme Pétion de Villeneuve e l'abate Emmanuel Joseph Sieyès.
Eppure, nonostante i suoi apprendimenti newtoniani, la loggia Les Neuf Sœurs non era affatto esente dal cabalismo e dall'interesse per gli «spiriti che presiedono agli astri». Il poeta Évariste de Parny catturò lo spirito di questa loggia - lo stesso spirito che anima le opere speculative di Gèbelin e Bailly - quando scrisse la sua Cantate pour la Loge des Neuf Sœurs:
Ainsi que le repos, les arts sont nécessaires.

Qu'ils renaissent toujours chéris,

La France à leurs bienfaits est encore sensible;

Et nos fidèles mains de leur temple paisible

Relèvent les nobles débris.»
Oltre che il riposo, sono necessarie le arti.

Essi rinascono sempre cari,

La Francia è ancora sensibile ai loro benefici;

E le nostre mani fedeli del loro tempio pacifico

Rilevano i nobili detriti.»
(Parny nella Cantate pour la Loge des Neuf Sœurs.)
L'esistenza de Les Neuf Sœurs era la giusta prova che gli ideali espressi del grand ordre esistevano sia tra i philosophes più razionalisti, sia tra i savant più speculativi. Questi ideali attiravano numerosi uomini illuminati, perché erano basati sia sulla scienza sia sulla storia e affermavano di essere documenti autentici delle grandi leggi cosmiche, con dei titoli di legittimità che risalivano alla stessa origine del mondo. La storia non era più un semplice oggetto di curiosità puramente antiquaria, ma un deposito di verità e conoscenze che avrebbero potuto portare, nella loro visione, alla nuova età dell'oro.

#### Il Saggio sulle favole
Il Saggio sulle favole e sulla loro storia fu scritto immediatamente dopo la pubblicazione dei lavori precedenti. L'opera fu elaborata rapidamente e in forma epistolare: le lettere furono tutte scritte infatti tra il 30 giugno e il 4 ottobre 1782. In totale erano 20 lettere, rivolte alla poetessa Anne-Marie du Boccage, ed erano intese come la continuazione delle Lettres con Voltaire:
(Bailly nel Saggio sulle favole e sulla loro storia.)
La scelta di madame du Boccage come nuova "génie tutélaire" (ovvero "angelo custode") potrebbe essere stata suggerita a Bailly dalla stima, piuttosto esagerata, che Voltaire aveva mostrato verso di lei. Il libro fu comunque pubblicato soltanto dopo la morte di Bailly, nel 1799, e solo in forma incompleta, perciò non ebbe alcuna influenza durante la vita dell'autore. Nell'opera Bailly ripete spesso il concetto secondo il quale tutte le leggende nascondono un fondo di verità storica. Del resto la parola fabula, come puntualizza Bailly, deriva da fas, faris, ovvero "parlare"; mentre la parola "mito" deriva dal greco mythos, ovvero "discorso". Favola e mito di conseguenza, sono dei resoconti, dei racconti, e come tutti i racconti anch'essi si basano sia sulla memoria di fatti storici precedenti sia, ovviamente sull'immaginazione. Basare la propria indagine storica sulle favole e sui miti diventa quindi una scelta non solo possibile, ma anche deontologicamente rispettabile, purché però si faccia coerentemente differenza tra ciò che è realistico, e quindi verosimilmente basato sulla verità storica, e ciò che invece è pura e semplice immaginazione poetica.

### L'ingresso nell'Accademia francese
Il 21 maggio 1783 Bailly era stato eletto all'Accademia delle Scienze di Haarlem.
Per quanto riguarda invece l'ammissione all'Académie française, essa fu alquanto problematica. Bailly non vi riuscì per tre volte, prima di essere finalmente ammesso. Egli sapeva per certo che questi risultati a lui sfavorevoli erano effetto dell'aperta ostilità da parte dell'influente d'Alembert. In una delle votazioni per l'ammissione all'accademia ottenne 15 voti contro, ancora una volta, Condorcet che fu eletto con 16 voti grazie a una manovra con cui d'Alembert fece avere a quest'ultimo il voto del conte de Tressan, fisico e scienziato. L'opposizione di d'Alembert cessò solamente con la morte di quest'ultimo. Scoraggiato e indispettito, in una situazione avvelenata come questa, Bailly trovò comunque il cordiale supporto dell'amico Buffon.
L'11 dicembre 1783 Bailly riuscì a essere però eletto, e fu così nominato membro dell'Académie française al posto proprio di de Tressan, morto nell'ottobre dello stesso anno. Nel medesimo giorno, ne entrò a far parte anche il diplomatico Choiseul-Gouffier che successe a d'Alembert (anch'egli morto nell'ottobre del 1783). Questa contemporanea doppia nomina permise in qualche modo a Bailly di fuggire dalle facili dicerie e dai sarcasmi vari che gli aspiranti accademici non mancavano mai di sfogare contro qualcuno che era riuscito a ottenere l'ammissione a entrambe le accademie più prestigiose di Francia (Bailly, già dal 1763 era infatti membro dell'Accademia delle Scienze).
Bailly pronunciò il suo discorso di accoglimento il 26 febbraio 1784, in cui oltre a essere costretto a celebrare con cortesia i meriti del suo predecessore, de Tressan (sebbene avesse molti motivi per non farlo), egli disquisisce anche della bontà delle nuove tecnologie che hanno permesso all'uomo di realizzare cose prima considerate impossibili, come volare:
(Bailly nel suo Discours de réception.)

### Indagine sul mesmerismo (magnetismo animale)

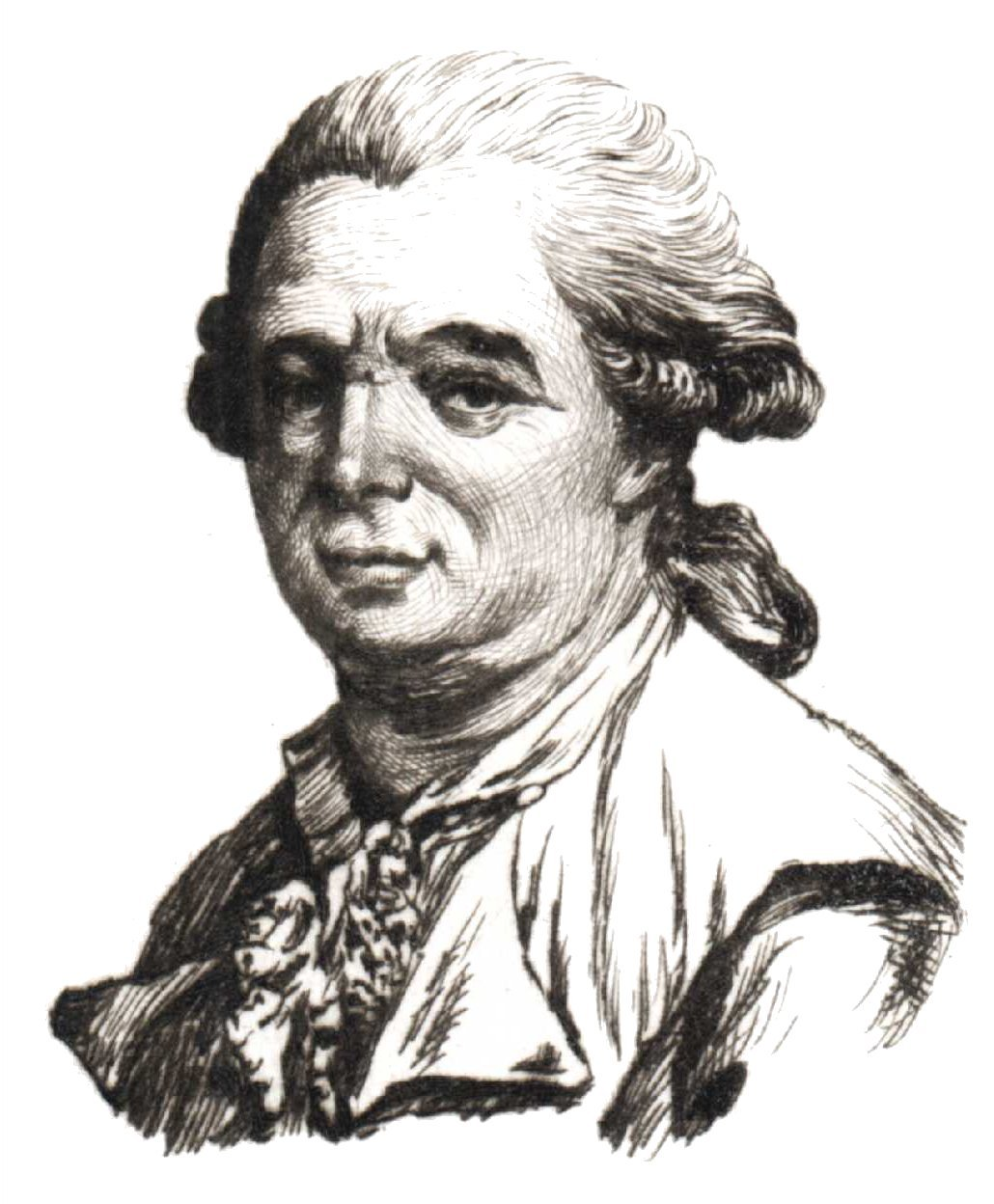
Franz Anton Mesmer

All'inizio del 1778, il medico e fisico tedesco Franz Anton Mesmer si era stabilito a Parigi. Era considerato — scrive Arago — «una persona strana». Il suo governo lo aveva espulso: gli erano stati imputati atti di singolare ciarlataneria ed eccessiva sfrontatezza.
Il suo successo, comunque, superò tutte le aspettative. Arago ironicamente scrive che addirittura «Gluckisti e Piccinniani si dimenticarono delle rispettive differenze per occuparsi esclusivamente del nuovo arrivato».
Mesmer reputava di aver scoperto un agente fisico, un "fluido universale", comune a tutti i corpi animati, alla Terra e ai corpi celesti, ancora totalmente sconosciuto alla scienza. Inizialmente chiamato "gravitazione animale", il fluido fu poi più precisamente definito magnetismo animale, quando Mesmer ne osservò le analogie con le caratteristiche del magnetismo delle calamite.
Affermava inoltre che le sue mani avessero uno speciale potere curativo e fossero paragonabili a dei magneti. Concluse che, non essendo egli un magnete, il suo magnetismo non poteva che essere provocato da questo "fluido universale", di cui lui doveva essere eccezionalmente dotato. Il fluido che diceva di possedere non gli proveniva comunque dalla manipolazione dei magneti ma era un suo potere personale: del resto, il suo valletto Anton, che manipolava i magneti quanto lui, non possedeva il medesimo potere curativo in quanto i malati non provavano sollievo dalla sua vicinanza.
Dopo anni di sperimentazione diretta Mesmer giunse, quindi, a una conclusione: le malattie, sia quelle fisiche sia quelle psichiche, erano provocate, nei malati, da una distribuzione caotica e discordante del "fluido universale" nel corpo. Curare non significava altro che ristabilire il flusso, "riarmonizzarlo" e la terapia, facendo leva sull'esistenza di persone eccezionalmente dotate di questo fluido (i cosiddetti magnetizzatori, come Mesmer), ripristinava questo equilibrio attraverso delle crisi violente e convulsive senza le quali non ci sarebbe stata alcuna guarigione (spesso, infatti, pazienti cadevano in vere e proprie trance ipnotiche).
Mesmer disse: «Il magnetismo animale può essere accumulato, concentrato, trasportato senza l'ausilio di un corpo intermedio. Si riflette come la luce; i suoni musicali lo propagano e lo aumentano».
Delle proprietà così distinte, così precise, dovevano comunque essere verificate sperimentalmente. Mesmer era preparato a eventuali insuccessi scientifici e non mancò di trascurare dei dettagli fondamentali nella sua teoria per giustificarsi. Quanto segue fu — secondo Arago — un'altra sua dichiarazione: «Anche se il liquido è universale, i corpi animati non lo assimilano in loro stessi tutti allo stesso modo. Anzi ci sono alcuni - pochi in realtà - che, per la loro stessa presenza distruggono gli effetti di questo fluido nei corpi circostanti». In pratica Mesmer, ammettendo la possibilità che esistessero corpi col potere di neutralizzare il fluido, poteva difendersi nel caso in cui le evidenze sperimentali avessero appurato l'invalidità delle sue teorie. Nulla, in effetti, gli impediva di annunciare, in piena sicurezza: «Che il magnetismo animale può immediatamente curare le malattie nervose e, in parte, le altre malattie [...] e che la natura, in breve, ha offerto nel magnetismo un mezzo universale per curare e preservare il genere umano».
Prima di partire da Vienna, Mesmer aveva sistematicamente comunicato le sue nozioni a tutte le principali accademie scientifiche europee. L'Académie des sciences di Parigi, e la Royal Society di Londra, si dissero «incapaci di rispondere appropriatamente». L'Accademia di Berlino invece, esaminando il lavoro, scrisse a Mesmer che egli era «in errore».
Qualche tempo dopo il suo arrivo a Parigi, Mesmer provò ancora a mettersi in contatto con l'Académie des sciences. La società accettò un appuntamento. L'appuntamento si fece: Bailly e gli altri accademici, trovandosi di fronte a quelle che considerarono «semplici parole vuote», richiesero a Mesmer degli esperimenti seri per verificare la sua teoria. Come scrive Arago, Mesmer rispose loro che per lui sarebbe stato «un gioco da ragazzi». E la conferenza si chiuse.
L'infatuazione del popolo francese per le presunte cure di Mesmer intanto diventava estrema: tanti volevano essere magnetizzati. I collaboratori di Mesmer furono visti da un capo all'altro del regno. I magnetizzatori, ovvero coloro che possedevano il potere curativo, avevano avuto da Mesmer l'ordine di dire che le crisi mesmeriche non potevano manifestarsi in tutti, ma solo in persone abbastanza "sensibili" emotivamente. Da quel momento, per non essere inclusi tra gli "insensibili", molti uomini e molte donne, durante le sedute, racconta Arago «iniziarono a voler sembrare degli epilettici». Tra i grandi sostenitori delle teorie di Mesmer, che si rivolsero a lui per avere delle cure, ci furono lo scrittore ed esoterico Court de Gébelin (che morì proprio mentre era in cura), il monaco e bibliotecario Charles Hervier e il filosofo e avvocato Nicolas Bergasse.
In generale però la comunità scientifica e medica parigina era ben più che scettica sulle ipotesi di Mesmer. Perciò egli, irritato dal fatto che le sue teorie fossero state rifiutate dalle accademie francesi, abbandonò rabbiosamente la Francia, maledicendole un diluvio di malattie da cui solo lui l'avrebbe potuta salvare. Quando però, mentre risiedeva a Spa, Mesmer seppe che un suo discepolo, Deslon, stava continuando i trattamenti magnetici a Parigi, decise di tornare in tutta fretta. Molti suoi sostenitori lo accolsero con entusiasmo, e pagarono a testa 100 luigi d'oro in cambio dei suoi «segreti curativi», purché si impegnassero a non divulgarli. Ciò permise a Mesmer di accumulare immediatamente 400 000 franchi. Tra questi sostenitori, troviamo anche Lafayette, de Ségur e d'Eprémesnil.
Mesmer abbandonò la Francia una seconda volta, in cerca comunque di un governo «più illuminato», che potesse apprezzare la sua «mente superiore». Lasciò tuttavia un gran numero di tenaci e ardenti seguaci. Uno di questi fu proprio Deslon che invocò al ministro la nomina di una Commissione che finalmente accertasse il magnetismo animale, attraverso l'applicazione di quelle metodologie scientifiche che Mesmer aveva sempre disdegnato.
La richiesta di Deslon fu accolta e il 12 marzo 1784 si insediò la Commissione Reale composta da quattro membri della Facoltà di Medicina della Sorbona, Jean François Borie, il professor Charles Louis Sallin, il chimico Jean d'Arcet e il medico Joseph-Ignace Guillotin (celebre inventore della ghigliottina) e cinque membri dell'Accademia delle Scienze, il fisico Jean-Baptiste Le Roy, Benjamin Franklin, lo scienziato e ufficiale della Marine royale Gabriel de Bory, il chimico Antoine-Laurent de Lavoisier e Bailly, che presiedette la Commissione. Bailly fu chiamato alla commissione come esperto di astronomia, perché la teoria di Mesmer, per spiegare alcune particolari proprietà del fluido magnetico, prevedeva non meglio precisati influssi astrali. A Bailly fu inoltre affidato il compito di redigere il rapporto finale della Commissione sugli esperimenti tenuti. Poiché Borie morì all'inizio dei lavori della Commissione, il re Luigi XVI scelse Majault, un altro dottore della Facoltà di medicina, per rimpiazzarlo.
Il barone di Breteuil, allora secrétaire d'État, per ordine del Re, il 5 aprile dello stesso anno, nominò una seconda commissione composta da cinque membri della Société royale de médecine: Pierre-Isaac Poissonnier, professore del Collège royale e consulente medico del re; Charles-Louis-François Andry, medico-reggente della facoltà di Parigi; Pierre Jean Claude Mauduyt de La Varenne, medico e naturalista; il medico Caille; e il botanico Antoine-Laurent de Jussieu. Le due commissioni lavorarono indipendentemente ma raggiunsero, in pratica, le stesse conclusioni.

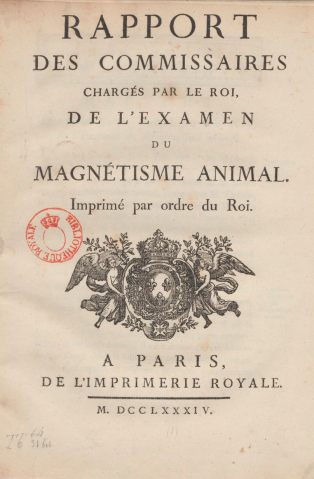
Frontespizio del Rapport des commissaires de l'examen du magnétisme animal (1784).

La relazione della prima commissione, il Rapport des commissaires chargés par le Roi de l'examen du magnétisme animal, scritto da Bailly e firmato da tutti i commissari, apparì nell'agosto del 1784. Si trattava di un opuscolo di 74 pagine, che procedeva per paragrafi distinti in cui la commissione, dopo aver preso in considerazione sia gli aspetti teorici sia quelli pratici del mesmerismo, arrivava a una conclusione netta e definitiva, frutto non tanto di un giudizio aprioristico, ma anzi conseguenza evidente delle loro esperienze dirette, di numerose osservazioni e deduzioni. Bailly, come redattore, descrisse con dovizia di dettagli tutti e 16 gli esperimenti tenuti con Deslon nel tentativo di confermare o smentire le tesi mesmeriche.
La questione venne esaminata sotto tutti gli aspetti, cioè dal lato fisico, fisiologico, medico e morale. In primo luogo i commissari si recarono nell'Istituto del signor Deslon, e lì vi trovarono alcuni malati tranquilli, mentre altri erano agitati e in preda alle convulsioni. Quando, stando intorno al cosiddetto baquet, ovvero la tinozza magnetica, qualcuno incominciava a essere preso dalle convulsioni, anche gli altri ne soffrivano poco dopo, quasi volessero imitarli inconsapevolmente. Ogni tanto qualcuno gridava e si agitava con dei moti precipitati e involontari delle estremità. Molti lamentavano restringimenti alla gola, vampe di calore, sensazioni di caldo o di freddo e così via. I malati, insomma, stavano legati in cerchio attorno al baquet, fino a che non scoppiava la crisi. Dopodiché, erano lasciati liberi. Quelli che per simpatia si sentivano più attratti, si precipitavano nelle braccia l'uno dell'altro, in uno stato di esaltazione morbosa, piangendo e ridendo convulsi. E tutti erano soggetti alla volontà del magnetizzatore che con un cenno li separava o li faceva abbracciare. Quando i fenomeni diventavano troppo gravi e tali che il magnetizzatore non poteva più dominarli, si utilizzava una sala imbottita con dei materassi in terra e alle pareti, la cosiddetta Salle des crises ("sala delle crisi"). I membri della Commissione si erano fatti preparare un baquet dal signor Deslon e provarono anch'essi a sperimentare la cura mesmerica stando per ore davanti alle spranghe di ferro senza però provare alcun effetto. Per scrupolo, Bailly e gli altri vollero tenere sedute anche per tre giorni consecutivi, ognuna per due ore e mezzo quotidianamente, ma nessuno di loro sentì un qualche fenomeno che potesse attribuirsi al magnetismo. Tra l'altro parecchie sessioni furono tenute dalla commissione nella casa di Franklin a Passy, dove venivano condotti gli ammalati, soprattutto quando Franklin si sentiva poco bene. La parte più memorabile della relazione presentata al re Luigi XVI sul magnetismo, è quella nella quale venne confermato quello che oggi definiremmo l'effetto placebo, dovuto all'elevata suggestionabilità dei pazienti e alla loro immaginazione: si stabilì che i gesti e i segni, anche quelli più semplici, come gli sguardi particolari dei magnetizzatori, producessero in molti casi degli effetti potenti su persone dotate di una grande eccitabilità nervosa. Un altro fatto importante messo in evidenza dalla Commissione, fu che le esperienze di crisi fatte col magnetismo sulle persone da sole in privato, quando queste riuscivano, non erano mai così intense come nelle sedute pubbliche.
Senza lasciare nulla al caso la commissione provò tutte le varianti differenti del mesmerismo. Oltre al metodo di Deslon (identico a quello canonico di Mesmer e basato sulle «ventisette proposizioni con cui Mesmer presentò il suo metodo» nel 1779) fu testato anche il metodo di Jumelin, un medico che applicava un magnetismo differente da quello di Deslon e di Mesmer, del quale non si riconosceva allievo. Anche secondo Jumelin esisteva un fluido che circolava nel corpo e che poteva essere trasmesso attraverso le dita o con delle bacchette di ferro. Egli però pensava che questo fluido non fosse altro che il calore corporeo che nulla aveva a che fare con polarità magnetiche o influssi astrali. Con il quarto esperimento la commissione mostrò come anche con il metodo di Jumelin si producessero gli stessi effetti del metodo canonico: otto uomini e due donne che non rispondevano al metodo di Deslon/Mesmer non rispondevano neanche a quello di Jumelin. Una sola donna dimostrava una qualche sensibilità al passaggio della mano del magnetizzatore vicino al volto. Su questa donna i commissari decisero di dimostrare quanto essa fosse condizionata dalla propria immaginazione. Infatti, una volta bendata, ella non sentiva neanche più il calore in corrispondenza delle parti del corpo sulle quali venivano dirette le dita o le bacchette di ferro; e non solo: la donna bendata provava sensazioni di calore senza alcuna applicazione diretta da parte del medico, rispondendo solo all'idea di essere magnetizzata. La suscettibilità all'immaginazione venne confermata anche dal caso di un bambino. I bambini, che ovviamente non potevano avere preconcetti, difficilmente avrebbero avuto le stesse reazioni degli adulti proprio perché meno influenzabili, secondo i commissari. Il bambino in questione, di sei anni, malato di scrofola, infatti si manifestava completamente esente da effetti dopo la seduta, il che non poteva far altro che confermare il fatto che il trattamento, almeno per "pretendere di funzionare" aveva bisogno di una mente sensibilizzata piuttosto che di una semplice e ingenua.
Partendo dunque dall'ipotesi che l'incidenza dell'immaginazione fosse fondamentale, i commissari prepararono altri esperimenti per testarne la veridicità e per testare, da ultimo, l'erroneità delle supposizioni mesmeriche. Molte altre esperienze infatti si proponevano di sperimentare gli effetti dell'immaginazione dei pazienti sui pazienti stessi. Raccontando, ad esempio, l'esperienza di una donna magnetizzata a cui veniva chiesto da dove sentisse provenire gli effetti magnetici, Bailly scrisse nel rapporto:
la femme a été réellement magnétisée.»
(Bailly nel Rapport des commissaires de l'examen du magnétisme animal.)
Anche il sesto esperimento diede gli stessi risultati: il domestico di Jumelin, bendato con una maschera speciale che non lasciava entrare neanche la luce, convinto di ricevere il magnetismo, provava calore quando invece non veniva magnetizzato. Invece non provava nulla quando, ancora bendato, gli si passava davanti agli occhi senza dirglielo la bacchetta di ferro. La stessa bacchetta infine provocava in lui dei fremiti quando, sbendato, gli veniva avvicinata. Si arrivò dunque a constatare con una serie di altri esperimenti la quasi assoluta certezza del fatto che fosse l'immaginazione a provocare le crisi.
(Bailly nel Rapport des commissaires de l'examen du magnétisme animal.)
Il settimo esperimento, quello dell'"albero magnetizzato" fu probabilmente il più stringente: fu sottoposto dallo stesso Deslon al vaglio di Benjamin Franklin e di Bailly. Deslon condusse al cospetto dei commissari un giovane di dodici anni, da lui prescelto come soggetto particolarmente sensibile. Deslon magnetizzò uno dei quattro alberi presenti mantenendovi la bacchetta di ferro in contatto e il ragazzo, con gli occhi bendati, venne spinto ad abbracciare ciascuno degli alberi. La crisi - tale da avere addirittura una perdita di coscienza - però avvenne accanto a uno tra gli alberi non magnetizzati.
physique, de cause extérieure, & qui n'en peut avoir d'autre que l'imagination. L'expérience est donc tout-à-fait concluante: le jeune homme savoit qu'on le menoit à l'arbre magnétise, son imagination s'est frappée, successivement exaltée, & au quatrième arbre elle a été montée au degré nécessaire pour produire la crise.»
(Bailly nel Rapport des commissaires de l'examen du magnétisme animal.)
L'ottavo e il nono esperimento diedero lo stesso risultato: nell'ottavo, ad esempio, a una donna bendata fu fatto credere da tre commissari che Deslon la stesse magnetizzando, così ella piombò progressivamente in crisi senza che però fosse stata magnetizzata.
inconnue, la faine physique exige également qu'elle foit établie, démontrée par des effets qui n'appartiennent à aucune cause connue, & qui ne puissent être expliqués que par la cause nouvelle. Ce feroit donc aux Partisàns du Magnétisme à présenter d'autres preuves, & à chercher des effets qui fussent entièrement dépouillés de illusions de l'imagination»
(Bailly nel Rapport des commissaires de l'examen du magnétisme animal.)
I commissari in questo passaggio alludono al rasoio di Occam. Tale principio filosofico, ritenuto alla base del pensiero scientifico moderno, suggerisce l'inutilità di formulare più ipotesi di quelle strettamente necessarie per spiegare un dato fenomeno se quelle che si hanno sono sufficienti a descriverlo (Pluralitas non est ponenda sine necessitate, Ordinatio, Duns Scoto). Nel caso in questione, non c'è assolutamente bisogno di porre l'esistenza di un chimerico "fluido universale" per interpretare i fenomeni osservati, perché c'è già una causa, conosciuta, che può spiegarli: l'immaginazione.
In generale tutte le esperienze erano coerenti e decisive: provavano che l'immaginazione era sufficiente a produrre gli effetti attribuiti al magnetismo. Anzi, i commissari stabilirono addirittura che il magnetismo non producesse nulla senza l'immaginazione: era il caso di una lavandaia che, come viene raccontato nel quattordicesimo esperimento, era già stata sottoposta a delle sedute magnetiche da Deslon, con manifestazioni eclatanti e crisi. Ella fu collocata in una stanza comunicante - attraverso una porta - con un'altra stanza nella quale un medico esperto di magnetismo, attraverso la porta chiusa con un foglio di carta, provava a magnetizzarla, seguendo la tecnica di Deslon. La donna intanto era in compagnia di altri commissari che cercavano di intrattenerla, domandandole della sua vita e delle precedenti esperienze col magnetismo. Per una buona mezz'ora ella, che in passato aveva avuto crisi nervose già pochi minuti dopo la vista di Deslon, venne dunque sottoposta al trattamento magnetico a sua insaputa e senza reagire per nulla al magnetismo sebbene ciò che la separasse dal fluido fosse un semplice foglio di carta, ostacolo facilmente superabile secondo la dottrina di Mesmer.
In realtà sono tre le cause principali che la commissione trovò per spiegare gli effetti pseudoterapeutici del trattamento mesmerico, ovvero: la manipolazione, l'imitazione e l'immaginazione. Per la commissione infatti, almeno da un punto di vista fisico, le crisi erano in parte collegate alle manipolazioni dei magnetizzatori, ovvero alla costante pressione esercitata per un tempo prolungato dalle mani dei magnetizzatori sugli ipocondri e le zone pelviche dei pazienti. Comprimere per quasi due ore l'addome superiore e quello inferiore di soggetti ai quali veniva somministrato (tra l'altro in dosi abbondanti) un lassativo come il cremor tartaro - come imponevano i metodi mesmerici - per i commissari aveva effetti non indifferenti sull'intestino e giustificava le conseguenti evacuazioni ripetute che invece erano suscitate, secondo i mesmeriani, dal magnetismo. Si potrebbe dire che, anche in questo caso, il riduzionismo organicista dei commissari, riuscì a togliere il velo dall'ennesima mistificazione gestita dai seguaci di Mesmer. Oltre alla manipolazione, l'immaginazione poi distribuiva i suoi effetti più vistosi nei trattamenti pubblici, dove le impressioni e i movimenti si comunicavano attraverso l'imitazione. Anche l'importanza dell'imitazione infatti non sfuggiva ai commissari: l'effetto moltiplicativo delle crisi nelle sedute pubbliche presso i baquet era un aspetto fondamentale del mesmerismo. Esso infatti assieme alle condizioni ambientali, all'aria irrespirabile, alle musiche evocative e alla eccessiva chiusura dei luoghi, non poteva che agitare l'immaginazione dei pazienti contribuendo significativamente allo scatenamento delle crisi collettive. Addirittura gli effetti del "magnetismo corale" vengono paragonati da Bailly a quegli assembramenti di folle in cui l'esaltazione, come una reazione a catena, diventa collettiva a causa dei comportamenti imitativi e dei contagi trascinanti delle persone.
& ceux chez qui cette sènsibilité est plus grande & plus mobile, tombent eux-mêmes en crise.»
(Bailly nel Rapport des commissaires de l'examen du magnétisme animal.)
Senza più dubbi la commissione poté dunque affermare che manipolazioni, immaginazione e imitazione fossero le «vere cause degli effetti» attribuiti al magnetismo animale. Il fluido mesmerico, questo agente pseudofisico, per la commissione semplicemente «non esisteva» anche se la stessa commissione riconobbe che l'idea, per quanto «chimerica» non fosse nuova. Il medico Thouret, del secolo precedente, predicava più o meno le stesse cose di Mesmer. Il magnetismo animale dunque non fu altro che «un vecchio errore», presentato nuovamente con un «apparato più importante, necessario in un secolo più illuminato» eppure «non meno falso». Ai commissari comunque l'immaginazione sembrava la causa più potente, «la principale delle tre», la «forza attiva e terribile» che operava i «grandi effetti» che si osservavano «con meraviglia» nei trattamenti pubblici. Dalle esperienze si vide che essa era «sufficiente a produrre crisi». La manipolazione, ovvero la pressione, sembrava invece servire da «elemento preparatore»: era con la manipolazione infatti che i nervi incominciavano a «eccitarsi». E infine l'imitazione comunicava e diffondeva agli altri pazienti le «impressioni» che colpivano i sensi del singolo.
A questo punto Deslon, messo alle strette dalle deduzioni stringenti della commissione, non poté che accettarle e si distanziò - almeno parzialmente - dalle teorie Mesmer iniziando a riconoscere un ruolo primario all'immaginazione come cura terapeutica. La commissione, però, non fu convinta da ciò: pur riconoscendo che l'immaginazione potesse avere effetti positivi, quando essa produceva invece effetti violenti e/o convulsivi come le crisi in questione, essa era generalmente nociva. I commissari infatti contrapposero l'immaginazione accoppiata alla speranza di guarire, che determinava uno stato d'animo positivo che aiutava il superamento delle malattie, all'immaginazione attivata dal magnetismo, che invece produceva crisi convulsive «pericolose» e «difficili da controllare». Infatti la commissione espose dubbi a proposito dell'eventuale diffusione di un utilizzo scriteriato delle crisi mesmeriche, che divenendo abituali, avrebbero potuto danneggiare la vita dei cittadini.
Il rapporto poté dunque essere concluso:
par des expériences décisives que l'imagination sans Magnétisme produit des convulsions, & que le Magnétisme sans l'imagination ne produit rien; ils ont conclu d'une voix unanime, sur la question de l'existence & de l'utilité du Magnétisme, que rien ne prouve l'existence du fluide magnétique animal; que ce fluide sans existence est par conséquent sans utilité; que les violens effets que l'on
observe au traitement public, appartiennent à l'attouchement, à l'imagination mise en action, & à cette imitation machinale qui nous porte malgré nous à répéter ce qui frappe nos sens. Et en même temps ils se croient obligés d'ajouter, comme une obsèrvation importante, que les attouchemens, l'action répétée de l'imagination, pour produire des crises peuvent être nuisibles; que le spectacle
de ces crises est également dangereux à cause de cette imitation dont la Nature semble nous avoir fait une loi; & que par conséquent tout traitement public où les moyens du Magnétisme feront employés, ne peut avoir à la longue que des effets funestes.»
(Bailly nel Rapport des commissaires de l'examen du magnétisme animal.)
Il rapporto, che si concluse con la firma dei nove commissari, recava poi, in fondo un'ultima postilla per contestare l'eventuale obiezione che qualche seguace di Mesmer avrebbe potuto condurre supponendo che la valutazione fosse stata tenuta più a carico di Deslon e del suo lavoro che non sulla teoria e sul metodo di Mesmer in generale. I commissari negando ciò categoricamente, non lasciarono dubbi che invece la loro valutazione intendesse essere valida su tutto il metodo di Mesmer, in modo quanto più generale possibile.
Più di 20 000 copie del rapporto della commissione furono rapidamente distribuite. La sua pubblicazione erose gran parte della base di appoggio di Mesmer che diminuì notevolmente la sua clientela. Esso portò inoltre a una serie di pamphlet satirici, libri e sceneggiature teatrali contro il mesmerismo e contribuì a spostare l'opinione pubblica dal supporto allo scetticismo. Addirittura, la Facoltà di Medicina soppresse le pratiche professionali legate al mesmerismo espellendo i membri che lo supportavano.
Quando i commissari, nel loro rapporto segreto, profetizzarono: «Il signor Mesmer non mancherà di dire che la commissione non ha esaminato né il suo metodo né i suoi processi né gli effetti che esso produce» erano senza dubbio consapevoli della lettera che Mesmer aveva inviato a Franklin all'inizio dell'indagine, in cui si lamentava della cooperazione di Deslon con gli investigatori. Questa lettera fu resa pubblica tra la metà e la fine di agosto, e allo stesso tempo Mesmer annunciò l'intenzione di condurre una serie di esperimenti sui cavalli per dimostrare che il magnetismo non fosse soltanto il prodotto dell'immaginazione. Ciò si basava sul presupposto che gli animali fossero privi di "immaginazione". Perciò le loro eventuali reazioni al trattamento, secondo Mesmer, avrebbero provato la presenza fisica del fluido magnetico.
Già nell'Exposé Bailly aveva scritto: «Se noi non abbiamo fatto delle esperienze sugli animali, che sembrano essere privi di immaginazione, è stato perché tali esperienze sarebbero state ben più difficili e delicate da affrontare, senza tra l'altro essere più conclusive... infatti, un buon motivo per rifiutare questo tipo di prove è che era stato annunciato un "fluido universale", un fluido che agiva sull'uomo e proprio per curare i suoi mali. Sarebbe singolare — chiosa ironicamente Bailly — che prima si vantassero i buoni effetti di esso sulla specie umana e che adesso si renda sensibile solo sulle specie animali...».
Un sottoprodotto delle indagini sul magnetismo fu una lettera scritta da Bailly, la Lettre à M. Leroy, Lieutenant des chasses, sur la question si les animaux sont entièrement privés d'imagination. Essa fu inviata il 23 settembre 1784 a Charles Georges Leroy, luogotenente della capitaneria di caccia del re, membro dell'Accademia delle scienze e autore di una delle prime opere etologiche. Nella Lettre Bailly scrisse: «Sento ripetere da ogni parte oggi, signor Leroy, che gli animali sono privi di immaginazione; è diventato un principio; in realtà è una questione aperta».
Bailly era restio a pensare che l'uomo fosse solo una sorta di animale superiore, ma è a questa conclusione che lo portarono le sue argomentazioni. Egli inizia affermando che la differenza tra l'uomo e animale, è una differenza «ha a che fare con la nostra essenza immortale». Ma le somiglianze, ammette, superano le differenze. Se l'uomo e l'animale si assomigliano fisicamente, se hanno gli stessi organi che svolgono le stesse funzioni, se tutti i processi di pensiero possono essere tracciati dalle percezioni sensoriali, allora è possibile che gli animali sono capaci di pensare come l'essere umano.
Bailly definisce il pensiero come un duplice processo: memoria ed immaginazione. La memoria riceve e conserva le immagini e le impressioni; l'immaginazione invece le riproduce a volontà in nuovi arrangiamenti e sequenze. «Pertanto — scrisse Bailly — immaginare è come ricordare. La memoria e l'immaginazione sono differenziate solo dalla forza delle impressioni. La memoria è la storia delle cose, come cose passate. L'immaginazione è invece la pittura di cose presenti». Ridotte a queste dimensioni, allora, la memoria e l'immaginazione degli animali non possono essere discutibili. Anche loro sono in grado dunque di pensare e di immaginare, ma ovviamente «con la misura e i termini imposti alla loro specie». Bailly mostra in questa lettera il suo debito di gratitudine alle interpretazioni di La Mettrie (il primo ad aver ipotizzato, nel 1750, che l'uomo avesse avuto origine dagli animali) e a Condillac (esponente del sensismo secondo cui anche gli animali erano in grado di acquisire e memorizzare le esperienze). E quando Bailly suggerisce una differenza tra l'uomo e gli animali dice che essa esiste ad un solo livello: «la natura ha fatto tutto secondo uno stesso progetto, con delle leggi generali, e non differenzia se non con il più o il meno». Ecco dunque, per Bailly la differenza sta nell'intensità di queste capacità; così come alcuni animali possiedono sensi migliori dell'uomo, l'uomo a sua volta ha capacità intellettive più sviluppate. Anche le specie animali, secondo Bailly, sono in grado di pensare, di avere dunque memoria ed immaginazione, anche se in misura molto inferiore a quelle dell'uomo. Ciò che fa prevalere l'uomo sugli altri animali è allora, secondo Bailly, «l'incontro di tutti i vantaggi e la superiorità di tutti i doni naturali». Mentre nelle altre specie le qualità (soprattutto sensoriali) sono irregolarmente distribuite, l'uomo non solo ha capacità sensoriali equamente distribuite, ma ha anche delle qualità intellettive che negli altri animali non sono mai così sviluppate. «Quello che caratterizza peculiarmente la sua natura — dice Bailly riferendosi all'essere umano — è il potere di richiamare alla mente le sue innumerevoli sensazioni, di rinnovarle quando vuole con tutta la loro energia. L'animale ha memoria e immaginazione, e anche qualche barlume inventivo, ma solo quando le circostanze lo forzano a ricordare o ad immaginare, e quando l'urgenza richiede inventiva; invece l'uomo ricorda, immagina, inventa, per così dire, quando vuole».
Il 4 agosto 1784 fu inviato al re un ulteriore rapporto, segreto, le Rapport secret sur le mesmérisme, rédigé par Bailly, che conteneva informazioni più sensibili sul magnetismo animale al punto da non poter essere divulgate. Anch'esso, firmato dalla stessa commissione, fu redatto da Bailly. Il rapporto era brevissimo, di sole sei pagine, ricche comunque di dettagli tecnici e caratterizzato da un tono più critico e accusatorio. Esso mostrava certe preoccupazioni, di natura soprattutto morale, che la commissione sentiva l'obbligo di condividere privatamente con il re. Nel rapporto segreto, infatti, a nome di tutti, Bailly scrisse letteralmente: «Il trattamento magnetico non può che essere dannoso per la morale». I magnetizzatori erano generalmente uomini mentre i loro pazienti spesso erano donne, vulnerabili ai trattamenti subiti dai magnetizzatori. Bailly sottolineò alcuni dettagli indecorosi delle pratiche mesmeriche: «il magnetizzatore generalmente tiene le ginocchia della donna strette tra le proprie; le ginocchia e tutte le parti inferiori del corpo sono quindi in contatto. La mano viene applicata sugli ipocondri e talvolta più in basso, sulle ovaie; il tatto viene così applicato ad un numero infinito di parti e in prossimità delle parti più sensibili del corpo. Spesso l'uomo, lasciando applicata la mano sinistra, porta la destra dietro il corpo della donna; il movimento dell'uno e l'altro porta ad appoggiarsi reciprocamente per favorire questo doppio contatto; la vicinanza diventa la massima possibile, i visi si toccano, si può quasi respirare l'alito dell'altro, tutte le impressioni fisiche si condividono istantaneamente, e la reciproca attrazione sessuale agisce inevitabilmente con tutta la sua forza». Bailly continuò scrivendo: «Non è un fatto straordinario; l'immaginazione, lavorando contemporaneamente, provoca una certa eccitazione in tutto il corpo». La Commissione offrì così l'immagine, segreta e non ufficiale, di un Mesmer "corruttore", creatore di "pratiche immorali" giungendo finanche al sospetto che egli spesso ordinasse di disporre attorno ai suoi baquet delle persone con l'incarico di simulare la crisi iniziale in modo che questa «potesse dare avvio alle altre in virtù della forza della suggestione».

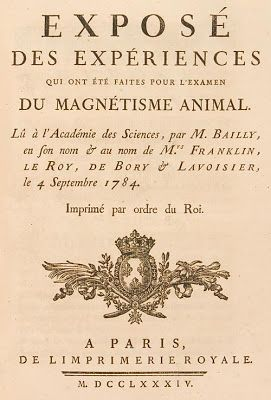
Frontespizio dell'Exposé du magnétisme animal (1784)

Inoltre il 4 settembre 1784, durante la seduta plenaria dell'Académie des sciences, Bailly, in qualità di presidente della I Commissione, lesse un resoconto espositivo, l'Exposé des expériences qui ont été faites pour l'examen du magnétisme animal - anche a nome di Franklin, Le Roy, de Bory e Lavoisier - sulle esperienze e le conclusioni fatte esaminando tutti i caratteri del mesmerismo. Il resoconto altro non fu, in realtà, che una sintesi discorsiva del Rapporto redatto nell'agosto precedente e dimostrò, inequivocabilmente, quanto la Commissione avesse meditato e approfondito il fenomeno del magnetismo animale, senza trascurarne affatto un inquadramento in termini storici, sociali e antropologici.
Un passaggio fondamentale del resoconto di Bailly è quello che prefigura l'avvento di una nuova disciplina scientifica, la psicologia, che lui chiama «scienza dell'influenza del morale sul fisico» e che troverà nell'imitazione e nell'immaginazione - definite «due delle nostre facoltà più sorprendenti» - oggetti di uno studio scientifico futuro. In effetti proprio il lavoro delle Commissioni è oggi considerato uno dei nuclei iniziale di una scienza psicologica e psichiatrica.
Alcuni critici della commissione sostennero che loro non fossero interessati alla spiegazione dei drammatici effetti prodotti dal magnetismo animale e che si preoccuparono solo di mostrare la falsità delle ipotesi mesmeriche secondo cui tali fenomeni erano dovuti al magnetismo animale. Il commento di Bailly mostra esattamente l'opposto: la commissione era interamente a conoscenza della "apparente cura" dei pazienti da parte dei magnetizzatori. Essi non volevano falsificare la realtà del fatto che alcuni pazienti si sentissero meglio; volevano invece respingere l'ipotesi secondo cui un immaginario fluido invisibile producesse tutti questi effetti. I commissari conclusero, invece, che questi effetti erano causati dal potere dell'immaginazione eccitata nei pazienti (oggi si parlerebbe di effetto placebo). Essi non cercarono di spiegare le conseguenze dell'immaginazione in termini fisici, anzi indicarono che questi effetti non erano poi così rari sul comportamento e sulla convinzione delle persone, e che sembravano comunque dovuti apparentemente a cause non-fisiche, quanto invece psicologiche. Bailly scrisse nell'Exposé: «Forzati a rinunciare alle prove fisiche siamo stati obbligati a cercare le cause di questi effetti reali negli stati d'animo dei soggetti. Nella restante parte delle nostre indagini abbiamo cessato di essere fisici per diventare niente più che filosofi; e abbiamo sottomesso a esame le affezioni della mente e le idee degli individui che erano stati esposti all'azione del magnetismo».
L′Exposé di Bailly è un monumento alla chiarezza di pensiero di un gruppo di scienziati e fisici settecenteschi che, avendo fallito nel trovare una causa fisica ai fenomeni esibiti dagli individui soggetti al magnetismo animale, non respingono questi come chimerici ma cercano di spiegarli, come dicono, «da filosofi» e si rendono conto di aver trovato dei mezzi di sperimentazione controllata attraverso cui degli effetti apparentemente non-fisici sul comportamento umano e sui sintomi possono essere studiati. L'Exposé annuncia così davvero, in modo molto esplicito, l'inizio di una nuova scienza, che oggi potremmo chiamare psicologia sperimentale.
Uno dei seguaci di Mesmer, Puységur, assai più lungimirante del suo maestro, anziché perseguire una battaglia di retroguardia contro la scienza ufficiale e contro i rapporti delle commissioni scientifiche ebbe abbastanza coraggio da riformulare la teoria. Dopo aver letto il resoconto critico della commissione reale, Puységur - accettandone i risultati - pervenne alla conclusione che le terapie magnetiche non si appoggiassero su fenomeni fisici, come fluidi inesistenti, ma avevano natura psicologica come la stessa Commissione aveva evidenziato. Puységur investigò a lungo lo stato psicologico dei soggetti sottoposti alla magnetizzazione e finì per definirlo "sonnambulismo": ormai la teoria di Mesmer era stata completamente sostituita ed ogni legame con il fenomeno pseudo-fisico del magnetismo animale era stato reciso. Nel 1842 il chirurgo inglese James Braid coniò il termine di ipnotismo; così i magnetizzatori divennero ipnotizzatori e il sonnambulismo divenne ipnosi.

### La rottura con Buffon

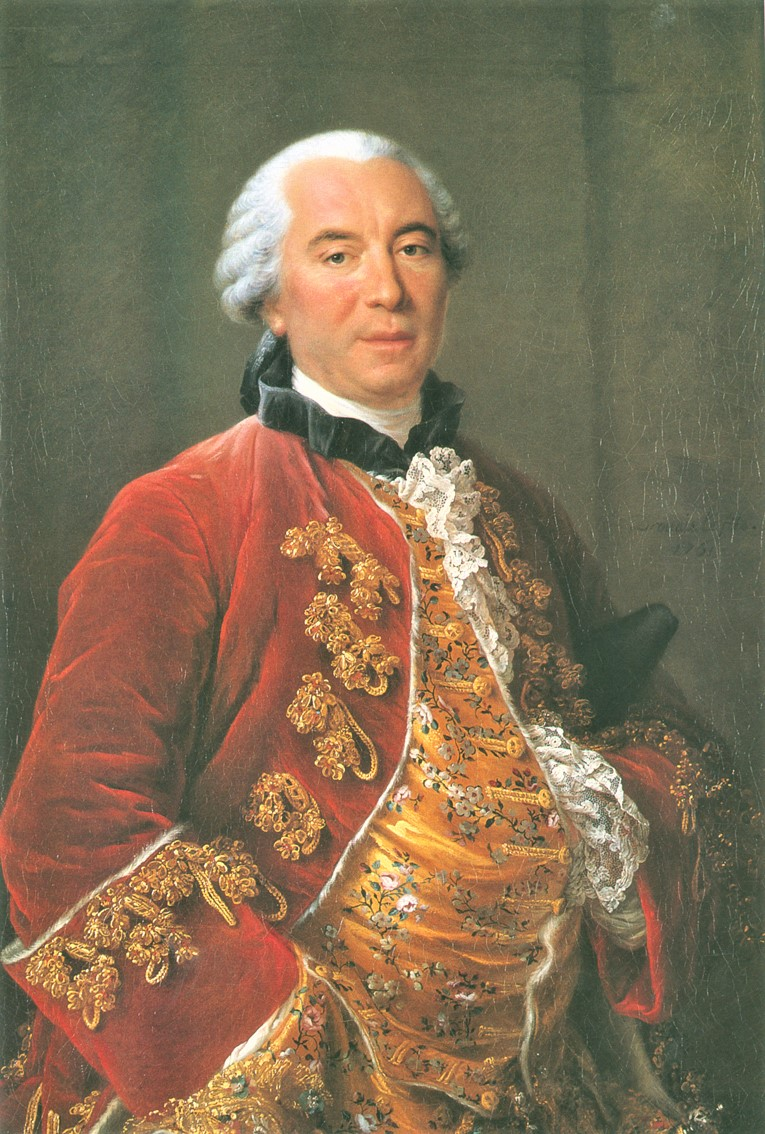
Georges-Louis Leclerc de Buffon

Un'intima relazione d'amicizia era nata tra il naturalista Buffon e Bailly. Anche se in realtà Jacques-André Naigeon, spesso critico e severo nei confronti di Bailly fa riferimento al rapporto tra i due come a una relazione di subordinazione piuttosto che una vera amicizia insistendo sulla spudorata adulazione di Bailly verso l'insigne naturalista.
In ogni caso questa intima relazione fu rovinata definitivamente nel dicembre 1784 per una questione quantomeno futile: una nomina all'accademia. C'era un posto vacante, lasciato libero a seguito del decesso di Lefranc de Pompignan, e Buffon avrebbe voluto nominare l'abate Maury; Bailly invece avrebbe preferito votare il poeta comico Sedaine. Per Bailly l'abate era troppo giovane, mentre Sedaine aveva ormai compiuto sessantasei anni. Inoltre l'alto comportamento, e l'irreprensibile condotta di Sedaine difficilmente poteva essere messa in confronto con quel poco che si sapeva della vita pubblica e privata del futuro cardinale.
Da dove derivava tutto questo affetto da parte di Buffon verso Maury e questa violenta antipatia contro Sedaine non è mai stato ben compreso. Arago fa riferimento a possibili pregiudizi di classe: è plausibile cioè che il conte di Buffon, di ben nobili origini, fosse ripugnante all'idea che un uomo di umili origini come Sedaine, in precedenza tagliatore di pietre e per di più figlio di un architetto squattrinato, potesse entrare a far parte di un'accademia di simile caratura. Lo stesso Arago fa notare che Buffon citava continuamente un aforisma, di cui sembrava orgoglioso: «Lo stile fa l'uomo». Ebbene Sedaine, la pensava esattamente in maniera opposta: «Lo stile è nulla, o giù di lì».
Bailly resistette fermamente alle imperiose sollecitazioni del suo, ormai, ex protettore, e rifiutò anche di assentarsi dall'accademia nel giorno della nomina. Bailly non esitò a sacrificare le attrazioni e i vantaggi di un'amicizia illustre per attuare quello che, secondo Arago, lui sentiva come un «dovere»: ovvero dare il suo voto a Sedaine. Si dice che Bailly abbia risposto all'esclamazione di Buffon «non ci vedremo mai più, signore!» con queste parole: «Allora sarò libero!» Michel de Cubières, biografo di Bailly, lasciò intendere che nella questione, probabilmente, Buffon fu «troppo superbo» e Bailly «troppo modesto».
Al termine delle votazioni comunque l'abate Maury risultò eletto: fondamentale fu per lui proprio l'appoggio di Buffon e della corte nobiliare, che riuscirono a convogliare verso di lui la maggioranza dei voti. Certamente, quasi tutti i commentatori fanno notare come sia stato ben strano che, per una questione così mera, si fosse rotta una tale relazione di amicizia, non si sa quanto effettivamente sentita, eppure comunque vantaggiosa per Bailly. E forse la rottura avvenne a causa del fatto che tale relazione di amicizia non fosse più conveniente per Bailly. In effetti Arago riporta anche che Buffon «per l'amarezza di questa accoglienza» si allontanò dall'accademia. Questa potrebbe essere una considerazione leggermente colorata, perché altri storici affermano che Buffon cessò di partecipare alle sedute di entrambe le accademie, sia dell'Académie française sia di quella delle scienze, dopo la sua contesa con d'Alembert, mentre Cubières afferma che lo stesso d'Alembert pose maliziosamente Buffon tra i membri onorari dell'Académie française a causa delle sue rare apparizioni. Se queste constatazioni sono vere, ipotizzando una perdita di influenza culturale e accademica da parte di Buffon, allora la lite tra questi e Bailly non alterò materialmente le abitudini del più anziano naturalista. Si potrebbe dire allora, cinicamente, che a Bailly non serviva più il patrocinio di Buffon.

### Ultimi lavori letterari ed elezione all'Académie des inscriptions
Già nel 1768 Bailly era diventato membro dell'Istituto di Bologna, una tra le accademie scientifiche più importanti della penisola italiana. Inoltre nel maggio del 1778 Bailly fu eletto come membro straniero anche dell'Accademia reale svedese delle scienze per i suoi meriti scientifici.
Inoltre, molto probabilmente come ricompensa per il suo lavoro nella commissione sul magnetismo animale, Bailly fu nominato Pensionnaire Astronome Surnuméraire il 12 dicembre 1784. La lista dei soprannumerari figura negli annali dell'Accademia francese delle scienze dal 1717 in poi; essi erano scienziati nominati e pensionati dal Re al di là delle quote normalmente fissate dal regolamento dell'Accademia. Di conseguenza erano generalmente malvisti dagli accademici eletti che li vedevano come principianti o intrusi. I nemici di Bailly spinsero molto sul fatto che egli fosse un Pensionnaire Sunuméraire, ma va detto a sua difesa che l'intervento avvenne quasi alla fine piuttosto che all'inizio della sua carriera accademica. La sua elezione vinta al primo posto, e poi la sua nomina ad Associé furono rigorosamente ottenute in base al merito e all'anzianità. C'erano comunque quattro classi di Pensionnaires con stipendi che andavano dalle 500 alle 3 000 lire all'anno. Una ricevuta firmata da Bailly e datata 1º febbraio 1791, mostrava che lui riceveva 900 lire per un periodo di sei mesi; questo lo porrebbe nella seconda più alta classe di Pensionnaires. Però il 23 aprile 1785, mentre Bailly era ancora da poco uno dei soprannumerari, in una dimostrazione di opposizione all'arbitraria interferenza reale, l'Accademia adottò una misura che sopprimeva i soprannumerari. Si disse: «non sarà più ammesso nessuno sotto tale pretesto». È inevitabile chiedersi se anche questa fu un'ulteriore manifestazione della faida tra Bailly e Condorcet, che era ancora segretario perpetuo, ma fino a ora non c'è alcuna prova.
In ogni caso, quasi contemporaneamente, Bailly fu onorato con l'ammissione, come membro straniero, in due altre importanti società accademiche: la tedesca Société des antiquités de Cassel e l'Accademia di scienze lettere e arti di Padova.
L'Académie des inscriptions et belles-lettres, elesse Bailly come membro nel 1785. Fino ad allora il solo Fontenelle aveva avuto l'onore di appartenere alle tre principali accademie francesi. E, a oggi, loro due sono stati gli unici a potersi fregiare di tale distinzione. Bailly si mostrò sempre molto onorato di una tale gratificazione, che associava il suo nome a quello dell'illustre scrittore.
Indipendentemente da questo speciale riconoscimento, Bailly comunque, come membro dell'Académie française, poté apprezzare la forte e inspiegabile rivalità che esisteva tra le due società. Questa era iniziata da molto tempo, sin da quando, con una solenne deliberazione, l'Académie des inscriptions decise che chiunque dei suoi membri avesse anche solo cercato di essere accolto all'Académie française, sarebbe stato irrevocabilmente espulso. Quando il re annullò questa deliberazione, comunque quindici accademici vincolarono loro stessi giurando di osservare tutte le precedenti disposizioni dell'accademia; inoltre nel 1783, Choiseul Gouffier, che si insinuava avesse aderito ai principi dei quindici confederati, poiché aveva comunque fatto in modo di essere nominato all'accademia rivale, fu citato in giudizio dall'orientalista Anquetil-Duperron con l'ordine di apparire davanti al Tribunale dei Maréchals de France per non aver rispettato la parola d'onore data.
Fu proprio grazie al regio decreto che Bailly, già membro dell'accademia francese poté entrare, comunque bene accetto, nell'Académie des inscriptions. Il re aveva infatti richiesto l'adesione nell'assemblea di alcune personalità, col titolo di Associés libres residenti a Parigi. Tra questi, oltre a Bailly, vi erano l'orientalista Antoine-Isaac Silvestre de Sacy, gli storici Antoine Mongez e François Clément, il medico Paul-Joseph Barthez, l'avvocato Armand-Gaston Camus, Pierre-Michel Hennin e Germain Poirier. L'accademia si limitò a ratificare le nomine.
Alcuni tra i più malevoli detrattori di Bailly proprio per questo motivo suggerirono che la sua elezione altro non fu che un immeritato prix de sagesse offertogli dal governo e dal re, che di tanto in tanto venivano offerti a quegli scrittori che resistevano alle lusinghe politiche antiassolutistiche della philosophie.

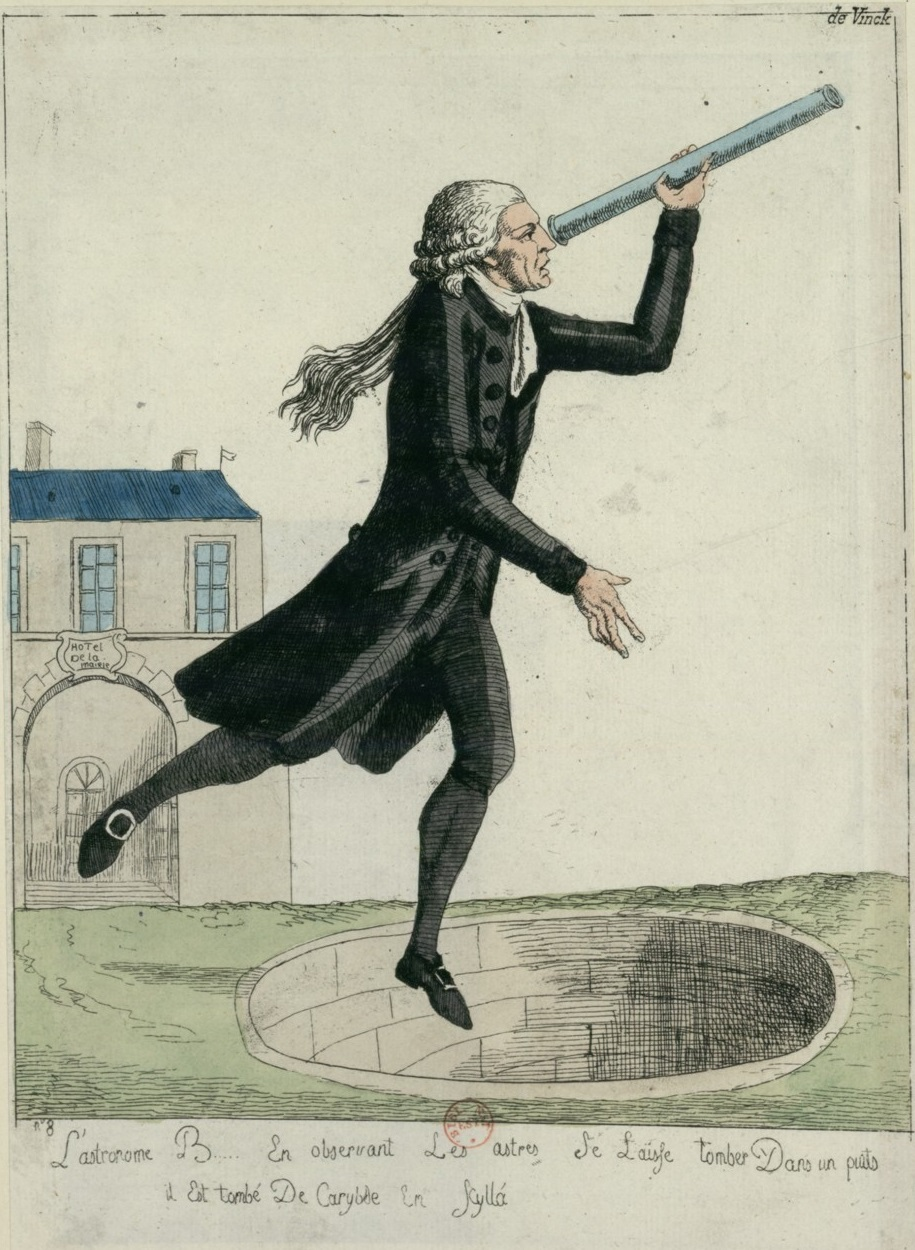
Caricatura di Bailly

In effetti il latino di Bailly era debole e sembra che non conoscesse né il greco, né l'ebraico, né nessuna lingua orientale. E questa mancanza di conoscenze linguistiche fu sempre utilizzata dai suoi detrattori come prova della superficialità della sua erudizione. Arago, comunque, interpretò l'elezione di Bailly all'accademia come una rivendicazione del suo ruolo positivo: «L'accademia, ben lontana da tali rancori puerili e dai pregiudizi ciechi di alcuni bambini senza erudizione, chiamò Bailly al suo interno...». In effetti non vi è, a oggi, alcuna evidenza sul fatto che qualcuno, all'interno dell'accademia, si fosse risentito della sua presenza voluta dal re.
In ogni caso, che la sua elezione fosse un prix de sagesse o no, Bailly si trovava in una posizione delicata come membro di tutte e due le accademie proprio a causa della rivalità esistente. Egli doveva inoltre provare le sue capacità, e ci riuscì con considerevole successo nella sessione pubblica dell'accademia che seguì la pausa pasquale del 1786, quando lesse pubblicamente una propria Mémoire sur la chronologie indienne. A oggi si conosce solo un altro testo (De l'Astronomie indienne) letto da lui sull'argomento, prima che appartenesse a questa accademia. Entrambi i documenti sono scomparsi nella loro forma originale. De l'Averdy, l'editore dei documenti accademici fino alla Rivoluzione francese, aveva sospeso il suo lavoro già dal 1784, e quando Dacier, sotto l'Impero napoleonico, cercò di completare il lavoro mancante, un sacco di documenti erano scomparsi. In ogni caso la sostanza di questi due documenti di Bailly, trovò luce nel celebre Traité de l'astronomie indienne et orientale, pubblicato da Bailly nel 1787.
Assieme a due elogi, che suggeriscono l'influenza di Rousseau, il Traité de l'astronomie indienne et orientale fu una delle sue ultime opere accademiche. In esso Bailly - ritrattando, almeno parzialmente, le sue ipotesi storiografiche - arrivò a difendere il punto di vista preso da Voltaire nelle Lettres dieci anni prima.
Il primo dei due elogi scritti da Bailly in questo periodo fu l′Éloge de Gresset, pubblicato nel 1785. Esso era dedicato alla memoria del poeta e drammaturgo francese Jean-Baptiste-Louis Gresset, fondatore dell'Académie des sciences, des lettres et des arts d'Amiens. Tale accademia aveva proposto per ben tre volte, in passato, un premio per il miglior éloge verso Gresset, senza però ricevere alcuno scritto degno di vincere. A Bailly non andò meglio. Però, un secolo dopo, il suo lavoro fu rivalutato ancor più positivamente quando un membro della stessa accademia, Dubois, chiese ai suoi colleghi di rendere a Bailly «un onore, di cui senza dubbio egli non ha bisogno, ma che il rigore dei nostri predecessori gli ha rifiutato». Per un'ironica coincidenza, uno dei suoi concorrenti per il premio, fu Maximilien de Robespierre che, come presidente del Comitato di salute pubblica, otto anni dopo, sarebbe stato uno dei suoi aguzzini.
L'elogio a Gresset era ben scritto sia per la sua semplicità, sia perché coglieva le questioni essenziali del soggetto. Lo stesso Bailly scrisse nei suoi Discours et mémoires: «Ho lodato Gresset, ma con giustizia e senza esagerazione. Mi ero proposto di osservarlo contemporaneamente sia per ciò che caratterizzava il suo talento sia per ciò che gli mancava». Bailly vedeva in Gresset un artista di transizione che sentiva la debolezza e la falsa brillantezza di una società troppo attaccata a valori superficiali e che si rivolse alla sensibilité, alle passioni e alla magnificenza della natura per essere ispirato.
La superiorità dell'elogio di Bailly rispetto a quello di Robespierre gli fu attribuita grazie al suo approccio soggettivo: «Bailly ha ragione — disse l'accademico Dubois nella sua constatazione — la sensibilità, è questa la fonte di tutti gli interessi... La sensibilità il suo concorrente non la neanche conosceva; era come una straniera alla quale Robespierre rifiutò l'ospitalità... Robespierre ha solo intravisto Gresset; non l'ha realmente sentito».
L'elogio di Gresset fu pubblicato anonimamente a Ginevra senza ricevere alcun avviso pubblico, sebbene Bailly avesse mandato delle copie allo scrittore La Harpe e ad alcuni dei suoi colleghi accademici. Tra questi c'era la marchesa de Créquy, che aveva ricevuto il documento anonimo e che non sapeva chi fosse in realtà l'autore. Su di essa, tra l'altro, c'è un aneddoto particolare. Quando Bailly la visitò, alcuni giorni dopo la comparsa dell'elogio, ella gli chiese: «Caro signor Bailly, potreste darmi qualche informazione su un elogio a Gresset che l'autore, sconosciuto, mi ha inviato?» senza sapere che Bailly ne fosse l'autore. «Sono in grande imbarazzo... — continuò la marchesa — verrà da me, o forse è già venuto dal momento che mi ha inviato il suo libro. L'ho letto; non credo che si possa possibile scrivere peggio sia per lo stile sia per la sostanza delle cose; è come l'oscurità prima della creazione; anzi, è l'oscurità stessa. Signor Bailly, vorrei che siate voi stesso a giudicare». Bailly incominciò a vergognarsi e nonostante tutti gli sforzi di cambiare discorso, forse a causa di quegli stessi sforzi, la marchesa si alzò, andò in cerca del pamphlet, lo mise nelle mani del suo autore sebbene non ne fosse conscia, e lo implorò di leggere ad alta voce: «Basterebbe anche la prima pagina — disse la marchesa — per consentirvi di giudice tutto il resto». Bailly era solito leggere molto bene. Arago non lascia capire, nella sua biografia, se in quell'occasione, invece, Bailly, emotivamente tormentato, era stato in grado di esercitare questo talento. Probabilmente no, considerando il fatto che la signora de Créqui lo interrompeva a ogni frase per fare i commenti più sgradevoli, esclamando ad esempio: «Che stile detestabile!» oppure «Che confusione, è peggio che confuso!» e altre frasi simili. Bailly non riuscì a estorcer nessuna indulgenza alla marchesa, ancora inconsapevole che lui ne fosse l'autore, fino a quando, per fortuna, l'arrivo di un altro visitatore mise fine a quella tortura insopportabile. Bailly, finalmente, riuscì a sfuggire, senza rivelarle la verità, ripromettendosi di non inviare mai più opere anonime a una marchesa o a chiunque altro su quella materia. Tuttavia, quando l'elogio fu ripubblicato nel 1790 nei Discours et mémoires, la marchesa de Créquy, che aveva dimenticato l'incidente precedente, «sommerse l'oratore, stavolta conosciuto, di complimenti esagerati come le critiche che aveva fatto».

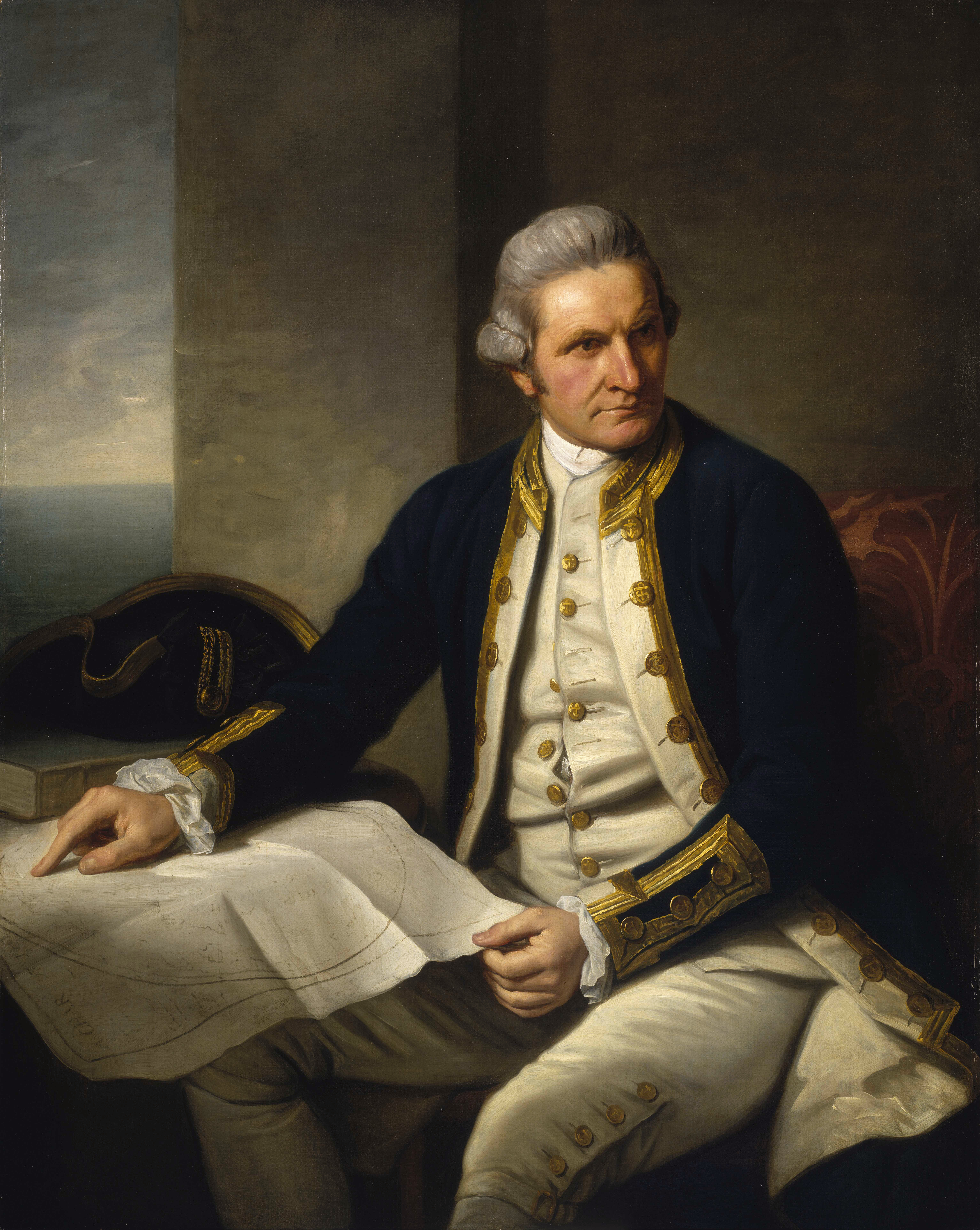
Il capitano James Cook. Nathaniel Dance-Holland, olio su tela, 1775

Allo stesso periodo può essere assegnato l'ultimo elogio di Bailly, l′Éloge du capitaine Cook, dedicato al capitano James Cook, esploratore e cartografo britannico. Questo lavoro fu scritto per l′Académie de Marseille, che aveva proposto già dal 1780 Cook come soggetto di un prix d'éloquence. Poiché tutte le iscrizioni ricevute furono giudicata insoddisfacenti, il premio fu posticipato di anno in anno fino a che non fu vinto, finalmente, dallo storico lionese Pierre-Édouard Lémontey nel 1789. I biografi di Bailly sono stati abbastanza vaghi sulla data di composizione dell'elogio a Cook, che comunque non apparì alle stampe prima del 1790. Un elemento degli Année littéraire dell'ultima parte del 1786, comunque, offre delle evidenze quantomeno conclusive sul fatto che l'elogio fu scritto quell'anno o l'anno precedente. Se il lavoro fu presentato nella competizione per il 1786, si potrebbe constatare che, quasi certamente, fu scritto dopo l′Éloge de Gresset, e non fu probabilmente revisionato a causa della pendenza degli altri lavori che Bailly aveva tra le mani, tra cui le mémoires per l′Académie des inscriptions, i rapporti delle commissioni accademiche sull'Hôtel-Dieu e sui mattatoi e, soprattutto, il Traité de l'astronomie indienne et orientale. L'elogio a Cook non fu, per questo motivo, uno dei lavori di Bailly più riusciti; non dava abbastanza informazioni sul capitano, mancava di continuità e soprattutto, in certi casi, era contraddittorio. Ciononostante, mostrava alcuni tratti importanti del pensiero e dello stile di Bailly, il quale per la prima volta esibì un'inclinazione rousseauiana che non c'era nelle altre opere. Inoltre, con la sua prosa descrittiva, dietro il fascino di un soggetto esotico, Bailly mostrò, secondo alcuni critici, dei lampi di bellezza simili a quelli del romantico Chateaubriand. Nell'opera è presente il primo e unico contributo di Bailly al mito del buon selvaggio. Questo elemento manca, sorprendentemente, dai suoi altri lavori, forse per la sua determinazione nel riabilitare una grande, ipotetica, civiltà antica come quella di Atlantide. Anche quando parlò degli Indiani del Nord America, nell′Histoire de l'astronomie moderne, egli si astenne dalle generalizzazioni sulla loro morale, senza specificare nemmeno se fossero più felici o più infelici rispetto agli europei. Nell'elogio del capitano James Cook, però, le sue dichiarazioni sono inequivocabilmente rousseauiane: «Le nazioni del mare del sud mostrano che l'uomo è buono se proviene direttamente dalle mani della natura. Mi piace dipingere le anime ingenue e pure degli abitanti di Tahiti, gente amica della pace, gente che vive senza barba, ricchi solo doni della terra, liberi nei loro desideri e nei loro piaceri, che non conoscono né l'interesse né l'odio, buoni senza morale, giusti senza legge; questo popolo ha, come nell'infanzia, degli affetti dolci e la tipica virtù dell'innocenza; e conosce, come nell'infanzia, i piaceri vivaci e solo lievi dolori. Questo stato dell'infanzia umana è l'età dell'oro dei poeti».

### Bailly riformatore: i rapporti sull'Hôtel-Dieu e sui mattatoi parigini
La celebrità come scrittore, il prestigio di essere membro delle tre principali accademie francesi, il successo del rapporto sul magnetismo animale e le sue relazioni cordiali con la Corte portarono Bailly ad avere l'inaspettata opportunità di giocare un nuovo ruolo negli affari pubblici. Quando l'autorità si muoveva, era generalmente in risposta alla pressione dell'opinione pubblica e alla diffusa accettazione del parere che le riforme erano necessarie. Il governo di Luigi XVI faceva poche eccezioni a questa regola, infatti negli anni immediatamente antecedenti alla Rivoluzione ci furono dei segnali del fatto che il governo fosse preparato a prendere l'iniziativa per certi tipi di riforme. Era inevitabile allora che in questo genere di cose gli stipendiati del governo, come Bailly, avrebbero dovuto essere gli agenti della riforma. Bailly potrebbe aver fatto il suo primo passo nel diventare rivoluzionario proprio quando, su richiesta del governo, abbandonò un'altra volta i suoi libri e i suoi telescopi per assumere i panni del "riformatore".
La relazione sul mesmerismo infatti, non fu l'unica alla quale partecipò Bailly: tra il 1786 e il 1788 l'Académie des sciences costituì due nuove commissioni d'indagine alle quali Bailly partecipò, ovvero quella sull'Hôtel-Dieu e quella sui mattatoi parigini. In questo caso le relazioni si occupavano di temi sociali molto forti: quella dell'Hôtel-Dieu, ad esempio criticava la gestione sanitaria del più famoso ospedale parigino dell'epoca, mentre quella sui mattatoi vagliava tutti i pericoli dovuti a essi. Tutte le relazioni mostravano non soltanto l'intento di riformare questi ambienti, ma proponevano anche dei progetti realizzabili per riformarli.

#### La tragica condizione dell'Hôtel-Dieu

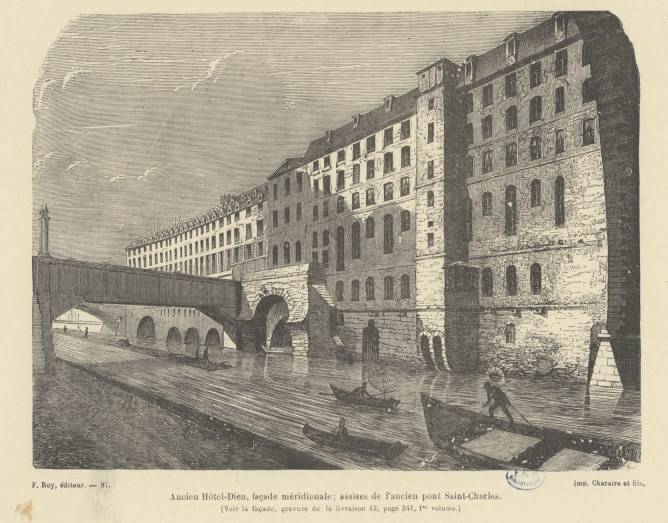
L'antica facciata meridionale dell'Hotel-Dieu nel 1860 circa

Nel 1772 l'ennesimo incendio aveva distrutto quasi del tutto l'Hôtel-Dieu, il più antico ospedale cittadino di Parigi, ormai fatiscente. Molti ne furono contenti: la struttura a quel punto o finiva per sempre o andava ricostruito e prima ancora ripensato nelle sue funzioni. Il dibattito sull'assistenza pubblica e su quella ospedaliera era da tempo all'attenzione del Re. Il 17 agosto 1777 un apposito decreto reale sollecitava tutti coloro che si ritenessero portatori di idee nuove e interessanti a sottoporle al parere di una commissione di esperti; oltre centocinquanta progetti furono presentati ma nessuno di questi fu reso pubblico e le conclusioni furono quelle che l'Hôtel-Dieu rimanesse dove stava ampliandone le dimensioni.
Bernard Poyet, architetto e ispettore edile parigino, presentò al governo nel 1785 un documento in cui si sforzò di stabilire la necessità di rimuovere, per poi costruirne uno nuovo in un'altra zona della città. Questo documento, sottoposto per ordine del re al giudizio dell'Académie des sciences, diede origine, direttamente o indirettamente, a tre deliberazioni. I commissari scelti dall'accademia furono: il medico Joseph-Marie-François de Lassone, Darcet, il chirurgo alla Salpêtrière Jacques-René Tenon, il naturalista Louis Jean-Marie Daubenton, Bailly, il fisico Charles Augustin de Coulomb, il matematico Pierre Simon Laplace e il chimico Antoine Lavoisier. Fu Bailly, assieme a Tenon comunque, a scrivere il rapporto.
«L'interesse che Bailly mostra nei confronti dei poveri e dei malati fu profondo — scrive Arago — eppure le sue parole sono comunque moderate, piene di gentilezza, anche laddove i sentimenti di rabbia precipitosa e di indignazione sarebbero stati più che legittimi. Ebbene sì, proprio così: rabbia ed indignazione!». In effetti il lavoro della commissione fu doppiamente impressionante, anche per i canoni moderni, sia per lo spirito umanitario spirito che lo ispirò sia per il modo sistematico e approfondito con cui l'indagine fu condotta.
L'inchiesta della Commissione si avvalse innanzitutto di un questionario inviato ai vari ospedali per consentire di rilevare tutta una serie di dati strutturali e statistici: superficie generale, cubatura, disposizione, numero dei letti, superficie e cubatura delle stanze, funzioni delle stesse, casistiche delle patologie ricoverate, indici di mortalità, costo delle cure erogate, numero degli addetti, tipo di organizzazione in atto, sistemi anti incendio e modalità di selezione del personale. Ma il questionario non bastava, a esso si aggiunsero le ispezioni. E qui scoppiò il conflitto: gli amministratori dell'Hôtel-Dieu non solo non fornirono alcun dato ma rifiutarono l'accesso ai membri della commissione. «Abbiamo richiesto — scrive Bailly — al Consiglio di Amministrazione dell'Ospedale sia di permetterci di esaminare accuratamente la struttura sia di poter usufruire dell'accompagnamento di una guida che avrebbe potuto istruirci e accompagnarci... era per noi fondamentale conoscere tutti i dettagli; l'abbiamo richiesto, ma non abbiamo ottenuto nulla». L'autorità a cui i Commissari si erano rivolti e che colpevolmente non diede alcuna risposta, consisteva in numerosi amministratori che lavoravano sotto la supervisione dell'arcivescovo di Parigi e che consideravano, come scrive Arago, «i poveri come il proprio patrimonio, che dedicarono ad essi una disinteressata ma improduttiva attività; che erano impazienti di qualunque miglioramento, il germe del quale però non si era che sviluppato solo nella loro mente, o in quella di qualche filantropo». Questi filantropi erano però forse un po' troppo suscettibili, e respingevano qualunque forma di controllo sul loro operato che poteva sembrare un'offesa al loro zelo, al loro buon senso e alla loro capacità di autogestirsi.
Allora toccò al medico Tenon recuperare i suoi antichi studi sull'ospedale dove aveva lavorato in precedenza richiamando alla memoria le sue dirette esperienze. Il quadro che ne venne fuori fu desolante: poca o nulla ventilazione, area mefitica, sale sovraffollate all'inverosimile, tre quattro pazienti in media per letto, in una totale drammatica confusione di patologie e di organizzazione.
Dalla relazione emerse che, nel 1786, all'Hotel-Dieu erano trattate infermità di ogni sorta: malattie chirurgiche, malattie croniche o contagiose, patologie femminili e infantili, ecc. vi erano infermi di tutti i tipi, perciò tutto presentava un'inevitabile confusione. Il paziente che arrivava era spesso lasciato sul letto e sotto le lenzuola infette di un malato appena morto. Inoltre, il reparto riservato ai pazzi era molto piccolo: Bailly racconta che due pazienti malati di mente erano stati messi a dormire insieme. Per i Commissari tutto ciò era disdicevole sia da un punto di vista morale sia da quello medico.
Nel reparto di San Francesco, riservato esclusivamente ai malati di vaiolo, c'erano stati a volte, per mancanza di altro spazio, fino a sei adulti o otto bambini disposti anche in un singolo letto largo all'incirca un metro e mezzo. Le donne isteriche erano miste nel reparto di Santa Monica con altre che avevano semplicemente la febbre, e molto spesso queste ultime ne erano inevitabilmente contagiate, nello stesso luogo in cui, paradossalmente, avevano sperato di rimettersi in salute. Le donne con i bambini o quelle confinate, erano ugualmente affollate in letti stretti e infetti. Nel loro stato usuale, i letti dell'Hotel-Dieu, che erano larghi anche meno di un metro e mezzo, contenevano quattro e spesso anche sei pazienti; e le persone erano disposte alternativamente con i piedi di uno che toccavano le spalle del successivo; ognuno aveva in media uno spazio di 25 cm. Bailly e i Commissari fanno a questo punto una serie di calcoli: un uomo di medie dimensioni, sdraiato con le braccia vicine al corpo, occuperebbe in media 48 cm al massimo considerando le spalle. I pazienti poveri quindi non solo non potevano stare comodi all'interno dei letti, eppure erano costretti a sdraiarsi da un lato e a rimanere immobili; nessuno poteva girarsi senza spingere, senza svegliare i suoi vicini. Addirittura i malati erano soliti mettersi d'accordo, almeno finché la loro malattia lo permetteva: alcuni di loro, alternandosi, rimanevano per una parte della notte nello spazio tra i letti, lasciando gli altri a riposare in attesa del loro turno; e succedeva in alcuni casi che queste persone morivano o agonizzavano, per il riacutizzarsi delle loro malattie anche in queste posizioni scomodissime che non facevano altro che rendere ancora più dolorosa la loro agonia.

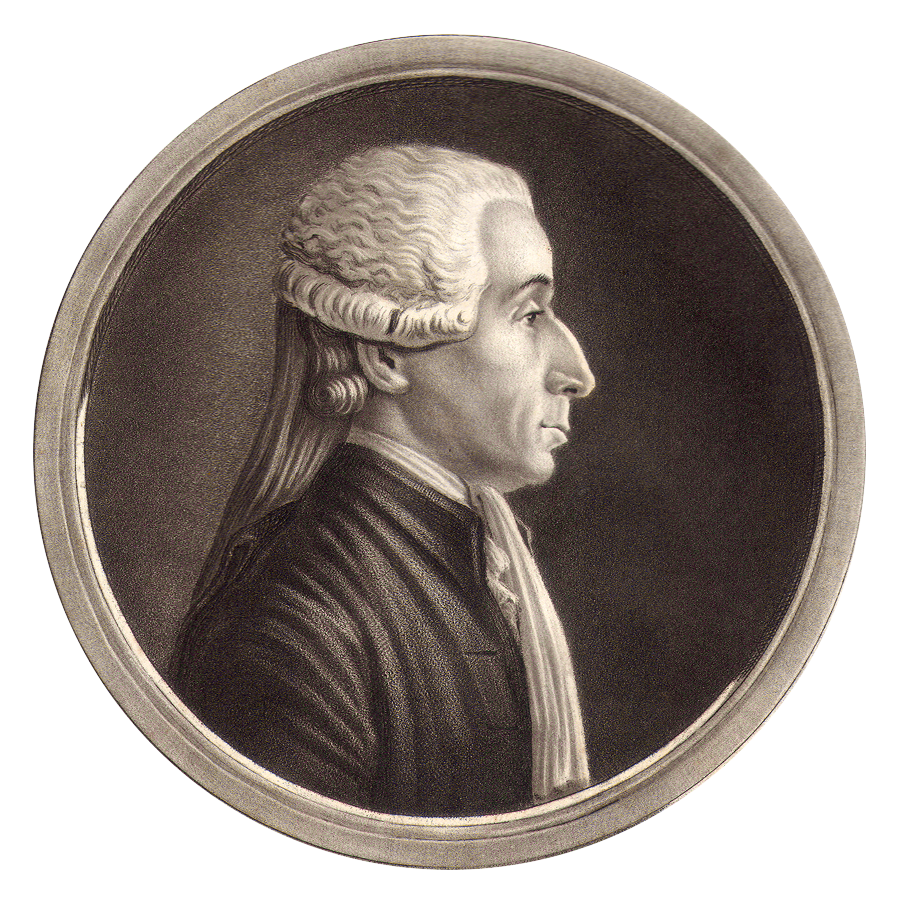
Ritratto postumo di Bailly

Ma, come descrive Bailly, non erano solo i letti l'unica fonte di disagio per i pazienti; molti fattori in realtà impedivano loro di poter riposare tranquillamente: l'insopportabile calore ad esempio, facendo sudare notevolmente gli infermi, aveva fatto propagare violente malattie della pelle e spaventosi parassiti; i pazienti febbricitanti, sudando, contagiarono anche i loro vicini. Addirittura ci furono effetti ancor più seri (e ancora più imbarazzanti) a causa della presenza di più malati nello stesso letto: il cibo, le medicine, destinate ad una persona, spesso andavano a finire ad altre persone che non solo non ne avevano bisogno, ma che, così facendo, precludevano ogni possibilità di sopravvivenza a chi invece, di quelle medicine, aveva bisogno. Così nei letti spesso giacevano i morti, anche per ore o giorni interi, mescolati con i vivi. «Questo — scrive Bailly — era il normale stato del fatiscente Hotel-Dieu».
Il rapporto di Bailly descrive anche in che modo e in quali condizioni si tenevano le operazioni chirurgiche. Innanzitutto, i Commissari videro che il reparto chirurgico era pieno di pazienti. Alcune operazioni furono svolte in loro presenza. Bailly scrive: «Lì abbiamo visto la preparazione al tormento; lì si sentivano le urla dei malati. Chiunque avrebbe dovuto operarsi il giorno successivo, aveva di fronte a sé l'immagine delle sue future sofferenze; e intanto chiunque fosse riuscito a passare indenne l'intervento, costretto a rimanere in quel luogo non poteva che spaventarsi nel sentire delle grida così vicine alle proprie. E questo terrore, queste emozioni, lui le sperimentava nel bel mezzo del processo infiammatorio o durante la suppurazione, ritardando così il suo recupero, e mettendo a rischio la sua vita...». «A quale scopo — si chiede con sdegno Bailly — vorreste far soffrire un uomo già sfortunato, se non vi è nessuna possibilità di salvarlo, e se non si aumenta tale probabilità prendendo tutte le precauzioni possibili?».
Anche il confronto con le altre strutture caritatevoli parigine era sfavorevole: «Le malattie si protraevano per il doppio del tempo all'Hôtel-Dieu, se confrontate a quelle del Charité: anche la mortalità era circa doppia! Anche chi subiva la trapanazione del cranio nell'ospedale muore; sebbene questa operazione ha discretamente successo a Parigi, e anche di più a Versailles». Anche le donne, in proporzione, morivano molto di più.
Bailly e i Commissari, scandalizzati dalla situazione, si lamentano così nel rapporto, richiamando periodicamente tutte le sinistre constatazioni sull'elevata mortalità dei malati dell'Hôtel Dieu; eppure, anche dopo il rapporto della Commissione, nulla fu alterato nell'amministrazione dell'ospedale. «L'Hotel-Dieu — spiega Bailly — è esistito dal VII secolo e se questo ospedale è il più carente di tutti è proprio perché è il più vecchio. Sin dalla sua nascita, c'è stata la volontà di fare del bene, vi è stato il desiderio di contribuire ad aiutare i malati, e l'essere costanti in ciò è apparso un dovere. Per questo motivo, tutte le utili innovazioni hanno avuto notevole difficoltà ad esservi ammesse. Ogni riforma è difficile: c'è una numerosa amministrazione da convincere; c'è un'immensa massa da smuovere».
L'«immensità della massa», tuttavia, non scoraggiò la Commissione accademica. Le conclusioni della Commissione a questo punto erano scontate ma esse andarono al di là della semplice proposta per la ricostruzione di un nuovo Hôtel Dieu. Quest'ultimo andava chiuso ed al suo posto si sarebbero realizzati quattro nuovi ospedali ma la grande novità stava proprio nella formulazione, in maniera chiara e motivata, dei criteri progettuali su cui basare la nuova edilizia ospedaliera; criteri che rispecchiavano la serietà e professionalità dei componenti la commissione. Ne derivò così un progetto ideale, in cui ogni scelta che riguardava cubature, superfici, percorsi, servizi, venne analiticamente giustificata alla luce delle esigenze igieniche e funzionali.
In sintesi, quello che la Commissione richiedeva era:
- limitazione dei posti letto per ogni complesso ospedaliero a un massimo di 1200-1500;
- scelta edilizia del sistema a padiglioni separati con una distanza minima tra gli edifici doppia rispetto all'altezza dei piani;
- reparti distinti per uomini e donne garantendo a ogni malato il proprio letto;
- disposizione dei letti, nelle corsie, su due file, con un numero massimo di 36 malati per stanza;
- presenza in ogni infermeria di autonomi servizi (latrine, lavatoi, cucinette, locali per le suore e le infermerie);
- finestre delle infermerie estese fino al soffitto;
- scale aperte e ventilate dall'esterno.

A onor del vero va ricordato che la proposta dei padiglioni avanzata dalla Commissione dell'Accademia delle Scienze non era originale. Già nel 1754, a Londra, era stato costruito proprio con quei criteri l'Ospedale di Stonehouse. Le esperienze inglesi rimasero però episodi isolati, mentre ben più ampia risonanza ebbero le conclusioni dell'Accademia grazie al crisma di ufficialità scientifica che le caratterizzava. L'Europa intera, tranne qualche eccezione, recepì le novità parigine e la tendenza generale fu quella di costruire
nuovi ospedali, ispirati ai moderni criteri, piuttosto che ristrutturare quelli esistenti.
Un altro aspetto non trascurabile che riguarda l'organizzazione assistenziale merita di essere ricordato: la commissione di Bailly volle infatti indagare sulle modalità con cui i medici e, in generale, tutto il personale di assistenza, garantissero una sorveglianza continua dei malati. Dal 1760 in avanti erano apparsi numerosi regolamenti ospedalieri che prevedevano, all'interno di un ordinamento medico estremamente strutturato e articolato, una disciplina severissima, quasi gerarchica. Tale approccio faceva chiaramente riferimento al modello militare che prevedeva una precisa responsabilità dei superiori sui subordinati. In tale inquadramento disciplinare i medici erano obbligati a una presenza regolare e assidua nei confronti dei pazienti; dal regolamento generale dei medici operanti presso l'Hotel-Dieu — datato 18 novembre 1771 — all'art. 2 si legge che sarebbe toccato alla direzione ospedaliera scegliere tra i medici «[...] qualcuno che deve risiedere all'interno dell'Hôtel Dieu, dedicandosi completamente alla cura dei pazienti, e che oltre alla normale attività deve assistere i malati sia di giorno che di notte, e negli intervalli in cui mancano gli altri medici» In questo contesto si inseriscono inoltre le infermiere, obbligate a seguire fedelmente le indicazioni dei medici.
Al termine del rapporto Bailly, rivendicando i meriti della sua commissione, scrive: «Ogni pover'uomo può stare adesso in un solo letto, e lo deve principalmente agli sforzi talentuosi, perseveranti e coraggiosi dell'Accademia delle Scienze. Il povero lo dovrebbe sapere, e il povero non lo dimenticherà».
Oltre che come redattore dei rapporti, il ruolo effettivamente attivo di Bailly nella proposta di queste riforme è ben documentato dagli articoli di Duveen e Klickstein, e dalla corrispondenza epistolare con Tenon. Si deve anche notare che Bailly credeva nel risultato di questa riforma, come dimostra il suo contributo di 600 lire per la creazione di nuovi ospedali. La rivoluzione francese però impedì la realizzazione del progetto.

#### I mattatoi parigini
Nonostante i numerosi atti del parlamento, e nonostante i positivi regolamenti della polizia, risalenti a Carlo IX, a Enrico III e a Enrico IV i mattatoi esistevano ancora all'interno della capitale nel 1788. Per esempio, a l'Apport-Paris, la Croix-Rouge, nelle vie delle macellerie, a Montmartre, a Saint-Martin, ecc. Di conseguenza, i buoi e i vitelli spesso venivano spinti in massa anche nelle zone frequentate della città; gli animali spesso cercavano di fuggire, inquietati dal rumore delle carrozze, dai bambini, dagli attacchi o dall'abbaiare dei cani randagi, entravano nelle case o nei vicoli, spaventando le persone, talvolta incornandole, e commettevano gravi danni. Non solo, dei gas fetidi erano emessi dai mattatoi (che si trovavano, tra l'altro in edifici troppo piccoli e mal ventilati); gli avanzi che dovevano essere portati fuori generavano un odore insopportabile; il sangue scorreva attraverso le grondaie del quartiere, con gli altri resti degli animali, e lì avveniva la loro putrefazione. La fusione del sego bovino, un'inevitabile mansione in tutti i mattatoi, diffondeva delle emanazioni disgustose nei dintorni, e provocava un costante pericolo di incendio.
Tutti questi inconvenienti, questo stato repellente delle cose, ridestò nel 1788 la sollecitudine della pubblica amministrazione; il problema fu sottoposto anche questa volta all'Académie des sciences che ricostituì la stessa commissione per l'Hôtel-Dieu: Tillet, Darcet, Daubenton, Coulomb, Lavoisier, Laplace e Bailly. E fu Bailly, come al solito, a scrivere il rapporto della Commissione.
Quando Napoleone, sperando di liberare Parigi dai pericolosi e insalubri mattatoi, decretò la costruzione di più igienici e raffinati mattatoi, trovò che l'argomento era già stato bene esaminato, sotto tutti i punti di vista, nella relazione di Bailly. «Noi chiediamo — scrive Bailly nella relazione — che i macelli siano rimossi e spostati a una certa distanza dal centro di Parigi» ed in effetti essi scomparvero, ma solo con l'avvento di Napoleone e a ben quindici anni di distanza.

### Cancellierato all'Accademia francese e matrimonio

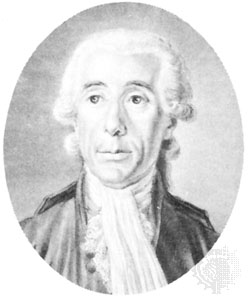
Incisione su Bailly di Pierre-Michel Alix

Bailly continuò a partecipare agli incontri dell'Accademia francese e nel 1786 servì un mandato come Cancelliere dell'Accademia. Il 13 novembre del 1787 sposò una vedova, Jeanne le Seigneur, un'intima amica di sua madre, solo due anni più giovane di lui. Ella era vedova di Raymond Gaye, impiegato al dipartimento dei servi della manomorta, amico di Bailly.
Madame Bailly, lontana parente di Claude Joseph Rouget de Lisle, autore della Marsigliese, aveva un attaccamento per il marito che sconfinava quasi, scrive Arago, nell'«adorazione».
Lei profuse verso Bailly la più «tenera e affettuosa attenzione». Il successo che la donna avrebbe potuto avere nel mondo della moda dell'epoca grazie alla sua grazia e alla sua bellezza, non la tentavano. Visse in modo quasi del tutto ritirato anche quando il marito iniziò a proiettarsi in politica. Quando Bailly divenne sindaco di Parigi, come moglie del primo cittadino apparve soltanto in un'unica cerimonia pubblica: il giorno della benedizione dei colori dei sessanta battaglioni della Guardia Nazionale da parte dell'arcivescovo di Parigi, dove accompagnò in cattedrale Madame de Lafayette. In quella occasione, come racconta Arago, lei disse: «Il dovere di mio marito è quello di mostrarsi in pubblico, ovunque ci sia qualcosa di buono da fare o ovunque ci sia qualche buon consiglio da dare; il mio dovere è invece rimanere a casa». Questa condotta di vita così riservata da parte di Madame Bailly, ben più che rara nell'alta società dell'epoca, non disarmò comunque le satire di alcuni libellisti parigini. Molti testi sarcastici l'attaccavano continuamente, minandone la tranquillità. Quella che pareva infatti una donna bella ed elegante, che evitava la società, non poteva che essere presa di mira come «ignorante e stupida». Così sorsero circa un migliaio di storie immaginarie, in parte anche ridicole, che venivano date in pasto quotidianamente al pubblico dai detrattori di Bailly.

### La Rivoluzione
Agli inizi della Rivoluzione francese era nato il Musée des monuments français (oggi Musée national des Monuments Français), aperto dal medievalista francese Alexandre Lenoir. Fu grazie al sostegno di Bailly, prima della Rivoluzione, che Lenoir poté richiedere con successo che tutte le opere artistiche di proprietà dello Stato venissero riunite nel museo per la loro salvaguardia. Molte opere allora furono confiscate a diverse case religiose e conservate in quel solo luogo per evitare la loro dispersione e l'eventuale distruzione.
Fino alla Rivoluzione comunque l'unica partecipazione ufficiale di Bailly negli affari politici di cui si ha traccia, prima del 1789, è la sua firma collegata a un mémoire à consulter, redatto nel dicembre 1788, che aveva posto il problema di come ridare a Parigi una giusta rappresentanza agli Stati Generali. Il mémoire fu sottoposto a un gruppo di eminenti avvocati parigini che esaminò il background storico dei metodi elettorali cittadini. Il loro parere fu scritto in un memoriale, inviato al re, in cui si chiese la restituzione degli antichi diritti elettivi della città per una libera elezione dei deputati parigini.

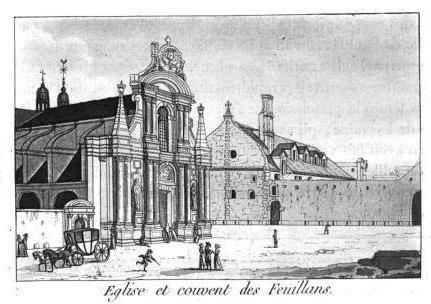
La Chiesa e il Convento dei Foglianti in rue Saint-Honoré dove Bailly inaugurò la sua carriera politica

Nei mesi che seguirono l'annuncio di Jacques Necker della convocazione degli Stati generali, Parigi era sospesa in uno stato di animazione, interrotto a tratti da esplosioni di disordine. Un fiume di opuscoli e pamphlet inghiottì la città, infiammando gli animi frastagliati della popolazione semi-affamata. Il governo e il parlamento erano ugualmente inefficaci nel sopprimere le pubblicazioni illegali. La città fu resa ancora più inquieta dalla politica, apparentemente deliberata, eppure notevolmente ottusa, del governo che rinviava qualsiasi decisione sulle modalità elettive dei deputati all'interno della città. In assenza di un qualsiasi pronunciamento definitivo da parte del governo, si verificarono nei mesi successivi amari litigi legati a questioni di competenza e di giurisdizione tra il prevosto dei mercanti, che rappresentava il governo municipale, e il prevosto di Parigi, che era invece l'organo del ministero. Il metodo di elezione nelle province era stato decretato già alla fine di gennaio, ma Parigi continuò a restare nell'incertezza fino a due regi decreti pubblicati nel marzo e nell'aprile 1789, in cui fu finalmente stabilito il metodo di elezione all'interno della città stessa. Avendo ricevuto gli ordini del governo, a Parigi si incominciò in fretta ad organizzarsi per le elezioni. La città fu divisa in distretti dai quali si selezionavano i delegati per l'assemblea elettorale del Terzo Stato di Parigi la quale poi avrebbe nominato i deputati da mandare agli Stati generali. La mattina del 21 aprile 1789, Bailly entrò nel convento della congregazione cistercense dei Foglianti in rue Saint-Honoré, il principale luogo d'incontro del suo quartiere, e lì inaugurò la sua carriera politica.
Nelle sue Mémoires Bailly espresse la sua eccitazione quando entrò per la prima volta in politica con queste parole: «Quando mi sono trovato in mezzo all'assemblea distrettuale, ho sentito che stavo respirando aria nuova. Far parte dell'ordine politico è stato qualcosa di completamente nuovo... con gli Stati Generali, finalmente, ogni singolo francese poteva avere un'influenza, certamente remota, ma comunque un'influenza, ottenuta per la prima volta dopo un secolo e mezzo».
Bailly fu uno dei candidati scelti per rappresentare il suo distretto nell'assemblea dei delegati, che avrebbe dovuto scegliere, tra i suoi appartenenti, i deputati parigini per il Terzo Stato presso gli Stati generali.
Bailly entrò nell'assemblea dei delegati parigini con trepidazione ma anche con un forte senso di insignificanza: «Mi consideravo quasi del tutto sconosciuto in questa Assemblea, dove conoscevo poco più di otto o dieci persone». Durante il primo confronto su una questione, Bailly, per sua stessa ammissione, attese timidamente «di conoscere l'opinione della maggioranza e degli spiriti moderati...» Bailly notò una certa antipatia nell'assemblea verso gli uomini di lettere e gli accademici. Qualunque fossero i rancori o i pregiudizi sentiti dai membri dell'assemblea verso gli scienziati in generale, comunque, di sicuro scomparvero nei confronti di Bailly. Infatti, nel ballottaggio per eleggere i funzionari dell'assemblea, Bailly arrivò secondo dietro al solo Gui-Jean-Baptiste Target per il ruolo di presidente e fu scelto segretario con un margine schiacciante.
Bailly fu quindi incaricato di scrivere il resoconto dell'assemblea, un dovere che eseguì fino alla sua partenza per Versailles il 21 maggio, dove - eletto deputato - avrebbe iniziato anche lui a partecipare alle sedute degli Stati Generali. Infatti, quando l'assemblea dei delegati scelse la sua rappresentazione per gli Stati Generali, Bailly fu nominato come primo deputato per il Terzo Stato di Parigi. Gli altri diciannove membri della delegazione furono rapidamente nominati, e si presentarono frettolosamente a Versailles. Curiosamente, fu attraverso un involontario errore di Bailly, allora segretario, che, omettendo un decreto dell'assemblea dal rapporto che stava scrivendo, permise all'abate Emmanuel Joseph Sieyès di avere i requisiti necessari per essere scelto come ultimo deputato a rappresentare il Terzo Stato per Parigi (sebbene fosse un esponente del clero). E ciò permise poi a Siéyès di giocarsi un gran ruolo nell'Assemblea Nazionale. Arrivando con tre settimane di ritardo, i deputati parigini trovarono gli Stati generali ancora disorganizzati. Tutti i tentativi di reimpiegare le procedure utilizzate l'ultima volta, nel 1614, erano stati ostacolati da una resistenza ostinatissima del Terzo Stato, che insistette per attuare una verifica dei poteri in comune, per esaminare la legittimità dell'elezione dei deputati: mentre la nobiltà e il clero scelsero di operare la verifica separatamente, il Terzo Stato chiedeva una ratifica comune. I tentativi a casaccio del governo di riconciliare i tre stati furono inutili e aumentarono solo un senso generale di frustrazione.
Comunque, poco dopo l'arrivo della delegazione parigina, la confusione e l'indecisione lasciarono il posto a un'azione forte e determinata del Terzo Stato, che fu progettata per superare lo stallo in atto. Nei giorni epocali che seguirono, inoltre, Bailly fu una figura dominante. La sensazione di solitudine e di scarsa familiarità che lo opprimeva quando era arrivato a Versailles fu presto dissipata dal riconoscimento lui accordato come primo deputato del Terzo Stato di Parigi. Nella settimana del suo arrivo, il 3 giugno, fu nominato presidente, o decano, del Terzo Stato succedendo a Michel-François d'Ailly, dimissionario. Nelle sue Mémoires, Bailly scrisse di aver accettato l'incarico con riluttanza, convinto «di non esserne degno», ma credendo di essere comunque tenuto ad accettarlo per l'onore che questa carica estendeva alla municipalità di Parigi.
Di fronte alla delicata missione di ottenere un incontro con il re, il compito di Bailly fu complicato dalla malattia fatale che colpì il Delfino reale, Luigi Giuseppe, durante questo periodo cruciale in cui il Terzo Stato insisteva per comunicare con il sovrano. Bailly, ignorando le calunnie accumulate contro di lui dalla corte per la sua «barbara condotta», insistette affinché il Terzo Stato potesse ricevere gli stessi privilegi di comunicazione col re che erano stati concessi agli altri due Stati.
Bailly era ancora presidente del Terzo Stato (era stato intanto rieletto l'8 giugno) quando esso decise di autoproclamarsi Assemblea nazionale sollecitando il supporto degli stati privilegiati. Fu, infatti, un «sereno e dignitoso» Bailly a pilotare il Terzo Stato durante la turbolenta sessione nella quale fu presa la decisione di costituirsi Assemblea nazionale. La crisi fu raggiunta nella notte del 16 giugno. Adolphe Thiers nel suo libro Histoire de la révolution française descrive il presidente Bailly come in piedi in disparte su di un podio, con le braccia conserte, mentre davanti a lui si scatena la bolgia.
Quella notte Bailly aspettò più di un'ora nella speranza che il tutto si risolvesse in un clima più tranquillo, e ammise nelle sue Mémoires che alcuni degli spiriti più impetuosi nella stanza chiesero a gran voce addirittura la sua rimozione. Il clima comunque si ristabilì, e l'Assemblea decise di rinviare la decisione al giorno successivo. Bailly nelle sue Mémoires racconta un resoconto della sessione del 17 giugno con un'ostentazione melodrammatica: «Questo giorno sarà per sempre indimenticabile. Questo fu il giorno in cui si costituì l'Assemblea, quando l'Assemblea annunciò i diritti della nazione...»
Dopo che il decreto di costituzione fu approvato, la neo-battezzata Assemblea Nazionale di Francia elesse Bailly come suo primo presidente. I deputati, poi, attesero la reazione della monarchia al fatto compiuto. In questo clima, come astro nascente della politica, Bailly stava per rivelarsi decisivo.

Schizzo del giuramento della Pallacorda di Jacques-Louis David. Bailly è raffigurato su un tavolo al centro, di fronte allo spettatore, mentre alza la mano destra nell'atto di giurare.

Il conflitto tra il re e la neonata Assemblea fu inaugurato dal giuramento della Pallacorda il 20 giugno e raggiunse il suo culmine quando la monarchia si arrese una settimana dopo. Il 20 giugno infatti il re ordinò la chiusura della sala dove si riuniva abitualmente l'Assemblea (una sala dell'Hôtel des Menus-Plaisirs a Versailles) con il pretesto di eseguirvi dei lavori di manutenzione, cercando in tal modo di impedire qualunque tipo riunione. I deputati del Terzo Stato divennero furenti, gridarono al dispotismo e si sparsero per le vie di Versailles cercando di spargere i propri timori a tutti gli abitanti. Su proposta del deputato Joseph-Ignace Guillotin tutti si spostarono in una vicina sala adibita al gioco della pallacorda; lo stesso Bailly si premunì di avvisare i colleghi di spostarsi:
(L'invito di Bailly ai colleghi dinanzi ai cancelli Versailles chiusi per ordine di Luigi XVI.)
Nella palestra della pallacorda tutti i deputati giurarono solennemente «di non separarsi mai e di riunirsi ovunque le circostanze l'avrebbero richiesto, fino a che non fosse stata stabilita e affermata su solide fondamenta una Costituzione per il regno francese». Una volta entrati dentro, fu offerta una sedia a Bailly il quale, invece di accettarla, si pose sopra a un tavolo, rifiutando di sedersi mentre l'Assemblea si stava riunendo. Fu proprio Bailly, da presidente dell'Assemblea, a proporre il famoso giuramento - scritto da Jean-Baptiste-Pierre Bevière - e fu anche lui il primo a pronunciarlo e a sottoscriverlo: tutti lo imitarono, firmando il documento, eccezion fatta per Joseph Martin-Dauch, deputato di Castelnaudary, che si oppose apponendo la scritta "avversario" accanto alla sua firma. Bailly tentò di ottenere da Martin-Dauch una ritrattazione, ma senza successo.
Fu una settimana piena di eventi drammatici che vide, anche, l'ascesa definitiva dei primi eroi della Rivoluzione. Considerandosi loro stessi dei rappresentanti di una rinascente Nazione Francese, i leader dell'Assemblea nazionale — Mirabeau, Siéyès, Target e Bailly — accettarono la sfida contro l'ancien régime. L'indomani, il 21 giugno, quando i deputati del Terzo Stato trovarono ancora una volta chiusa la sala riunioni degli Stati generali, decisero di recarsi nella Chiesa di Saint-Paul-Saint-Louis. Ben 149 deputati del clero, suscettibili ai problemi dei contadini, si unirono a loro, nell'esaltazione generale: avevano così assestato un nuovo colpo all'assolutismo.

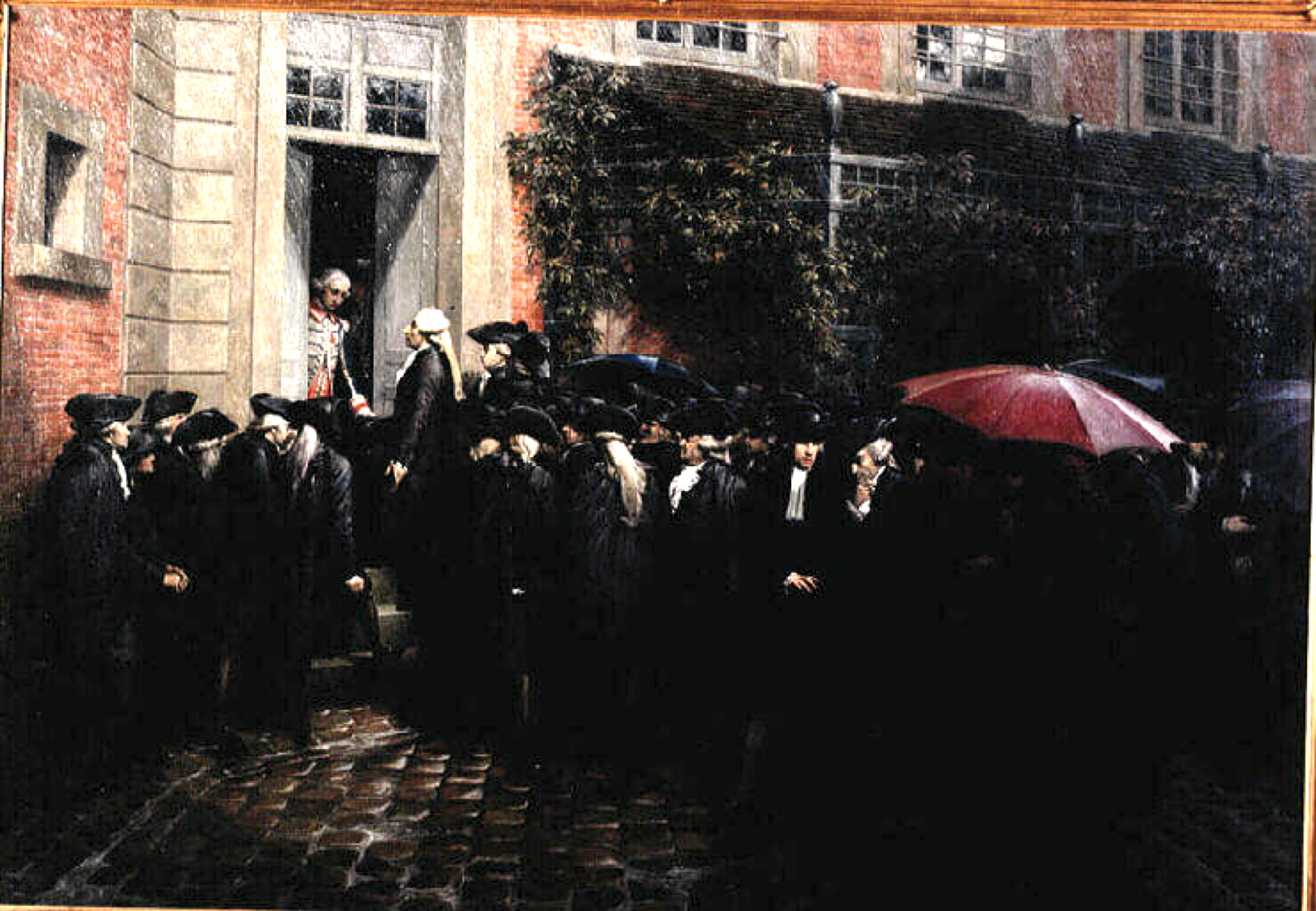
Nel quadro di Lucien Melingue (1874) i deputati del Terzo Stato vengono fatti attendere, il 23 giugno 1789, dal Gran Cerimoniere Dreux-Brézé, che discute con Bailly

La tanto agognata seduta reale ebbe luogo il 23 giugno. Dopo aver atteso dinnanzi alla porta sotto la pioggia, i deputati poterono finalmente entrare. Tutti i posti erano occupati tranne quello di Jacques Necker, ministro delle finanze, che era assente, probabilmente per mostrare la sua disapprovazione per ciò che il re avrebbe detto. Il re, rivolgendosi ai rappresentanti dei tre stati (nuovamente nella sala dell'Hôtel des Menus-Plaisirs), espresse la volontà di conservare la distinzione degli ordini, annullando la costituzione del Terzo Stato in Assemblea nazionale. Si dichiarò tuttavia favorevole a garantire le libertà individuali e di stampa e all'eguaglianza fiscale, pur sostenendo di voler mantenere le decime e le rendite feudali. Dichiarò inoltre che se l'Assemblea l'avesse abbandonato, egli avrebbe comunque fatto il bene del popolo senza di essa. Il re infine terminò il suo discorso con le imprudenti parole: «Vi ordino, Signori, di separarvi immediatamente». Al termine del discorso in effetti una parte della nobiltà e del clero si ritirò, mentre i deputati del Terzo Stato rimasero silenziosamente al loro posto. E quando il Gran Cerimoniere del re, Henri-Évrard de Dreux-Brézé, ribadì l'ordine, Bailly, in aperto dissenso all'imposizione reale di cessare la seduta, si alzò dal suo seggio e gli rispose: «Non posso separare l'Assemblea finché essa non ha deliberato». «È questa la sua risposta, vuole che la comunichi al re?» chiese il Gran Cerimoniere a Bailly, il quale replicò con un secco: «Sì, Signore» e, indirizzandosi immediatamente ai deputati che lo circondavano, continuò: «Mi pare che l'Assemblea nazionale non possa ricevere ordini». Dreux-Brézé l'annunciò a Luigi XVI che, si dice, gli avrebbe risposto risentito: «Ah... me ne fotto! Che restino!». L'assemblea, presieduta da Bailly, poté quindi procedere a lavorare indisturbata e ratificò nella stessa seduta tre decreti fondamentali:
- la conferma ufficiale della sua costituzione in Assemblea nazionale;
- la proclamazione dell'inviolabilità dei suoi membri;
- la decisione di interrompere il pagamento delle tasse se l'Assemblea fosse stata sciolta.

Il braccio di ferro contro il re continuò per altri quattro giorni, durante i quali l'Assemblea, forte dei deputati del Terzo Stato e della maggioranza dei rappresentanti del clero, vide ancora aumentare i propri ranghi: il 25 giugno infatti si unirono anche 47 nobili, tra i quali il duca d'Orléans. A questo punto il re dichiarò implicitamente il suo fallimento e il 27 giugno acconsentì alla formazione dell'Assemblea nazionale: la Rivoluzione aveva dunque ottenuto la sua prima grande vittoria. In settimana Bailly fu rimpiazzato come presidente dell'Assemblea nazionale e preparandosi a stare in secondo piano per di impegnarsi nell'importante, ma poco appariscente, lavoro di definizione di un governo costituzionale per la Francia. In ogni caso il ruolo fondamentale che egli aveva giocato in questo iniziale momento di successo fu interamente compreso e apprezzato sia dai suoi colleghi, sia dai suoi concittadini. Ad esempio, infatti, la camera di commercio della città di Bordeaux mandò una delegazione per ringraziarlo della bontà della sua presidenza e per comprare un suo ritratto, dipinto da Mosnier, pittore della corte del re, in modo che fosse esposto nella propria sala riunioni. Lo stesso Bailly ringraziò gli abitanti di Bordeaux «per la bontà di cui avevano inondato un cittadino che non aveva fatto altro che il suo dovere». Il giornale Point du jour osservava, poco prima del termine del mandato di Bailly: «Un sentimento di dolore era misto col piacere di vedere M. Bailly nel presiedere l'Assemblea nazionale ieri. Purtroppo sta per finire». L'impressione popolare del suo ruolo negli stadi embrionali della Rivoluzione, inoltre, fu ben illustrata da una constatazione di un'assemblea distrettuale di Parigi scritta circa un anno dopo: «Bailly, se anche non fosse l'autore della gloriosa Rivoluzione che garantisce la libertà nazionale, è comunque uno di quelli che hanno fatto di più per consolidarla in eterno...».
La fulminea ascesa di Bailly, dalla nicchia letteraria intellettuale ad una reputazione nazionale, ha in effetti alcuni elementi paradossali. Ovviamente gli sconvolgimenti politici che caratterizzano ogni tipo di Rivoluzione permettono quasi sempre a personaggi prima ignoti di elevarsi a leader, di ottenere fama ed influenza altrimenti impossibili. Eppure il mero fatto rivoluzionario non spiega perché Bailly, uomo senza alcun talento politico particolare, potesse aver raggiunto lo stesso livello di eminenza di Mirabeau, Siéyès o Mounier, tutti strateghi politici riconosciuti. La spiegazione può essere trovata esaminando la posizione di Bailly nell'Assemblea, il suo carattere e il modo in cui interpretò il suo ruolo. Bailly arrivò nell'assemblea con una certa reputazione, dovuta sia ai suoi virtuosi successi scientifici sia al fatto che capeggiasse la delegazione della più grande città francese. Questa reputazione fu strumentale nella sua elezione come presidente, e gli diede l'opportunità di esercitare i suoi talenti in un ruolo in cui sarebbero stati influenti e pubblicizzati. Inoltre, il fatto che fosse un neofita politico fu per lui un considerevole vantaggio a Versailles: poiché non aveva alcuna esperienza politica precedente, ci sarebbero state ben poche possibilità per lui di macchiarsi di quel lavoro sporco che è parte integrante della professione del politico. Considerato un savant «senza accetta per macinare», Bailly non aveva alcun timore per le sue ambizioni politiche semplicemente perché, almeno agli inizi, non ne aveva. Sia che sia vero o no, infatti egli affermò e ribadì costantemente che non aveva mai deliberatamente cercato alcun ufficio pubblico e ciò gli permise di guadagnare ampia credibilità tra i suoi colleghi deputati.
La reputazione del carattere di Bailly, forse anche più dei suoi successi scientifici, fu un valore fondamentale per lui a Versailles. Egli fu abile ad esercitare un altissimo grado di influenza sugli indisciplinati ed eccitabili uomini dell'Assemblea nazionale proprio perché loro si fidavano di lui: la sua fama di uomo onesto e virtuoso era indiscussa; la sua naturale dignità inoltre accrebbe il prestigio della carica che occupava e si rifletté positivamente sull'Assemblea che rappresentava. In contrasto con gli uomini che possedevano maggiore astuzia politica, Bailly fu visto dai suoi colleghi come libero dagli intrighi e dagli stratagemmi politici, e indipendente in quanto non appartenente né legato a nessun interesse o cricca. La personalità di Bailly sembrava particolarmente adatta al ruolo di presidente, e sicuramente il modo in cui esercitò le sue funzioni contribuì a dargli ulteriore credito. Un deputato, Adrien Duquesnoy, scrisse nel suo giornale su Bailly che: «Sembra essere creato per quella posizione. Ogni giorno acquisisce sempre più prestigio, sempre più influenza...».
Eppure, uno dei suoi problemi più grandi quando fu presidente fu quello di mantenere l'ordine. Anche prima che fosse nominato presidente decano, infatti, aveva indirizzato il Terzo Stato su questo tema, sottolineando l'inefficienza e le perdite di tempo risultanti dall'assenza di una procedura stabilita. Dopo che l'Assemblea fu ufficialmente costituita, egli riuscì ad introdurre tre semplici regole di procedura, anche se ebbe difficoltà nel farle rispettare.
Il 15 luglio 1789 fu eletto sindaco di Parigi. Un importante fattore della carriera politica di Bailly, un fattore che egli sfruttò al massimo, fu la sua enorme popolarità durate i primi mesi da sindaco di Parigi. Esempio di persona virtuosa, con la sua semplicità e la sua ingenuità, Bailly fu un cambiamento rinfrescante dalle nullità pompose e dai burattini reali che l'avevano preceduto nell'ufficio di capo della municipalità parigina, ovvero gli antichi prevosti dei mercanti.
Successivamente ricevette critiche di conservatorismo rivoltegli da Camille Desmoulins e Jean-Paul Marat.
Dopo la fallita fuga del re del 21 giugno 1791, si oppose alla richiesta di decadenza del re e, a richiesta dell'Assemblea, represse sanguinosamente le agitazioni popolari del 17 luglio 1791, passate alla storia come il massacro del Campo di Marte. Crollata la sua popolarità, si dimise il 12 novembre da tutte le cariche e si ritirò a Nantes.
Arrestato a Melun nel luglio 1793 e chiamato a testimoniare nel processo contro Maria Antonietta, difese la regina.
Bailly fu, inoltre uno dei membri di quel gruppo di politici liberali che volevano emancipare gli ebrei; da sindaco di Parigi assicurò il passaggio del decreto del 27 settembre 1791 (confermato poi il 30 novembre dello stesso anno), che dichiarò definitivamente gli ebrei cittadini francesi a tutti gli effetti, con gli stessi diritti e gli stessi privilegi di tutti gli altri. Questo decreto inoltre abrogava le tasse speciali che erano state imposte agli ebrei, così come tutte le ordinanze esistenti contro di loro. Né le minacce né le caricature che lo ridicolizzavano dissuasero Bailly ad appoggiare questo provvedimento. La sua adesione fu incrollabile a quello che egli considerava come dovere di un magistrato giusto e retto, e ciò gli provocò anche un certo rischio personale.

### La morte
Le fonti raccontano in modo differente la morte di Bailly, avvenuta il 12 novembre 1793, all'indomani della fine del processo.
Nella sua biografia di Bailly, Arago riporta la testimonianza di Beugnot. Secondo questo racconto Bailly si era alzato presto, dopo aver dormito poco. Prese un po' di cioccolato, e conversò a lungo con suo nipote. Il giovane era in preda alla disperazione, mentre il prigioniero conservava tutta la sua serenità. La sera precedente, al ritorno dal tribunale, Bailly aveva osservato, con freddezza ammirevole, che gli spettatori del suo processo si erano fortemente eccitati contro di lui. «Ho paura — aveva aggiunto — che la semplice esecuzione della sentenza non basterà a soddisfarli, che potrebbe essere pericoloso. Forse la polizia provvederà a calmarli». Queste riflessioni ricomparvero in mente a Bailly poco prima di lasciare la Conciergerie, quando chiese, e bevve in fretta, due tazze di caffè senza latte. Tutte quelle precauzioni erano un sinistro presagio. Ai suoi amici che lo circondavano in quel momento terribile, mentre questi singhiozzavano con forza, egli disse: «Siate calmi, ho un cammino piuttosto difficile da eseguire, e io diffido della mia costituzione fisica. Un caffè eccita e rianima; spero, però, di raggiungere la morte in modo appropriato». I compagni, poi, molto probabilmente furono invitati ad andare via; Bailly infatti avrebbe dovuto attendere l'arrivo del boia solo con i suoi carcerieri.

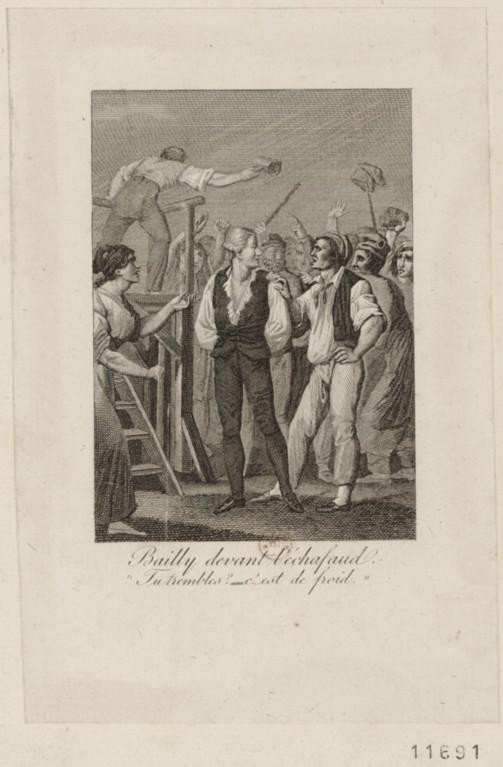
Bailly condotto alla ghigliottina

E in effetti un'altra delle fonti certamente più autorevoli è quella di Henri-Clément Sanson, nipote del ben più famoso Charles-Henri Sanson, il boia esecutore praticamente di tutte le decapitazioni durante la Rivoluzione francese. Era stato lui ad esempio a decapitare, oltre ovviamente a Bailly, il re Luigi XVI di Francia, la regina Maria Antonietta, i Girondini e avrebbe decapitato sempre lui, poco tempo dopo, Danton e i suoi seguaci, Robespierre e i Montagnardi. Nella sua biografia di famiglia, le Mémoires des Sanson, Henri-Clément riporta i ricordi del nonno con dovizia di particolari e tra di essi anche quelli legati all'esecuzione di Bailly. Secondo la sua testimonianza, già il 20, al termine del processo, il boia Sanson, come al solito, aveva contattato l'accusatore pubblico, in questo caso Fouquier-Tinville, per prendere i suoi ordini in vista dell'esecuzione. A Sanson fu presto detto da un impiegato della corte giudiziaria che l'esecuzione si sarebbe tenuta l'indomani, senza però ricevere da lui né da altri alcuna informazione particolare sul suo svolgimento.
Poi, improvvisamente, alle 9:00 di mattina del 21 novembre fu chiesto a Sanson di trasferire la ghigliottina da Place de la Concorde, dove essa si trovava, a Campo di Marte, dove si sarebbe svolta l'esecuzione. Si perse un po' di tempo perché Sanson dovette prima chiamare tutti i suoi assistenti per spostarla, e così erano già passate le 10:00 quando essi arrivarono a Place de la Concorde. Fouquier-Tinville aveva selezionato un posto particolare, tra l'Altare della Patria e Gros-Caillou, per l'elevazione del patibolo. La scelta, in realtà non era stata casuale: era infatti, sadicamente, proprio il luogo in cui si erano raccolte le truppe della Guardia nazionale quando La Fayette e Bailly ordinarono di fare fuoco sulla folla durante il massacro di Campo di Marte, che poi era il principale capo d'accusa per il quale Bailly era stato condannato a morte.
Così, mentre il figlio di Sanson si occupava di rimuovere la ghigliottina dal suo solito posto, Sanson stesso si presentò alla prigione della Conciergerie, dove Bailly, come tutti i prigionieri e i condannati a morte, risiedeva prima di subire l'esecuzione. Sanson arrivò alle 11:30 circa, e mentre lui entrava si ritrovò di fronte Hébert, all'epoca sostituto procuratore della Comune, il quale invece stava uscendo. Dopo essere entrato, Bailly gli fu immediatamente portato davanti. Sanson si accorse subito che i carcerieri della Conciergerie, che già spesso mostravano una certa brutalità indiscriminata, verso Bailly si erano comportati in modo ancor più crudele e feroce del solito, adoperando fin troppa violenza, probabilmente perché gli era stato ordinato così da qualcuno (Sanson lascia intendere che fosse stato lo stesso Hébert).

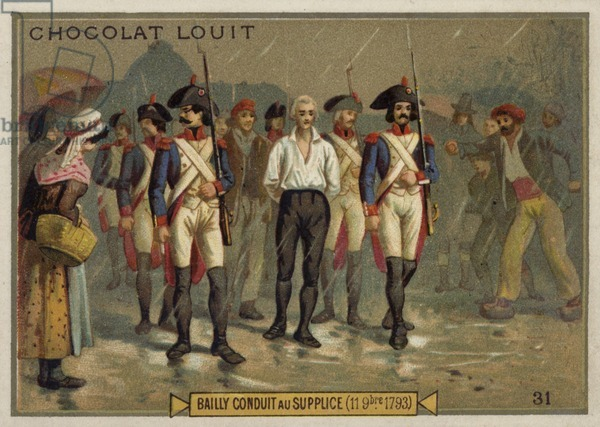
Jean Sylvain Bailly sulla via della ghigliottina, il 12 novembre 1793 (cromolitografia)

E infatti mentre Bailly era chino in avanti, uno dei carcerieri, parodiando il tono di un valletto che annuncia la presenza di qualcuno, gridò: «Ecco il signor Bailly, ex macellaio del re tiranno!» Un altro, quando si chinò per fissargli le giarrettiere, lo spinse così forte che egli cadde all'indietro, dicendo a uno dei suoi amici: «Prendilo tu, Bailly!» Questi lo rimpallò al primo, che a sua volta lo spinse violentemente verso un altro carceriere e così via, fino a quando l'astronomo si ritrovo contuso e senza fiato.
Tutto questo mentre Bault, il capo-carceriere, e Nappier, l'impiegato del tribunale, erano presenti e guardavano. Sanson, indignato per un trattamento tanto disumano, chiese a Bault perché non l'avesse impedito, e quest'ultimo, alzando le spalle gli rispose: «E cosa posso farci?». Nappier rise e annuì con un cenno d'approvazione. Nella biografia, viene detto che Sanson, ripensando all'individuo che aveva incontrato poco prima, suppose che questi, ovvero Hébert, doveva per forza aver avuto a che fare con quello che stava succedendo. E in effetti non si sbagliava: poco dopo infatti Bault gli confessò che era stato proprio Hébert ad aver spinto i suoi subordinati a usare più violenza contro Bailly. Vedendo che Bailly era impotente, Sanson, per liberarlo da quella situazione indecorosa chiese ai suoi assistenti di legargli le mani in modo che potessero affrettarsi ad andare via. La condotta dei carcerieri non aveva comunque, in alcun modo, disturbato la serenità interiore di Bailly, il quale rispondeva ai giochetti vergognosi dei carcerieri semplicemente con le parole: «Mi state facendo male».
Quando gli assistenti del boia lo strapparono via dai suoi aguzzini, Bailly finalmente sorrise e disse: «Sono un po' vecchio per quel tipo di giochi». Dopo che gli furono legate le mani, Sanson consigliò a Bally di permettere ai suoi assistenti di coprirgli le spalle con il suo cappotto anche perché fuori faceva abbastanza freddo quel giorno. Al che Bailly gli rispose con un po' di retorica amarezza: «Perché, ha paura che potrei prendere un raffreddore?» Nella sua Histoire de la révolution française Adolphe Thiers asserisce che Bailly fu portato alla ghigliottina a piedi: questa affermazione in realtà è, molto probabilmente, imprecisa. L'ex sindaco di Parigi godette infatti dello stesso "privilegio" di tutte le persone condannate a morte, ovvero di essere portato al patibolo su di un carro. Anzi, beffardamente, dietro al carro di Bailly fu attaccata, per ordine del Tribunale rivoluzionario, una bandiera rossa, la stessa che egli aveva innalzato per proclamare la "legge marziale" il giorno del massacro del Campo di Marte. La bandiera, secondo gli ordini degli accusatori, doveva essere bruciata prima che il detenuto venisse ghigliottinato.
Alle 12:00 circa Bailly rivolse un ultimo e tenero addio ai suoi compagni di prigionia, augurando loro un destino migliore, e seguì Sanson senza debolezza e senza spavalderia, montando sul carro con le mani legate dietro la schiena. Sembra che Bailly disse: «Dobbiamo avere una cattiva opinione di coloro che, nei loro ultimi momenti, non possono gettare uno sguardo dietro di loro». L'ultimo sguardo di Bailly fu nei confronti della moglie. Un gendarme della scorta, ascoltando le sue ultime parole, le ripeté fedelmente alla vedova. Quando la vettura di Bailly apparve sulla banchina, fu subito travolto dalla «tempesta di fischi e gemiti» della folla. Bailly intanto stava seduto senza avvedersene e conversava col boia Sanson con straordinaria tranquillità. «Egli — racconta il nipote di Sanson — parlò di tutto, tranne che di sé stesso». Bailly infatti pose a Sanson delle domande legate agli ultimi momenti del generale Custine, di Charlotte Corday, e della regina; poco dopo gli chiese anche quale fosse il suo stipendio da boia.
Però quando il carro raggiunse gli Avenue des Champs-Élysées, un assistente di Sanson venne in gran fretta a dirgli che i carpentieri avevano dimenticato alcune delle travi che sorreggevano il pavimento del patibolo. Sanson fu quindi costretto a tornare a Place de la Concorde per riprendere le travi mancanti, per poi metterle nel carro del condannato. La sosta non fu senza pericolo: Bailly infatti, uscì, scortato, dal carro, e per due volte la folla tentò, senza successo, di catturarlo per linciarlo. Alla fine comunque il corteo si spostò di nuovo, riprendendo il cammino. Dopo un po' Sanson gli chiese se avesse preferito camminare e Bailly accettò. Così, scortato, iniziò a procedere dietro al carro. Quando, però, la folla vide Bailly di nuovo a portata di mano ci fu un'altra tremenda corsa per arrivare a lui, e un ragazzo quindicenne, facendosi strada tra le persone, gli tolse con violenza il cappotto dalle spalle. L'assalto fu così improvviso che Bailly cadde con la faccia per terra. Il cappotto era stato intanto strappato in mille pezzi, dopodiché fu fatto ancora un altro tentativo per catturare il condannato, che era circondato solo dal boia e dai suoi assistenti. Bailly, tuttavia, fu fortunosamente salvato dalla peggiore delle morti grazie all'intervento dei gendarmi.
Sanson si affrettò a riportarlo di nuovo sul carro, ma la folla, impazzita, iniziò addirittura a sparare alcuni proiettili verso il condannato. Sanson consigliò immediatamente a Bailly di piegarsi verso il basso per ripararsi dietro le travi; intanto la folla diventava sempre più violenta. Bailly però preferì alzarsi in piedi, dicendo coraggiosamente al boia: «Penso che vi sbagliate; si dovrebbe sempre far testa a una tempesta». E mentre Sanson gli esprimeva la sua contrarietà, Bailly aggiunse: «Sarebbe un peccato se non potessi morire con coraggio in questo quarto d'ora, dopo aver imparato a vivere con onore durante cinquantasette anni di vita». Una tradizione, non confermata, racconta che Bailly incontrò per l'ultima volta, mentre si trovava sul carro, il suo vecchio nemico Mesmer. Questi, secondo la leggenda, ebbe il coraggio di togliersi il cappello e di salutarlo rispettosamente.
Erano le 13:30 quando finalmente il carro raggiunse il Campo di Marte. L'impalcatura del patibolo era circondata da tre o addirittura quattromila uomini. Sanson, vista la debolezza della sua scorta, iniziò a temere il peggio per il condannato quando sarebbe sceso per raggiungere il patibolo: aveva capito che Bailly sarebbe stato completamente in balia della folla urlante. Perciò si affrettò immediatamente verso il patibolo, sperando di poter concludere l'esecuzione prima che la folla avesse il tempo di fare un raid su Bailly. Quando, tuttavia, Bailly fu visto da tutti i presenti, l'indignazione pubblica sì elevò contro lo stesso boia, che, circondato da una banda di trenta individui, ricevette intimidazioni da uno di questi che gli disse, riferendosi alla tragedia del Campo di Marte, che «la terra che aveva bevuto il sangue dei martiri non poteva essere macchiata dal sangue di un mascalzone come Bailly» e che quindi quest'ultimo non poteva essere ghigliottinato lì. Sanson rispose che lui doveva obbedire agli ordini dei suoi superiori. «Ordini! — esclamò un altro degli uomini — Solo il popolo ha il diritto di dare ordini». E mentre Sanson mandò a chiamare un ufficiale della gendarmeria per chiedere il suo consiglio, un terzo individuo gli esclamò in faccia: «Puoi proclamare la legge marziale, se ti piace; tanto hai sia la bandiera rossa sia Bailly a portata di mano; per quanto ci riguarda però, noi erigeremo la ghigliottina nel suo posto appropriato». A questa battuta seguì prima un fragoroso applauso e poi una scena di confusione indescrivibile. La maggior parte dei gendarmi intanto, spaventata, si era dispersa, mentre alcuni di essi addirittura aiutavano la folla a rimuovere la ghigliottina.

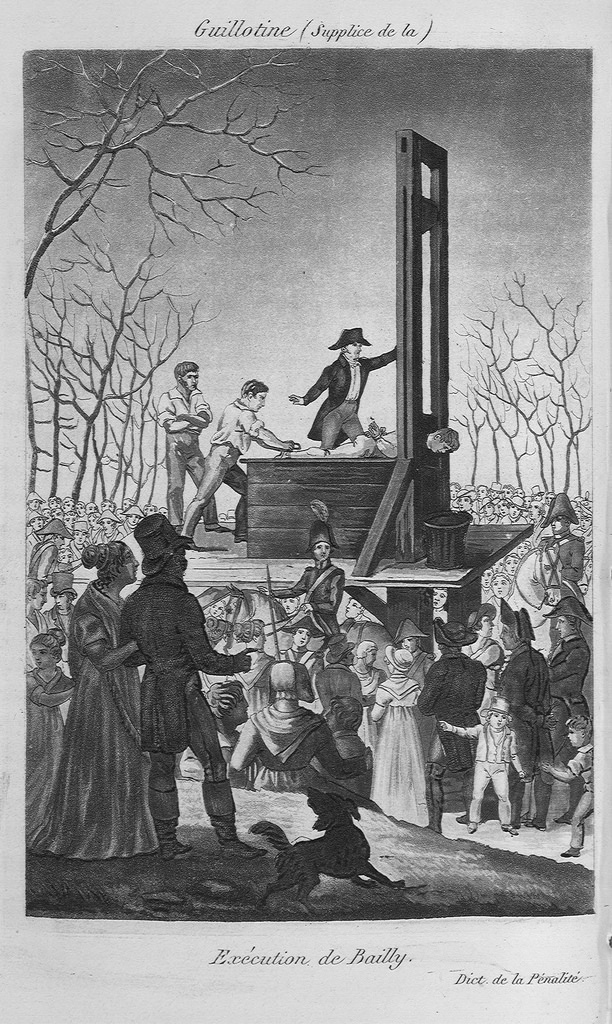
Bailly pochi secondi prima di morire ghigliottinato

Sanson fu quindi separato dallo sfortunato Bailly, ed ebbe grandissima difficoltà a ritrovarlo di nuovo. Fu allora in effetti che iniziò la tortura pubblica del povero Bailly. Gli uomini e le donne furono ugualmente feroci: alcuni di essi alzarono i pugni su di lui che era ancora legato; altri cercarono di colpirlo con dei bastoni in testa. Il viso di Bailly era ancora calmo, eppure molto pallido: non appena riconobbe Sanson lo chiamò per chiedergli aiuto. Commenta alacremente il nipote di Sanson che ormai «al povero Bailly non rimaneva che il suo esecutore come unico amico». Quando Sanson sentì la sua richiesta d'aiuto si precipitò subito e vide che qualcuno gli aveva gettato del fango addosso in quanto aveva la camicia e il volto sporchi. Inoltre aveva una ferita sulla fronte, perciò Sanson dedusse che in sua assenza era stato ripetutamente e freneticamente colpito dalla folla. Uno degli assistenti era ancora a fianco del prigioniero; l'altro assistente invece era scomparso. Due generosi cittadini, Beaulieu e un gendarme di nome Lebidois, vennero ad aiutare Sanson. Beaulieu arringò la folla, e in qualche modo riuscì a pacificarli. Percependo però che sarebbe stato pericoloso rimanere nello stesso posto, e desiderando dare qualche soddisfazione alla folla, Beaulieu suggerì che avrebbe dovuto essere lo stesso Bailly a scegliere il luogo in cui il patibolo doveva essere eretto. Questo suggerimento fu accolto con entusiasmo, e Bailly fu immediatamente portato via. Mentre lo portavano via, Beaulieu gli teneva un braccio, Sanson l'altro, mentre il gendarme e gli altri assistenti da vicino li seguivano per proteggerli.
Le discrepanze nelle testimonianze di questo racconto diedero adito, in seguito, alle voci - molto probabilmente inventate - secondo cui Bailly fu addirittura condotto intorno al Campo di Marte costretto a portare sulle spalle alcune delle travi della ghigliottina. È falsa anche la storia, narrata dal poeta Alphonse de Lamartine, secondo cui Bailly fu costretto dalla folla a leccare la terra sul quale era stato versato il sangue del popolo.
Bailly fu portato all'altra estremità del Campo di Marte, vicino alla riva del fiume, dove il patibolo era stato eretto all'ultimo, probabilmente - come riportano alcuni commentatori - su un mucchio di immondizie. Intanto cadeva una pioggia sottile e l'astronomo, coperto soltanto da una camicia infangata e strappata che riusciva a malapena a coprirgli le spalle, cominciava a sentire freddo. I suoi denti iniziarono a tremare involontariamente. Fu in quel momento che una persona, che gli si era addossata attorno, gli chiese beffardamente e con malizia: «Tremi, Bailly?» alludendo alla paura di morire. Bailly, con stoica serenità, diede la famosa risposta:
(La famosa, stoica, risposta di Bailly.)
Le tante torture subite non avevano comunque alterato il suo coraggio e la sua dignità, ma la sua resistenza fisica così a lungo provata si arrese; la sua testa ricadde, ed egli quasi svenne tra le braccia del boia, mormorando: «Acqua, acqua!» A queste parole un uomo (o meglio «un mostro», come viene definito nella biografia dei Sanson), addirittura gli gettò del fango liquido in faccia. Questo oltraggio destò l'indignazione di alcuni, e dalla folla - almeno parzialmente rinsavita - salì un grido di riprovazione. Uno degli spettatori corse al patibolo portando con sé una bottiglia in cui vi era una piccola quantità di vino, versandola nella bocca di Bailly. Bailly, ritrovando un minimo di forze, sorridendo disse: «Grazie!» I preparativi per l'esecuzione erano ormai completati, e Bailly ormai era sotto i gradini del patibolo.

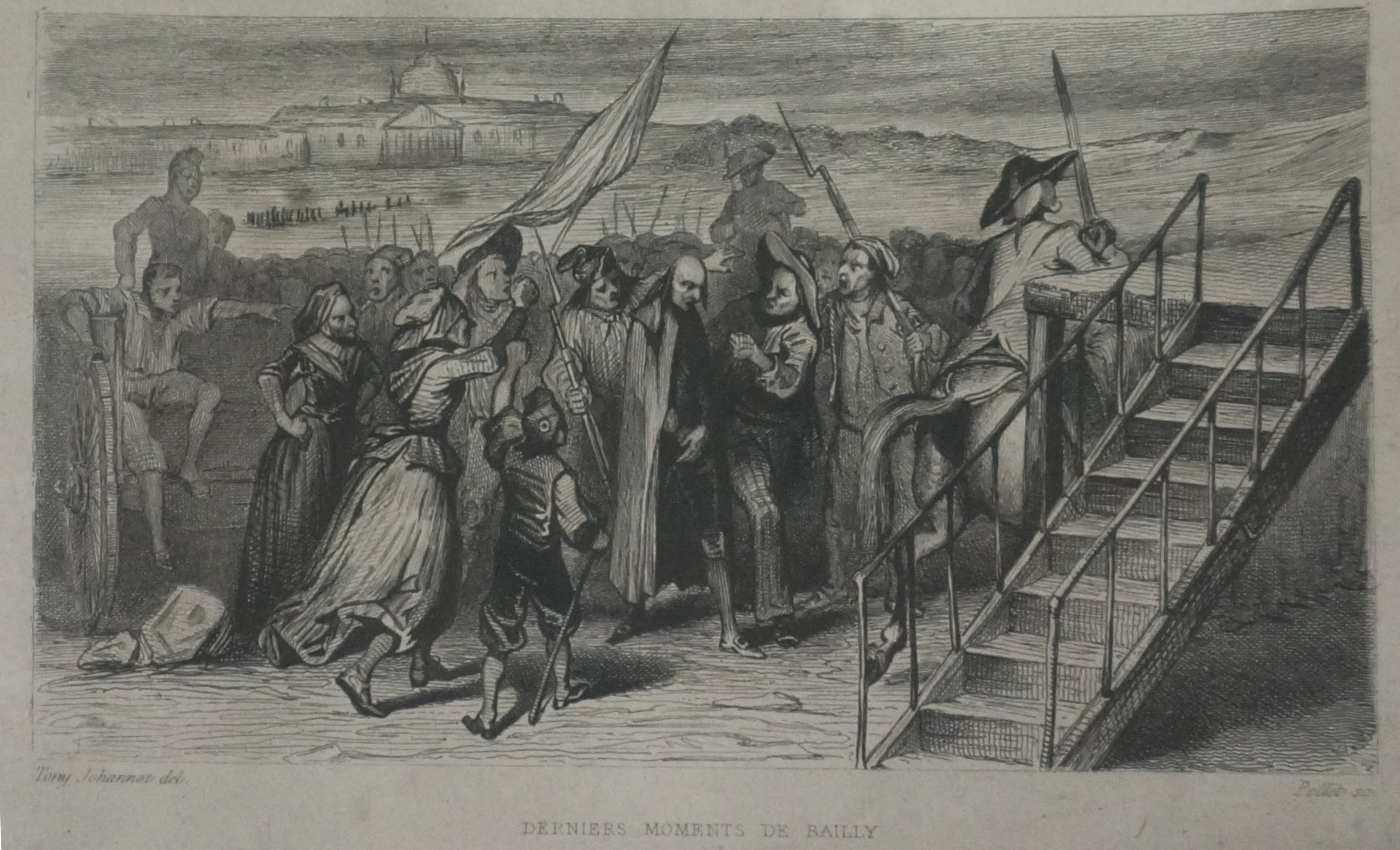
Bailly condotto al patibolo

«Sia veloce, signore; mi finisca senza indugio» pregò Bailly a Sanson. Ma bisognava rispettare prima un'ultima formalità: la sentenza specificava che la bandiera rossa della "legge marziale" dovesse essere bruciata dal boia prima della morte del condannato. La bandiera era così bagnata dalla pioggia che si dovette attendere molto tempo prima che potesse finalmente essere bruciata. La storia secondo cui Sanson bruciò la bandiera sotto al naso di Bailly mentre gli stessi vestiti di Bailly prendevano fuoco è, ovviamente, priva di fondamento.

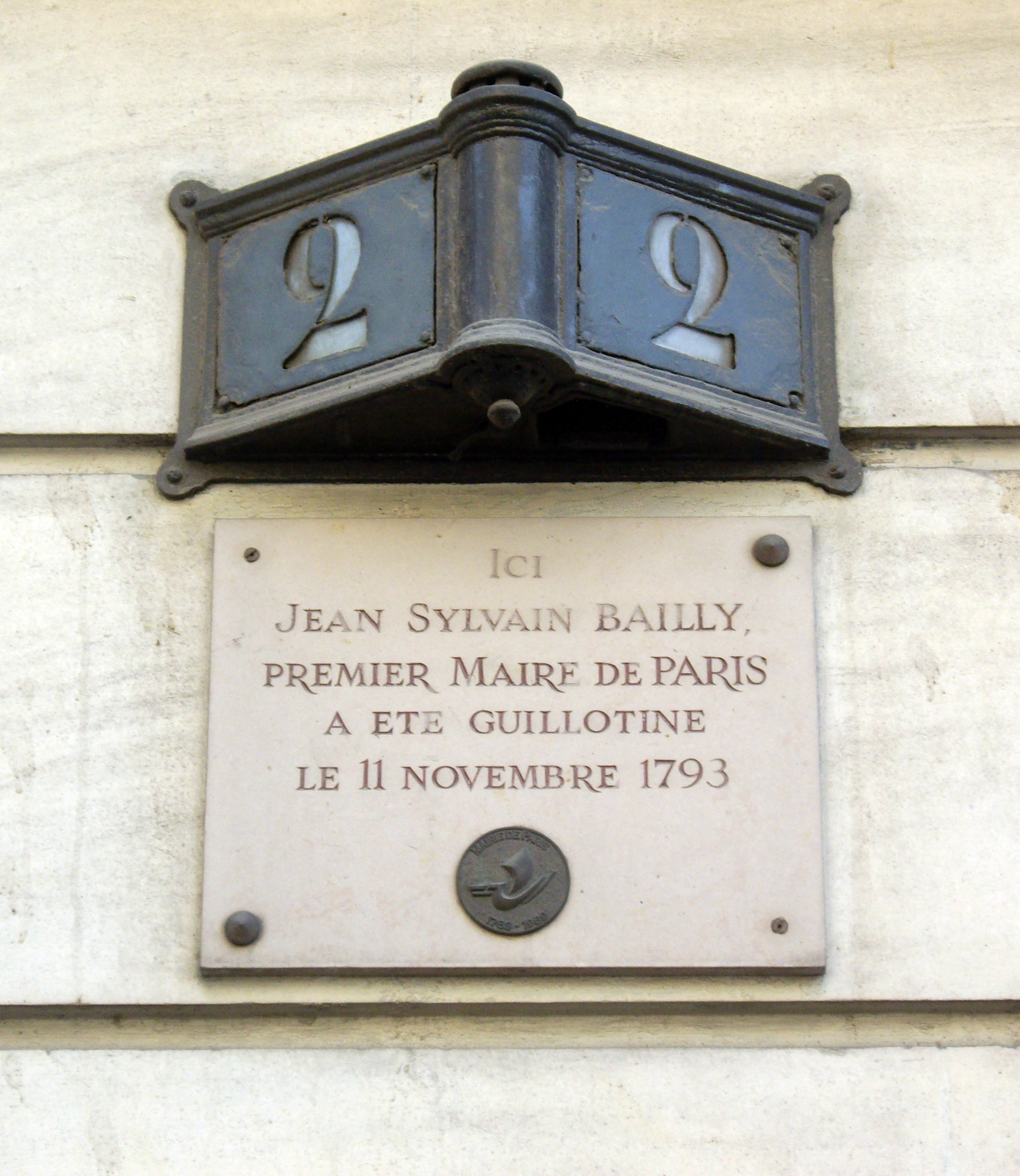
Targa commemorativa nell'avenue de la Bourdonnais per commemorare l'esecuzione di Bailly

Tutti questi preliminari provarono di nuovo la resistenza di Bailly, che era sul punto di svenire una seconda volta. Sanson prontamente lo spinse oltre gli scalini, portandolo sul patibolo. Questi comprese che era giunto alla fine dei suoi mali, e parve rianimarsi. Intanto Sanson, dopo averlo legato alla tavola continuò a incoraggiarlo. Il boia poi si precipitò alla corda, e Bailly tirò un profondo sospiro di sollievo. L'illustre martire appoggiò la sua testa a destra e disse con voce perfettamente distinta: «Ah, ora arrivo in porto, e...» ma il movimento della lama non gli permise di terminare la frase, recidendogli il capo. Secondo Honoré Riouffe Bailly morì «con la calma di uno dei primi filosofi d'Europa». Arago riporta come, all'atto della decapitazione, la folla, appagata dall'esecuzione, scoppiò in «acclamazioni infami».
Bailly venne sepolto in una fossa comune del vecchio Cimitero della Madeleine. I suoi resti, poi spostati, riposano oggi nella Chiesa di Saint-Pierre-du-Gros-Caillou dove è stata disposta, alla presenza dell'allora sindaco di Parigi Jacques Chirac, una targa commemorativa il 23 novembre 1993, in occasione del bicentenario della morte di Bailly. Un'altra targa commemorativa è stata posta sul palazzo al nº 2 dell'avenue de la Bourdonnais, e segna ancora oggi il luogo esatto dell'esecuzione di Bailly.

### Dopo la morte
Bailly lasciò le sue volontà testamentarie all'avvocato Le Moine. La piccola fortuna che lasciò a sua moglie, Jeanne Le Seigneur, non contava però gli arretrati derivanti dalla vendita della sua casa a Chaillot, dal momento che questi beni erano stati confiscati dallo Stato. Divenuta rapidamente povera, la vedova di Bailly si preoccupò di restaurare la reputazione del defunto marito, e scrisse una lettera piuttosto misteriosa all'astronomo Jérôme Lalande dopo che questi aveva pubblicato il suo Éloge de Bailly nel 1795.
La moglie di Bailly per molto tempo rimase senza amici e completamente indigente. Il letterato Jean Dussaulx, come atto di gratitudine a Bailly che l'aveva salvato dalla folla parigina, le mandò un assegno di tasca propria. Finalmente, l'8 dicembre 1796, fu votata dal "Corpo legislativo" una pensione per le vedove dei patrioti morti per il paese, e tra queste anche la signora Bailly ne poté usufruire.
Quando Pierre Simon Laplace fu nominato ministro dell'interno da Napoleone il 12 novembre 1799, il suo primo atto, nel pomeriggio dello stesso giorno della nomina, fu quello di ottenere una pensione «straordinaria» per la vedova di Bailly. Fu la stessa moglie di Laplace a portarle la prima rata. Ma sembra che né lei né i suoi discendenti si ripresero mai dai deficit finanziari di quest'epoca. Nel 1858, infatti i discendenti di Bailly chiesero e ottennero un soccorso finanziario dall'Académie des sciences.
La moglie di Bailly morì nel 1800 di vaiolo.
Nell'Académie française Bailly non fu rimpiazzato subito dopo la morte, ma solo nel 1803, dall'abate Emmanuel Joseph Sieyès che prese il suo seggio, ovvero il 31°.
Numerosi furono gli éloge dedicati alla sua memoria; tra questi, quello già citato di Lalande scritto nel 1795 e letto pubblicamente il 18 febbraio dello stesso anno.
Tra gli altri vi fu l'elogio storico di Merard de Saint Just del 1794, quello di Delisle de Sales, letto il 17 dicembre 1796 all'Institut de France. Inoltre va ricordato l'elogio dello storico Charles de Lacretelle che fu letto nella seduta particolare del 3 maggio 1836 all'Académie française.
Il matematico François Arago invece pronunciò il suo elogio pubblico a Bailly all'Académie des sciences il 26 febbraio 1844 che fu poi inserito nelle sue Notices biographiques, pubblicate in tre volumi nel 1852.

## Posizioni politiche

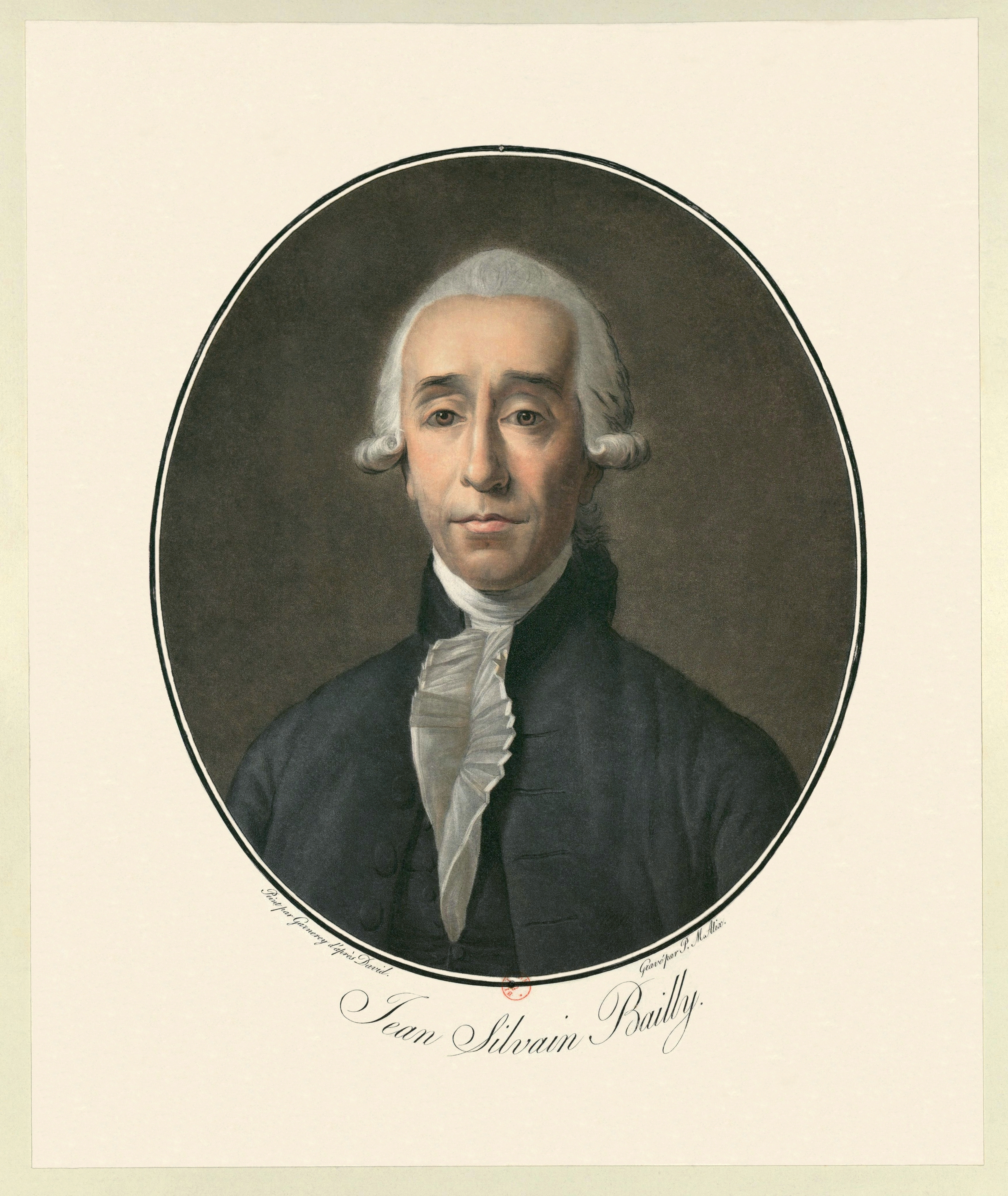
Incisione di Bailly come sindaco di Parigi.

Grazie al materiale contenuto nelle sue Mémoires, abbiamo alcune informazioni sulle visioni politiche di Bailly alla vigilia della Rivoluzione francese. Egli fu di sicuro profondamente influenzato dalle teorie politiche dell'Illuminismo. André Morellet elenca, in parte a torto, Bailly come uno dei membri più fortemente rivoluzionari dell'Accademia di Francia (in realtà va detto che le dichiarazioni di Morellet erano influenzate dalle sue tendenze ultramonarchiche).
Bailly era certamente insoddisfatto dell'autocratica ed irresponsabile monarchia francese. Oltre ad essere estremamente critico nei confronti del ministro delle Finanze Brienne e del controllore generale Calonne, Bailly rimproverò l'Assemblée des notables che si era riunita nel 1787 per il fatto che si era preoccupata solo dei propri privilegi ed interessi.
Bailly esaltò solo successivamente Necker e il re, Luigi XVI, come uomini responsabili per aver chiamato gli Stati Generali, e, quindi, per aver fornito alla nazione francese i mezzi per recuperare i propri diritti. Il suo ideale politico, che continuò ad avere durante tutto il periodo rivoluzionario, era la monarchia costituzionale, con un'autorità divisa tra il re e un'assemblea rappresentativa.
Anche se Bailly continuava a pronunciarsi sulla necessità di una riforma del sistema politico, egli era intimo con molti uomini influenti negli ambienti di corte e con i membri degli Stati privilegiati che favorirono il perpetuarsi dell'ancien régime. Il re stesso, Luigi XVI, lo conosceva e quando fu informato della sua elezione agli Stati Generali, espresse la sua soddisfazione per la scelta di un uomo così onesto. L'abate Maury, membro ultraconservatore dell'Assemblea nazionale, era in buoni rapporti con Bailly e gli suggerì di unire le forze quando entrambi furono eletti agli Stati Generali. Villedeuil, ministro di stato, e Breteuil, che sostituì Necker per alcuni giorni durante la presa della Bastiglia, erano entrambi inclusi nel cerchio delle amicizie di Bailly.
Una visione più approfondita della carriera di Bailly nel periodo prerivoluzionario rivela comunque un uomo fortemente legato alla monarchia e ben poco incline a demolirla. Ad esempio, quando gli fu chiesto di contribuire ad alcune voci della Encyclopédie, rifiutò per il fatto che il governo si oppose al progetto. Nei suoi scritti egli era sempre molto circospetto e fu accusato a più riprese di debolezza e di servilismo verso l'autorità. Quando la sua Histoire de l'astronomie fu attaccata come un lavoro anticristiano, il governo francese balzò in difesa di Bailly e ordinò al giornalista di ritirare la sua accusa. Il favore del governo permise a Bailly di ottenere una posizione minore nel governo municipale di Parigi nel 1777. Ci sono state indicazioni di pressione da parte della corte nella sua elezione all'Académie française, ed ottenne l'appartenenza alla Académie des inscriptions et belles-lettres attraverso decreto reale. Inoltre Bailly ereditò dal padre la carica di custode della collezione d'arte reale, e quando quell'ufficio fu soppresso nel 1783, Bailly comunque continuò a ricevere una pensione annua di 1600 lire, che rappresentava l'ammontare dei ricavi dall'ufficio. Ha anche ricevuto un'altra rendita pari a 2400 lire all'anno per i suoi "meriti scientifici". Dal 1787, Bailly fu ufficialmente accolto nella corte, col titolo di segretario della Contessa di Provenza.

### Credo politico
Far was it to descend from the heavenly Galaxy to the Drapeau Rouge: beside that fatal dung-heap, on that last hell-day, thou must «tremble», though only with cold — «de froid». Speculation is not practice: to be weak is not so miserable, but to be weaker than our task. Woe the day when they mounted thee, a peaceable pedestrian, on that wild Hippogriff of a Democracy, which, spurning the firm earth, nay, lashing at the very stars, no yet known Astolpho could have ridden!»
Lunga fu la discesa dalla celeste Galassia al Drapeau Rouge: accanto a quel fatale mucchio di letame, in quell'ultimo giorno d'inferno, tu dovevi «tremare», anche se fu solo di freddo - «de froid». L'indagine speculativa non ha nulla a che fare con la pratica: essere deboli non è poi così miserabile, ma lo è se si è più deboli rispetto ai propri compiti. Maledetto sia il giorno in cui fecero montare, a te essere pacifico e pedestre, l'indomito Ippogrifo della Democrazia, che, disdegnando la terra ferma, e anzi, sferzando verso le stelle, non permette ancora di capire come Astolfo abbia potuto cavalcarlo!»
(Thomas Carlyle in The French Revolution.)
Con questo epigramma lo storico scozzese Thomas Carlyle espone abilmente la "tragedia" della carriera politica di Bailly. Nel suo testo, Carlyle manifesta una certa stima nei confronti di Bailly filosofo e letterato. Ma come afferma, così come «l'indagine speculativa non ha nulla a che fare con la pratica», anche Bailly, che si era dimostrato abile nel «filosofeggiare», non fu parimenti bravo quando si ritrovò catapultato a gestire la caotica politica parigina e francese, un ambito in cui c'era bisogno di violenza e spietatezza, caratteri che un «essere pacifico e pedestre» come Bailly non poteva possedere. I successi e, soprattutto, i fallimenti amministrativi durante i suoi estenuanti mesi di servizio in realtà contarono poco nel determinare il suo destino politico. Fu il suo fallimento come politico, più che come amministratore, fu la sua incapacità sia nell'arginare lo slancio democratico della rivoluzione sia nell'adattarsi alle condizioni politiche mutevoli, a trasformare la sua immensa popolarità tra i parigini in un'opposizione diffusa che sfociò, in alcuni casi, addirittura in odio, e che lo portò infine alla ghigliottina.
Descritto come persona tutto sommato dai modi semplici e gentili, con un profondo senso dell'onore e della giustizia, Bailly sembrava possedere tratti ammirevoli come persona; ma forse, fu proprio il portare alle estreme conseguenze questi suoi caratteri a risultargli fatali come politico. La «semplicità del carattere» gli era valsa il titolo di «Bailly il modesto» nei giorni precedenti alla rivoluzione e gli fu utile nelle prime settimane, mentre lavorava all'Assemblea nazionale; eppure era una caratteristica inadeguata per stare a capo di una metropoli turbolenta e in preda ad una Rivoluzione come Parigi. Il primo sindaco di Parigi quindi lottò per occupare una carica che in qualche modo lo schiacciò proprio perché, secondo i commentatori dell'epoca, non possedeva i connotati tipici del politico efficace: non aveva infatti alcuna esperienza, né l'astuzia, la flessibilità o il tatto del politico.
L'obiettivo politico di Bailly era parallelo a quello degli elementi moderati dell'Assemblea nazionale, lo stesso della maggior parte dei suoi colleghi nel governo municipale: ovvero una "rivoluzione limitata", quanto più libera possibile da spargimenti di sangue e disturbi d'ogni sorta e che, soprattutto, mantenesse la monarchia, anche se temperata da una carta costituzionale e coadiuvata da un'assemblea rappresentativa.

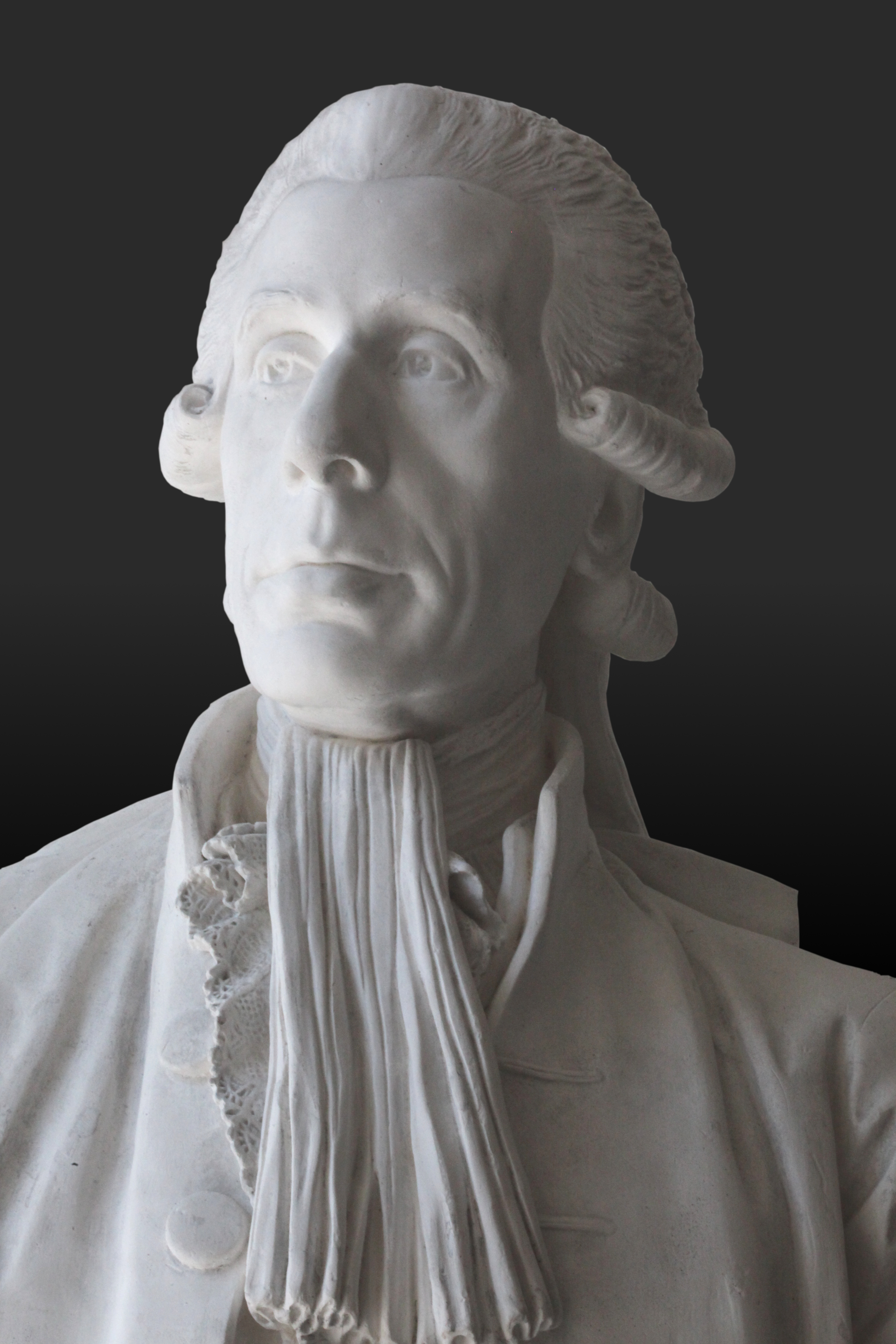
Busto di Jean Sylvain Bailly, Louis-Pierre Deseine, Castello di Vizille.

Bailly inizialmente pensò, a torto, che il giorno della Presa della Bastiglia aveva segnato la fine definitiva della rivoluzione; in quel giorno infatti, scrive Bailly, la rivoluzione poté «essere considerata come completata...» specificando che «adesso mancherebbe soltanto fissare la questione dei poteri della Costituzione». Nell'applicare tali misure, che erano necessarie per costruire un nuovo ordine politico, Bailly consigliava comunque «cautela». Per esempio, accettò in linea di principio i decreti dell'Assemblea del 4 agosto 1789 che aveva abolito molti dei privilegi feudali, eppure credeva che le misure adottate avrebbero dovuto essere rinviate fino a quando la situazione non sarebbe stata più stabile.
In termini pratici il programma di Bailly coinvolgeva il mantenimento del monopolio politico da parte della classe media, attraverso l'esclusione dal potere dei gruppi privilegiati e delle classi inferiori non affrancate. Un principio cardine, quasi platonico, del suo credo politico era che la rivoluzione dovesse essere diretta e indirizzata dagli intellettuali, dai lumières, ovvero dai principali scienziati. Il "popolo", i "non illuminati", dovevano essere saldamente trattenuti e frenati da chi era ben più competente, in modo da essere "illuminarti" a loro volta. Commentando, ad esempio, l'inclusione dei Diritti dell'uomo nella Costituzione nazionale Bailly, pur lodando le idee filosofiche di base, si espresse in modo critico: «stabilire una base costituzionale della dichiarazione dei diritti dell'uomo è un ottimo piano filosofico, ma queste idee metafisiche piuttosto che illuminare la moltitudine la inducono in errore. Questo infatti è un modo per isolare l'individuo e per fargli dimenticare che egli è circondato dai suoi compagni. Insegnargli i suoi diritti prima che i suoi doveri non fa altro che aprire la strada ad abusi di libertà e al dispotismo individuale». Per Bailly è giusto che tutti i cittadini possano godere degli stessi diritti di libertà individuale, però bisognerebbe dare una certa priorità anche ai doveri costituzionali, per impedire che qualcuno, non "illuminato" dai lumi della Ragione, possa abusarne per fini dispotici personali.

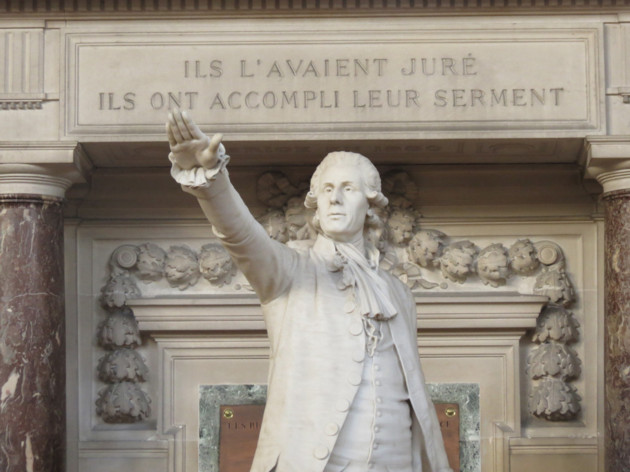
Statua di Jean Sylvain Bailly, René de Saint-Marceaux, opera in marmo, Salle du Jeu de paume (Versailles).

Non solo, secondo Bailly, il suffragio doveva essere limitato ad una fetta ristretta della popolazione, ma anche il diritto di portare armi. Ogni uomo, per Bailly, prima di possedere armi dovrebbe avere abbastanza proprietà intellettuale da capire che «ha più da guadagnare sottomettendosi alla legge che violandola». Mai durante i suoi due anni di mandato come sindaco di Parigi Bailly venne meno alla sua politica volta al duplice obiettivo di soffocare quelle forze che si sforzavano a prolungare la rivoluzione, e di prevenire che il potere dell'ancien régime potesse risorgere in modo da distruggere le conquiste rivoluzionarie che erano state ottenute.

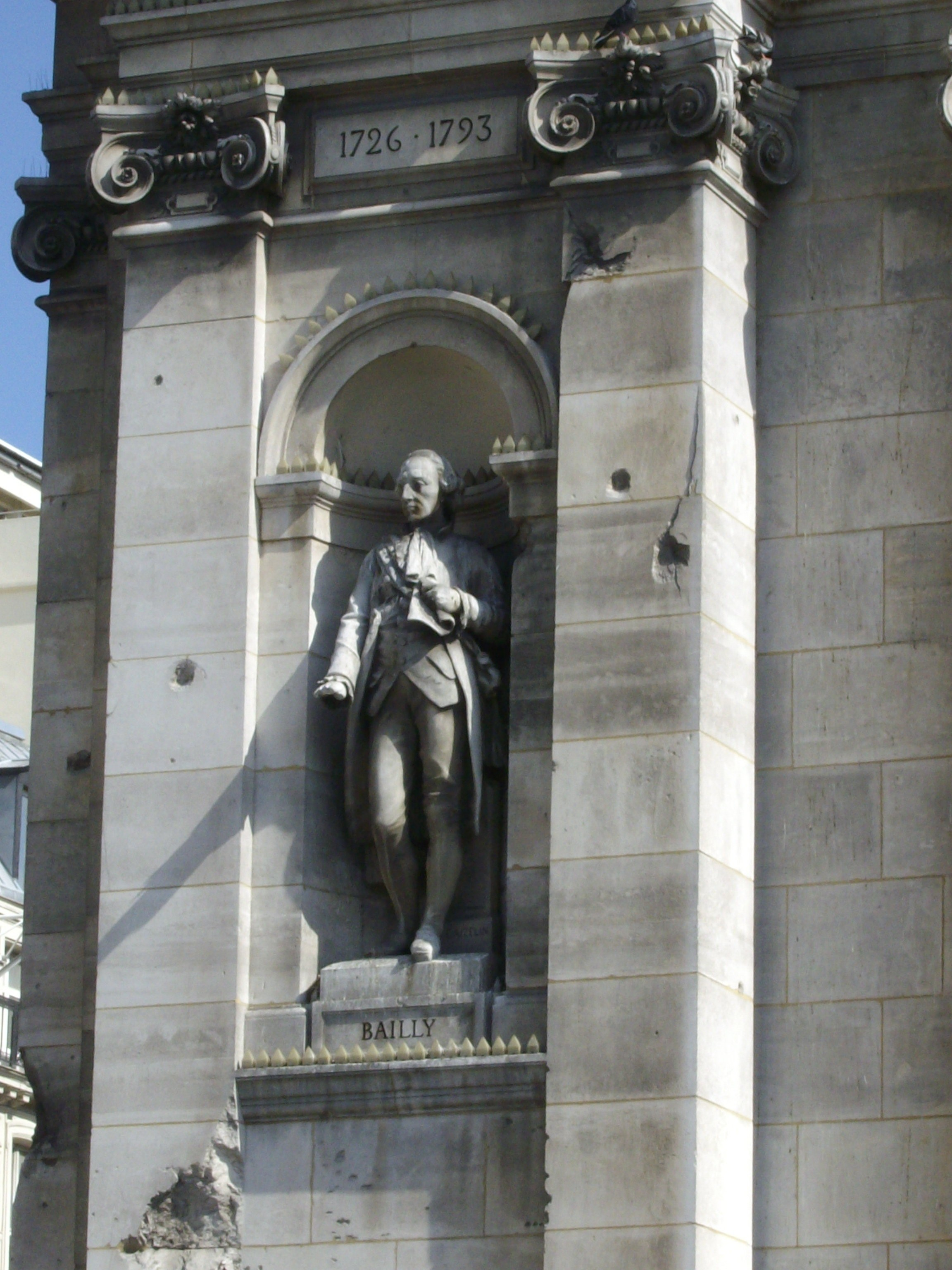
Statua di Jean Sylvain Bailly, Eugène-Antoine Aizelin, Hôtel de Ville (Parigi).

Avere un re, limitato nell'autorità dalla costituzione, era una parte essenziale del programma rivoluzionario dei moderati come Bailly, eppure la devozione dello stesso Bailly nei confronti dell'istituzione regia era un principio fissato del suo credo politico. Ai suoi occhi il sovrano era infallibile, e i suoi errori non potevano che essere il risultato dei consigli sbagliati di cattivi ministri. Non c'è dubbio sul fatto che questo attaccamento verso la monarchia fosse sincero, anche se Bailly non era affatto un assolutista ma un monarchico moderato. Fu politicamente poco saggio per Bailly legarsi così tanto a Luigi XVI, perché necessariamente — come poi accadde in effetti — si sarebbe reso soggetto alle stesse vicissitudini di popolarità che avrebbero colpito il re. A dispetto del suo fermo sostegno alla monarchia, Bailly non sembrò coinvolto in nessuno degli intrighi di corte, volte a favorire la monarchia, che caratterizzarono i primi anni della Rivoluzione. Infatti in una dichiarazione fatta dopo essersi dimesso dalla carica di sindaco di Parigi, Bailly, negò con enfasi qualsiasi suo collegamento privato con il re e la corte, salvo che per un'ovvia relazione ufficiale; infatti per provare la non esistenza di un rapporto segreto tra lui e la corte, Bailly menzionò alcuni documenti (provenienti direttamente dalla corte) in cui era stato ridicolizzato. Inoltre dichiarò di non aver partecipato a nessun incontro segreto con leader realisti, attenendosi al suo stesso principio di «limitarsi alle funzioni del proprio ufficio senza occupare sé stessi in qualsiasi modo con ogni estraneo». La mancanza di qualunque tipo di prova del fatto che Bailly fosse coinvolto in segreti complotti monarchici e la completa mancanza di propensione agli intrighi da parte di Bailly, getta il peso delle prove a suo favore. Egli fu inoltre, almeno apparentemente, inconsapevole delle attività e dell'influenza di La Fayette e Mirabeau a corte e delle loro macchinazioni per stare al potere dietro al trono.

## Posizioni filosofiche
Il pensiero filosofico di Bailly potrebbe essere descritto in termini di duplice attrazione di scetticismo e credenza. Questi furono i due poli tra i quali egli fluttuò. In alcuni casi, come nell′Elogio di Leibniz, Bailly si mostra molto più attratto dallo scetticismo. Altre volte invece, come nell′Histoire de l'astronomie ancienne e nelle Letters a Voltaire, sotto l'influenza di Court de Gébelin, egli lo respinse. A Voltaire scrisse infatti: «Il dubbio deve avere limiti; non tutte le verità possono essere provate come verità matematiche». Bailly sapeva comunque certamente dubitare ed essere scettico quando la ragione lo richiedeva. La partecipazione all'indagine ufficiale sul mesmerismo ne fu la massima prova, e gli permise anche di dissipare l'illusione, messa in giro dai suoi detrattori come Condorcet, che fosse un frère illuminé, ovvero un savant più interessato alle mere congetture mistico-illuministiche che alla cultura prettamente scientifica.
Bailly fu un sintetista, il risultato finale del suo lavoro differì, di conseguenza, dai vari frammenti di filosofia che lui aveva preso in prestito nella sua composizione, tra i cui ispiratori troviamo: Newton, Leibniz, Buffon, Voltaire, Montesquieu, John Locke e Rousseau.
La prima e più importante influenza sul pensiero di Bailly fu la fisica newtoniana. Quando, dopo un decennio di applicazioni agli studi fisici, Bailly iniziò ad esaminare la filosofia metafisica di Leibniz, egli era pronto a credere che la precisione scientifica potesse essere estesa a tutti i campi della conoscenza umana, e dunque anche alle scienze umanistiche. Ed è su questo punto che Bailly non può essere assimilato ai filosofi tipicamente scettici come Benjamin Franklin, amico di Bailly, che invece non si fidavano delle spiegazioni sistematiche dei fenomeni non analizzabili dalle scienze esatte.
Bailly fu anche uno dei primi, se non il primo, ad elaborare il concetto di "rivoluzione scientifica", che emerse nel XVIII secolo proprio attraverso i suoi lavori. Bailly lo interpretò come un processo a due fasi: una prima, ovvero la distruzione di un sistema concettuale accettato; una seconda, ovvero la costruzione di un nuovo sistema.

## Interesse storico e mitologico
Durante la sua vita Bailly riuscì ad incarnare in sé sia l'apparato scientifico illuminista sia il processo rivoluzionario francese: insieme a Nicolas de Condorcet, suo grande rivale presso l'Accademia delle Scienze, Bailly era uno dei pochi rivoluzionari ad avere prima acquisito notorietà come philosophe e poi in campo politico. Ma la carriera di Bailly da intellettuale percorsa sia in ambito scientifico-astronomico, sia in ambito politico, mostra anche un nutrito interesse verso la storia e soprattutto illustra anche il tentativo da parte sua di trovare punti di convergenza tra la ricerca empirica e la speculazione mitologica. Condorcet infatti faceva riferimento al suo collega come «frère illuminé», alludendo alle presunte simpatie massoniche e metafisiche di Bailly, l'astronomo era ugualmente interessato sia di scienza sia di antiche tradizioni mitiche. Questo lato degli interessi di Bailly, sembrerebbe effettivamente in contraddizione con i suoi studi scientifici e fu per questo criticato dai suoi detrattori.

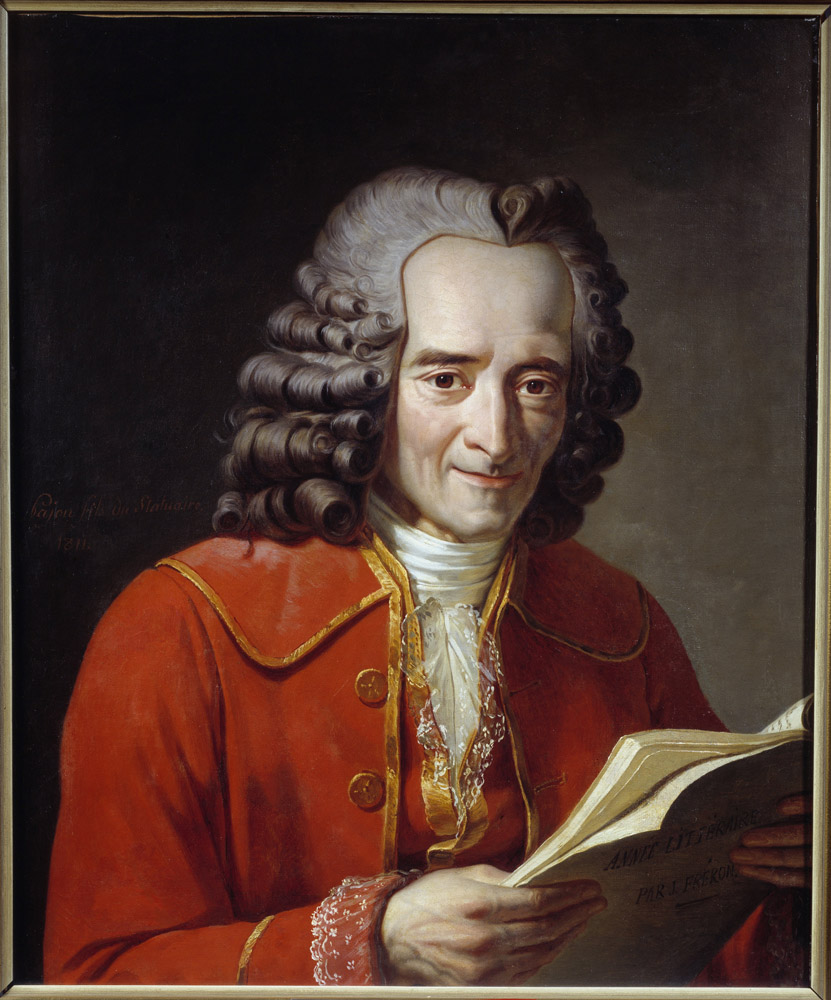
Voltaire che legge, Jacques Augustin Catherine Pajou, olio su tela, 1811.

Bailly era affascinato dal mondo preistorico, dal mondo mitico, soprattutto dalla tradizione di Atlantide. Questa sua attività di ricerca parallela fu, molto probabilmente, ispirata dall'opera a nove volumi di Court de Gébelin, Monde primitif, che pretendeva di descrivere in maniera dettagliata ed enciclopedica un mondo antico, preistorico ma abitato da una civiltà sofisticata e tecnologicamente avanzata. Il progetto di de Gébelin si era anche legato al mondo semi-segreto della massoneria francese: molte delle caratteristiche e delle usanze che lui attribuiva all'antica civiltà descritta nella sua opera sembravano progettate più che altro per fornire una secolare e venerabile genealogia ai vari rituali massonici. Questa influenza massonica è un po' meno evidente nel caso di Bailly, anche se ci sono prove che testimoniano la sua presenza nella prestigiosa Loge des Neuf Sœurs, a cui erano appartenuti Benjamin Franklin, lo stesso de Gébelin, l'astronomo Jérôme Lalande, e anche (sebbene solo per qualche settimana prima di morire) Voltaire. La loggia in effetti univa vari rappresentanti dell'empirismo settecentesco e degli storici versati nella speculazione mitologica.
Fu sotto questo duplice egida di scienza e speculazione mitologica che Bailly decise di abbandonare in parte l'osservazione astronomica al fine di concentrarsi sugli studi di storia e di mitologia e di scavare a fondo alle radici mitiche gli inizi della scienza, del progresso tecnologico ed anche delle conoscenze astronomiche. Il suo primo lavoro di questo tipo, vagamente ispirato all'Essai sur les mœurs et l'esprit des nations di Voltaire, fu la Storia dell'astronomia antica del 1775. Un altro libro, simile, fu anche l′Histoire de l'astronomie moderne, apparso invece - come già ricordato - in due volumi nel 1779. In questi scritti Bailly formulò la tesi per la quale sarebbe diventato famoso: pre-datando alcuni casi e studi astronomici documentati dalle civiltà del passato, sostenne l'ipotesi che dovesse esistere una civiltà preesistente, "antidiluviana", che prima delle altre aveva eccelso in campo astronomico. Solo l'esistenza di questa civiltà precedente avrebbe infatti potuto spiegare come mai gli indiani, i caldei, i persiani e addirittura i cinesi avevano potuto sviluppare conoscenze e pratiche astronomiche intorno allo stesso periodo (3000 a.C.). La tesi di una grande inondazione globale (l'episodio biblico del "diluvio universale") era ancora largamente accettata dalla comunità scientifica nel XVIII secolo: ad esempio Nicolas Boulanger, nella sua "Antiquité dévoilée" (1756), aveva tentato addirittura di dimostrarlo scientificamente adducendo varie prove geologiche; anche lui, come Bailly, aveva ipotizzato l'esistenza di una sofisticata civiltà antidiluviana. Bailly unì questa tradizione biblica con un altro classico mito legato all'oceano, il mito di Atlantide. Basandosi in gran parte sugli scritti di Platone, Bailly sostenne che la storia raccontata da Crizia nell'omonimo dialogo platonico, doveva essere presa alla lettera.
Ma Bailly aveva introdotto un elemento importante in questa storia: invece di situare Atlantide nel suo omonimo mare, l'oceano Atlantico, oppure in Estremo Oriente, dove lo stesso Voltaire l'aveva posizionata, Bailly reputò più consistente l'ipotesi che Atlantide si trovasse oltre il lontano nord, al di sopra del circolo polare artico. Del resto a Bailly le osservazioni di alcuni eventi astronomici, che si trovavano negli annali e nei documenti dei vari popoli meridionali dell'Asia, sembravano invece più legati a delle indagini svolte a latitudini più elevate. Così aveva ipotizzato luogo sul globo in cui vissero i popoli primitivi di Atlantide, ovvero il Polo Nord, diversamente dall'ipotesi di Voltaire In passato, inoltre, secondo la tesi baillyiana, questa zona avrebbe conosciuto un clima molto più permissivo e perciò sarebbe stata più facilmente abitabile; e in più solo questo sito settentrionale avrebbe potuto spiegare i costanti ritornelli mitologici e le usanze comuni a tutte le tradizioni religiose delle civiltà antiche: spiegabili perché in realtà tutte le civiltà deriverebbero dall'unico ceppo comune atlantideo. Da questo luogo infatti, gli Atlantidei migrati a Sud, si stabilirono in India, per poi trasferirsi ad Ovest, oltrepassando e colonizzando dopo l'India, anche l'Egitto, la Grecia, per arrivare, infine, in Europa. Prefigurando Hegel, Bailly affermò che: «lo scettro della scienza deve essere stato tramandato da un popolo all'altro» (Histoire, 3). Il movimento di queste conoscenze scientifiche però, diversamente da come Hegel riterrà, non era avvenuto da est a ovest, ma, per Bailly, da nord a sud.
Secondo Bailly, perciò, le popolazioni dell'Asia non erano state che eredi delle conoscenze di questo popolo atlantideo settentrionale, che aveva già sviluppato un'astronomia molto precisa. I cinesi e gli indiani, tanto rinomati per il loro apprendimento scientifico, non sarebbero stati per lui che semplici depositari.
Uno dei primi destinatari del lavoro di Bailly fu Voltaire stesso, che riconobbe la plausibilità delle sue tesi con una lettera incoraggiante (anche se leggermente sarcastica), che Bailly pubblicò assieme alla loro conseguente corrispondenza epistolare nella prefazione del libro del 1777, Lettres sur l'origine des sciences, et sur celle des Peuples de l'Asie, destinato proprio a Voltaire. In questo testo, Bailly cercò di confutare la convinzione di Voltaire sul fatto che i brahmani fossero il più antico popolo del mondo e che, come Voltaire sosteneva, c'era ancora un grande paese, vicino a Benares, dove l'età dell'oro di Atlantide continuava ad esistere (Voltaire aveva sviluppato questa idea nella sua breve storia La princesse de Babylone). Bailly invece insistette per individuare Atlantide molto più a nord, localizzandola nella mitica terra di Iperborea, la cui capitale era Thule. Questa terra doveva essere quella che aveva ospitato l'età dell'oro di cui poeti e storici antichi, come Erodoto o Esiodo, avevano narrato.
Anche se intanto Voltaire era morto prima che potesse rispondergli dopo la pubblicazione, Bailly comunque pubblicò un ulteriore libro per difendere la sua tesi, le Lettres sur l'Atlantide de Platon et sur l'histoire de l'ancienne Asie (1779).

### Successive speculazioni sulle tesi di Bailly

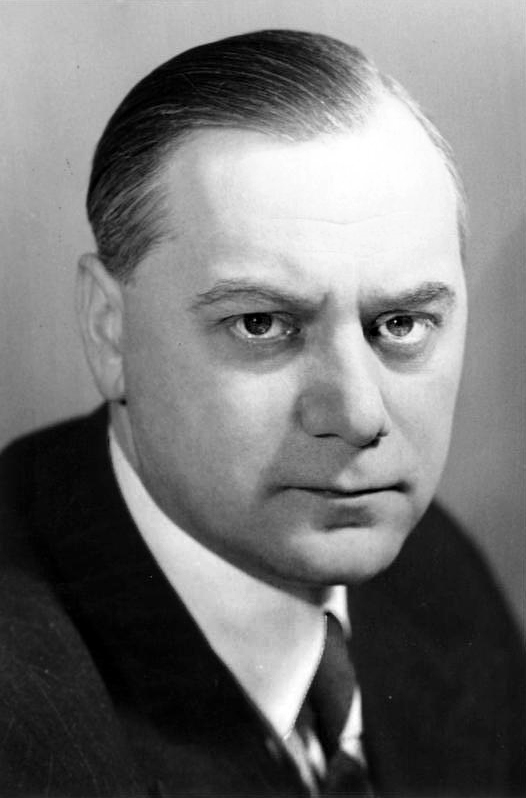
Alfred Rosenberg

L'eredità lasciata da Bailly continuò a vivere anche dopo la sua morte. La sua tesi di una "Atlantide Iperborea" era stata comunque sonoramente respinta in un primo momento. Ad esempio lo stesso Jules Verne in qualche modo voleva anche prendere in giro Bailly in Ventimila leghe sotto i mari (1869), quando i suoi personaggi scoprirono la "vera" Atlantide nell'Oceano Atlantico. Ma una donna, Helena Blavatsky, prese molto sul serio le idee di Bailly. Blavatsky fu una delle teorizzatrici della teosofia, una dottrina mistico-filosofica, il cui credo fu precisato nel suo libro La dottrina segreta (1888). In questo lavoro ermetico, Blavatsky rispolverò la teoria di Bailly (citandolo addirittura ventidue volte), e incorporò l'ipotesi di un "Atlantide Iperborea" all'interno di una storia fantastica che coinvolgeva i vari continenti e varie razze umane e semiumane. Atlantide era rappresentata come un continente polare che si estendeva dall'attuale Groenlandia fino alla Kamčatka e il suo destino si legò a quello di una razza particolarmente controversa: gli ariani, una razza superiore, seconda in ordine di tempo, costituita da giganti androgini dalle fattezze mostruose. Quando gli ariani migrarono a sud verso l'India, scaturì da loro una "sub-razza", quella dei semiti. Il mito di un "Atlantide Iperborea" fece così ingresso all'interno delle ideologie ariane ed antisemite della fine del XIX secolo.
La teoria di Bailly-Blavatsky trovò sostegno tra alcuni degli ideologi ariani viennesi più fantasiosi. Furono proprio questi circoli, come la società "Thule" (che prendeva il nome della mitica capitale di Iperborea), che fecero derivare molte teorie antisemite e ariane dal lavoro mitologico di Blavatsky, e indirettamente da Bailly. I membri della società Thule, in particolare, sono stati fondamentali nell'aiutare Adolf Hitler (che probabilmente aveva letto alcuni libri dei teosofi ariani viennesi quando viveva in Austria) nel fondare il NSDAP, il partito nazista. Uno di loro, Alfred Rosenberg, compagno vicino a Hitler durante gli anni in cui questi stette a Monaco di Baviera, aveva posto il mito di un Atlantide Iperborea al cuore di un suo voluminoso tomo dottrinale, Der Mythus des 20. Jahrhunderts (Il mito del XX secolo) del 1930. Rosenberg iniziò questo lavoro assumendo come vera la passata esistenza di Atlantide nel lontano nord, riproponendo la tesi baillyiana:
(Alfred Rosenberg nel Der Mythus des 20. Jahrhunderts)
Il mito di un "centro culturale nordico" ha permesso poi a Rosenberg, a partire da questa ipotesi, di accreditare la razza ariana come artefice tutte le grandi conquiste culturali nella storia umana: in momenti diversi nel tempo (in coincidenza con le più grandi fioriture della civiltà), gli ariani discesero dalla loro madrepatria nordica per realizzare le loro prospettive di vita nei climi meridionali. La "prova" della superiorità ariana così poggiava su questa situazione geografica chiave: solo se posizionati nel Circolo Polare Artico gli Ariani avrebbero potuto reclamare plausibilmente ogni responsabilità sia per le realizzazioni orientali sia per quelle occidentali.
Vi sono notevoli differenze tra Bailly e le interpretazioni di Rosenberg del mito di Atlantide Iperborea, e chiaramente non ha senso considerare Bailly un precursore del nazismo, tanto più viste le posizioni chiaramente antirazziste espresse da Bailly nelle sue opere. Va però detto che egli non fu nemmeno totalmente innocente, pur muovendosi in un'ottica tipicamente illuministica. Uno dei pochi storici contemporanei ad aver analizzato la preistoria speculativa di Bailly, Dan Edelstein, ha commentato: «Senza razionalizzare con esattezza la sua teoria, Bailly ha comunque cercato di dare il merito del progresso culturale orientale, all'Europa». Costruendo l'ipotesi di un popolo nordico responsabile per i successi culturali e tecnici dell'India e dell'Oriente, secondo Edelstein Bailly «ha con ultimo fine onorato il progresso e la superiorità occidentale, pur lodando i brahamani». L'Europa e soprattutto quella illuminata, insomma, è stata - per Bailly - il vero successore di Atlantide. Con queste teorie, pur con tutte le successive differenze e i travisamenti, paradossalmente l'antirazzista Bailly aveva inconsapevolmente fornito ai movimenti nazionalisti più tardi, una potente narrazione e un valido materiale teorico che autorizzò in qualche modo un certo numero di ideologie razziste.

## Cultura di massa
Jean Sylvain Bailly è stato interpretato dall'attore Michel Duchaussoy nella miniserie televisiva La rivoluzione francese (1989).

## Opere
- 1766: Essai sur la théorie des satellites de Jupiter
- 1771: Mémoire sur les inégalités de la lumière des satellites de Jupiter
- 1775: Histoire de l'astronomie ancienne
- 1777: Lettres sur l'origine des sciences
- 1779: Lettres sur l'Atlantide de Platon
- 1778-1783: Histoire de l'astronomie moderne
- 1787: Histoire de l'astronomie indienne et orientale.
- 1798: Essai sur les fables et sur leur histoire (publié après sa mort)
- 1804: Mémoires d'un témoin de la Révolution
- 1810: Recueil de pièces intéressantes sur les sciences
- 2004: Mémoires